# Liste des gags du canapé des Simpson
 (août 2025).
Si vous disposez d'ouvrages ou d'articles de référence ou si vous connaissez des sites web de qualité traitant du thème abordé ici, merci de compléter l'article en donnant les références utiles à sa vérifiabilité et en les liant à la section « Notes et références ».
 (août 2025).
Motif : Wikipédia n’est ni une base de données, ni un guide télévisé. Aucune source.
- Archive Wikiwix
- Bing
- Cairn
- DuckDuckGo
- E. Universalis
- Gallica
- Google
- G. Books
- G. News
- G. Scholar
- Persée
- Qwant
- (zh) Baidu
- (ru) Yandex
- (wd) trouver des œuvres sur Wikidata

| 1. | Préciser le motif de la pose du bandeau. | Précisez le motif de la pose du bandeau en utilisant la syntaxe suivante : {{admissibilité à vérifier\|date=août 2025\|motif=remplacez ce texte par le motif}}                                            |
| 2. | Informer les utilisateurs concernés.     | Pensez à avertir le créateur de l'article, par exemple, en insérant le code ci-dessous sur sa page de discussion : {{subst:avertissement admissibilité à vérifier\|Liste des gags du canapé des Simpson}} |

Cet article présente la liste des gags du canapé de la série télévisée d'animation Les Simpson. Le gag du canapé clôt la séquence d'ouverture des épisodes de la série. Les membres de la famille se rassemblent sur le canapé pour regarder l'épisode. Il est basé sur le comique de répétition et présente les situations les plus diverses et rocambolesques.

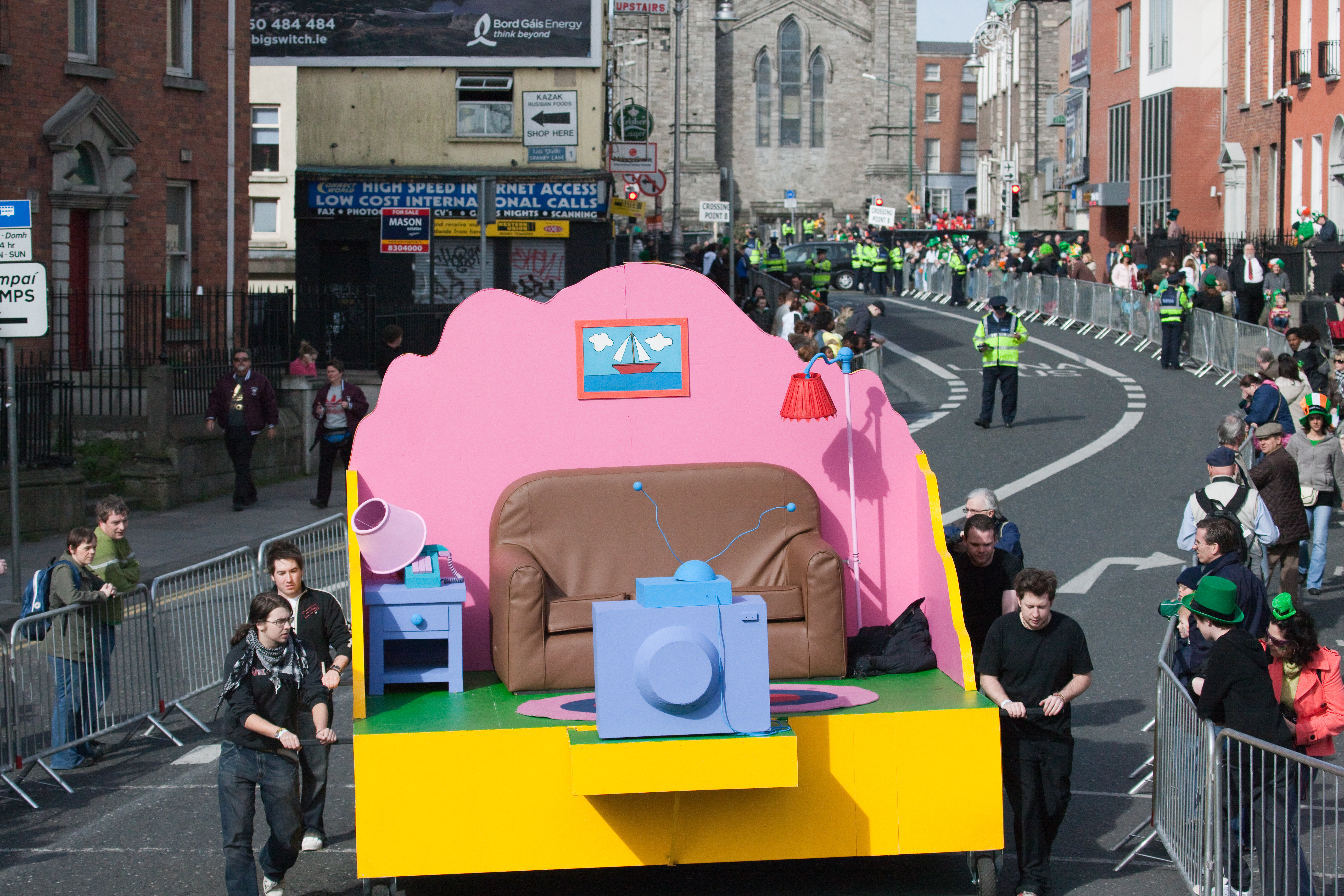
Canapé des Simpson, représenté sur un char lors d'une parade à Dublin, en Irlande.

## Saison 1 (1989-1990)
| #  | Gag du canapé | Titre français                  | Titre original                    | Titre québécois                     | Code |
| -- | --- | ------------------------------- | --------------------------------- | ----------------------------------- | ---- |
| 1  | / | Noël mortel                     | Simpsons Roasting on an Open Fire | Homer au nez rouge                  | 7G08 |
| 2  | Lorsque les Simpson s'assoient sur le canapé, Bart est propulsé dans les airs. Il retombe quelques instants plus tard devant la télévision. | Bart le génie                   | Bart the Genius                   | Bart le génie                       | 7G02 |
| 3  | Lorsque les Simpson s'assoient sur le canapé, ils s'écroulent et tombent par terre.                                                         | Un atome de bon sens            | Homer's Odyssey                   | L'odyssée de Homer                  | 7G03 |
| 4  | Quand les Simpson s'assoient sur le canapé, Homer est éjecté du canapé et se retrouve par terre.                                            | Simpsonothérapie                | There's No Disgrace Like Home     | On est pas si pires                 | 7G04 |
| 5  | / | Terreur à la récré              | Bart the General                  | Bart s'en va-t-en guerre            | 7G05 |
| 6  | Lorsque les Simpson s'installent brutalement sur le canapé, Maggie est propulsée dans les airs puis retombe dans les bras de Marge.         | Ste Lisa Blues                  | Moaning Lisa                      | Les blues de Lisa                   | 7G06 |
| 7  | La famille s'assoit sur le canapé et rien d'extraordinaire ne se produit.                                                                   | L'Abominable Homme des bois     | The Call of the Simpsons          | Les Simpson, coureurs de bois       | 7G09 |
| 8  | Comme le gag du 7G02 | Bart a perdu la tête            | The Telltale Head                 | Bart, chasseur de tête              | 7G07 |
| 9  | / | Marge perd la boule             | Life on the Fast Lane             | Marge prend sa revanche             | 7G11 |
| 10 | Comme le gag du 7G03 | L'Odyssée d'Homer               | Homer's Night Out                 | Homer fait une virée                | 7G10 |
| 11 | Comme le gag du 7G04 | L'Espion qui venait de chez moi | The Crepes of Wrath               | Bart au grand cru                   | 7G13 |
| 12 | Comme le gag du 7G06 | Un clown à l'ombre              | Krusty Gets Busted                | Mauvaise passe pour Krusty le Clown | 7G12 |
| 13 | Comme le gag du 7G09 | Une soirée d'enfer              | Some Enchanted Evening            | Une soirée romantique               | 7G01 |

## Saison 2 (1990-1991)
| #  | Gag du canapé | Titre français                        | Titre original                                        | Titre québécois          | Code |
| -- | --- | ------------------------------------- | ----------------------------------------------------- | ------------------------ | ---- |
| 1  | Les Simpson s’asseyent dans le canapé et le sol craque sous celui-ci. | Aide-toi, le ciel t'aidera            | Bart Gets an F                                        | Mauvais quart d'heure    | 7F03 |
| 2  | Les Simpson dansent à l'égyptienne et s'assoient sur le canapé en écartant les bras. | Simpson et Delila                     | Simpson and Delilah                                   | Simpson et Dalila        | 7F02 |
| 3  | / | Simpson's Horror Show                 | Treehouse of Horror                                   | Spécial Halloween I      | 7F04 |
| 4  | Les Simpson rebondissent sur le canapé alors qu'une extension émarge sous leur pied, ce qui le transforme en lit.                                                                                     | Sous le signe du poisson              | Two Cars in Every Garage and Three Eyes on Every Fish | Poisson nucléaire        | 7F01 |
| 5  | Une fois les Simpson installés sur le canapé, Maggie sort des cheveux de Marge. | Le Dieu du stade                      | Dancin' Homer                                         | Homer la mascotte        | 7F05 |
| 6  | Les Simpson s'installent normalement sur le canapé, accompagnés des animaux de la famille (Petit Papa Noël et Boule de Neige II).                                                                     | Mini golf, maxi beauf                 | Dead Putting Society                                  | La crise du mini-golf    | 7F08 |
| 7  | Abraham dort sur le canapé, puis il se réveille et est effrayé et gesticule dans tous les sens lors de l’arrivée de la famille Simpson.                                                               | La Fugue de Bart                      | Bart vs. Thanksgiving                                 | Mauvaise farce           | 7F07 |
| 8  | Les Simpson s'assoient rapidement. Le canapé penche pour se retrouver à la verticale. Les Simpson restent accrochés au canapé sauf Maggie qui tombe sur un coussin du canapé qui est tombé par terre. | Le Saut de la mort                    | Bart the Daredevil                                    | Bart le casse-cou        | 7F06 |
| 9  | Lorsque les Simpson accourent devant la télé, ils s'aperçoivent que le canapé a disparu, ce qui les plonge dans le désarroi.                                                                          | Tous à la manif                       | Itchy & Scratchy & Marge                              | Marge à l'attaque        | 7F09 |
| 10 | Au moment de s'asseoir, Homer joue des hanches pour faire tomber les autres membres de la famille par terre.                                                                                          | Toute la vérité, rien que la vérité   | Bart Gets Hit by a Car                                | Accident de parcours     | 7F10 |
| 11 | La famille s'assied dans le canapé et ce dernier se renverse en arrière. Maggie remonte sur le canapé renversé.                                                                                       | Un poisson nommé Fugu                 | One Fish, Two Fish, Blowfish, Blue Fish               | Le testament de Homer    | 7F11 |
| 12 | Comme le gag de 7F03 | Il était une fois Homer et Marge      | The Way We Was                                        | Nos belles années        | 7F12 |
| 13 | Comme le gag de 7F02 | Tu ne déroberas point                 | Homer vs. Lisa and the 8th Commandment                | Le 8e commandement       | 7F13 |
| 14 | Comme le gag de 7F01 | Jamais deux sans toi                  | Principal Charming                                    | L’âme sœur               | 7F15 |
| 15 | Comme le gag de 7F05 | Fluctuat Homergitur                   | Oh Brother, Where Art Thou?                           | Le frère prodigue        | 7F16 |
| 16 | Comme le gag de 7F08 | Une vie de chien                      | Bart's Dog Gets An F                                  | Chien fou                | 7F14 |
| 17 | Comme le gag de 7F07 | Un amour de grand-père                | Old Money                                             | L’héritage               | 7F17 |
| 18 | Comme le gag de 7F06 | Le Pinceau qui tue                    | Brush with Greatness                                  | Beauté intérieure        | 7F18 |
| 19 | Comme le gag de 7F09 | Mon prof, ce héros au sourire si doux | Lisa's Substitute                                     | Le béguin de Lisa        | 7F19 |
| 20 | Comme le gag de 7F10 | La Guerre des Simpson                 | The War of the Simpsons                               | La guerre des Simpson    | 7F20 |
| 21 | Comme le gag de 7F11 | Un pour tous, tous contre un          | Three Men and a Comic Book                            | Trois hommes et une bédé | 7F21 |
| 22 | Comme le gag de 7F03 | Le sang, c'est de l'argent            | Blood Feud                                            | Transfusion sanguine     | 7F22 |

## Saison 3 (1991-1992)
| #  | Gag du canapé | Titre français                | Titre original                   | Titre québécois         | Code |
| -- | --- | ----------------------------- | -------------------------------- | ----------------------- | ---- |
| 1  | Lorsque les Simpson arrivent sur le canapé, il penche et tombe en arrière, puis les personnages tombent pour former un trou dans le mur.                            | Mon pote Michael Jackson      | Stark Ravnting Dad               | Lobot-Homer             | 7F24 |
| 2  | Lorsque les Simpson s'installent, Homer s'assoit sur Petit Papa Noël.                                                                                               | Lisa va à Washington          | Mr. Lisa Goes to Washington      | Lisa va à Washington    | 8F01 |
| 3  | Comme le gag de 7F02 | Le Palais du Gaucher          | When Flanders Failed             | Flanders fait faillite  | 7F23 |
| 4  | Les Simpson font une pyramide humaine sur le canapé. | Le Petit Parrain              | Bart the Murderer                | Bart le meurtrier       | 8F03 |
| 5  | Un alien, assis sur le canapé, s'enfuit par une trappe dans le sol avant que les Simpson ne viennent s'asseoir.                                                     | Une belle simpsonnerie        | Homer Defined                    | Homer au dictionnaire   | 8F04 |
| 6  | Toute la famille s'assoit normalement, sauf Bart qui saute et se couche sur leurs genoux.                                                                           | Tel père, tel clown           | Like Father, Like Clown          | Tel père, tel clown     | 8F05 |
| 7  | / | Simpson Horror Show II        | Treehouse of Horror II           | Spécial Halloween II    | 7F04 |
| 8  | Homer arrive le premier et se couche sur le canapé. Marge, Bart, Lisa et Maggie arrivent alors et s'assoient sur lui en l'écrasant.                                 | Le Poney de Lisa              | Lisa's Poney                     | Le Poney de Lisa        | 8F06 |
| 9  | Les Simpson s'assoient, les coussins s'enfoncent et ils sont coincés dans le canapé.                                                                                | Un père dans la course        | Saturdays of Thunder             | Bartmobile              | 8F07 |
| 10 | Des voleurs volent le canapé. Mais les Simpson s'assoient dessus et les voleurs font tomber la famille par terre.                                                   | Un cocktail d'enfer           | Flaming Moe's                    | Un « flambé à la Moe »  | 8F08 |
| 11 | Petit Papa Noël est couché sur le canapé. Les Simpson veulent s’y asseoir, mais il se met à grogner et tous reculent.                                               | Burns Verkaufen der Kraftwerk | Burns Verkaufen der Kraftwerk    | Burns vend la centrale  | 8F09 |
| 12 | Les Simpson s'assoient et prennent la pose en écartant les bras. | Vive les mariés               | I Married Marge                  | J'ai épousé Marge       | 8F10 |
| 13 | Les Simpson s'assoient sur le canapé et font plusieurs rebonds sur place.                                                                                           | Un puits de mensonges         | Radio Bart                       | Radio Bart              | 8F11 |
| 14 | Comme le gag du 8F01 | L'Enfer du jeu                | Lisa the Greek                   | Les Pronostics de Lisa  | 8F12 |
| 15 | Comme le gag du 8F03 | Homer au foyer                | Homer Alone                      | Homer joue à la maman   | 8F14 |
| 16 | Comme le gag du 8F04 | Bart le tombeur               | Bart the Lover                   | Bart l'amoureux         | 8F16 |
| 17 | Les Simpson se cognent contre le mur en voulant sauter dans le canapé puis se retrouvent empilés sur le sol, sauf Maggie qui reste assise tout en suçant sa tétine. | Homer la foudre               | Homer at the bat                 | Homer au bâton          | 8F13 |
| 18 | Comme le gag du 8F05 | Le Flic et la Rebelle         | Separte Vocations                | Vocations différentes   | 8F15 |
| 19 | Comme le gag du 8F06 | Chienne de vie                | Dog of Death                     | La Mort d'un chien      | 8F17 |
| 20 | Comme le gag du 8F07 | Imprésario de mon cœur        | Colonel Homer                    | Colonel Homer           | 8F19 |
| 21 | Comme le gag du 8F08 | La Veuve noire                | Black Widower                    | La Veuve noire          | 8F20 |
| 22 | Comme le gag du 8F09 | Le Permis d'Otto Bus          | The Otto Show                    | Le show d'Otto          | 8F21 |
| 23 | Comme le gag du 7F24 | Séparés par l'amour           | Bart's Friend Falls in Love      | Milhouse tombe amoureux | 8F22 |
| 24 | Comme le gag du 8F10 | Le Retour du frère prodigue   | Brother Can You Spare Two Dimes? | L'invention             | 8F23 |

## Saison 4 (1992-1993)
| #  | Gag du canapé | Titre français                     | Titre original                                 | Titre québécois             | Code |
| -- | --- | ---------------------------------- | ---------------------------------------------- | --------------------------- | ---- |
| 1  | Lorsque les Simpson entrent dans le salon, ils découvrent que la famille Pierrafeu est assise sur le canapé.                                                                                                | Les Jolies Colonies de vacances    | Kamp Krusty                                    | Le Camp de Krusty           | 8F24 |
| 2  | Les Simpson s’assoient sur le canapé, mais ce dernier se transforme en monstre et les avale. | Un tramway nommé Marge             | A Streetcar Named Marge                        | Un tramway nommé Marge      | 8F18 |
| 3  | Lorsque les Simpson s'assoient sur le canapé, le mur pivote et la famille se retrouve dans une autre pièce. Un canapé vide apparaît alors.                                                                  | Homer l'hérétique                  | Homer the Heretic                              | Homer l'hérétique           | 9F01 |
| 4  | Les Simpson se précipitent tellement vite vers le canapé qu’ils sortent de la pellicule, sauf Maggie. Le reste de la famille fait alors demi-tour et s’assoie sur le canapé.                                | Lisa, la reine de beauté           | Lisa the Beauty Queen                          | Lisa la reine de beauté     | 9F02 |
| 5  | Les squelettes des Simpson vont s'asseoir sur le canapé. | Simpson Horror Show III            | Treehouse of Horror III                        | Spécial Halloween III       | 9F04 |
| 6  | Lorsque les Simpson s'assoient sur le canapé, ce dernier se « dégonfle ». | Itchy et Scratchy, le film         | Itchy and Scratchy: The Movie                  | Itchy et Scratchy, le film  | 9F03 |
| 7  | Chaque Simpson a la tête d'un autre membre de la famille. Ils s'échangent leur tête pour qu'ils redeviennent normaux.                                                                                       | Marge a trouvé un boulot           | Marge Gets a Job                               | Marge se trouve un emploi   | 9F05 |
| 8  | Comme le gag du 7F03 | La Plus Belle du quartier          | New Kid on the Block                           | De nouveaux voisins         | 9F06 |
| 9  | À la place du canapé se trouve une petite chaise. Les Simpson s'assoient alors dessus et les enfants sur les genoux des parents.                                                                            | Monsieur Chasse-neige              | Mr. Plow                                       | Le Chasse-neige             | 9F07 |
| 10 | Les Simpson dansent le french cancan. Ils sont ensuite rejoints par des danseuses puis un jongleur à monocycle. Le salon se transforme alors en scène avec des dompteurs, des éléphants et des trapézistes. | Le Premier Mot de Lisa             | Lisa's First Word                              | Le Premier Mot de Lisa      | 9F08 |
| 11 | Les Simpson sont minuscules et escaladent le canapé pour s’asseoir. | Oh la crise... cardiaque !         | Homer's Triple Bypass                          | Triple pontage pour Homer   | 9F09 |
| 12 | Les Simpson s'assoient sur le canapé puis sont rejoints par d'autres personnages de la série cachant ainsi la famille.                                                                                      | Le Monorail                        | Marge Vs. the Monorail                         | Marge contre le Monorail    | 9F10 |
| 13 | Les Simpson accourent vers le canapé et se font piéger dans un filet. | Le Choix de Selma                  | Selma's Choice                                 | Le Choix de Selma           | 9F11 |
| 14 | Comme le gag du 9F01 | Le Grand Frère                     | Brother from the Same Planet                   | Frère de la même planète    | 9F12 |
| 15 | Comme le gag du 9F08 | J'aime Lisa                        | I love Lisa                                    | J'aime Lisa                 | 9F13 |
| 16 | Comme le gag du 9F02 | Ne lui jetez pas la première bière | Duffless                                       | La Bonne Bière Duff         | 9F14 |
| 17 | Comme le gag du 8F18 | Grève à la centrale                | Last Exit to Springfield                       | Dernier Arrêt à Springfield | 9F15 |
| 18 | Comme le gag du 9F05 | Poisson d'avril                    | So It Has Come to This: The Simpsons Clip Show | Poisson d'avril             | 9F17 |
| 19 | Comme le gag du 9F08 | Le Roi du dessin animé             | The Front                                      | Le Pseudonyme               | 9F16 |
| 20 | Comme le gag du 9F07 | Le Jour de la raclée               | Whacking Day                                   | Le Jour de la frappe        | 9F18 |
| 21 | Comme le gag du 9F09 | Marge à l'ombre                    | Marge in Chains                                | Marge en prison             | 9F20 |
| 22 | Comme le gag du 9F11 | Krusty, le retour                  | Krusty Gets Kancelled                          | Krusty perd son émission    | 9F19 |

## Saison 5 (1993-1994)
| #  | Gag du canapé | Titre français                  | Titre original                          | Titre québécois               | Code |
| -- | --- | ------------------------------- | --------------------------------------- | ----------------------------- | ---- |
| 1  | La famille effectue trois prises différentes du gag du canapé. 1. En voulant s'asseoir sur le canapé, les Simpson se cassent en morceaux. Petit Papa Noël observe les restes. 2. En s'asseyant, les Simpson se rentrent dedans et se mélangent pour ne former qu'un morceau avec 5 têtes et des parties humaines un peu n'importe où. 3. En s'asseyant, les Simpson se rentrent dedans et provoquent une explosion. | Le Quatuor d'Homer              | Homer's Barbershop Quartet              | Homer chante en harmonie      | 9F21 |
| 2  | Comme le gag du 9F08 | Lac Terreur                     | Cape Fear                               | Le cap de la peur             | 9F22 |
| 3  | Les Simpson arrivent sur le canapé et sont écrasés par un pied géant (tiré de la série Monty Python's Flying Circus). | Homer va à la fac               | Homer Goes to College                   | Homer va à la fac             | 1F02 |
| 4  | La famille arrive et aperçoit des copies identiques de chacun d'entre eux déjà installées. | Rosebud                         | Rosebud                                 | Bobo                          | 1F01 |
| 5  | La famille arrive en zombies et s'installe normalement sur le canapé. | Simpson Horror Show IV          | Treehouse of Horror IV                  | Spécial d'Halloween IV        | 1F04 |
| 6  | La famille arrive en courant et se cogne contre le mur sur lequel le canapé est dessiné. | Marge en cavale                 | Marge on the Lam                        | Marge en cavale               | 1F03 |
| 7  | La famille arrive et aperçoit un homme obèse installé sur leur canapé. Celui-ci se pousse un peu et leur laisse de la place. | Bart enfant modèle              | Bart's Inner Child                      | Bart enfant modèle            | 1F05 |
| 8  | La pièce est dans le noir. On voit cinq paires d'yeux se diriger sur le canapé. Quand la lumière s'allume, on voit qu'il n'y a que les yeux. Les Simpson s'assoient alors et remettent leurs yeux en place. | Scout un jour, scout toujours   | Boy Scoutz 'n the Hood                  | Scout un jour, scout toujours | 1F06 |
| 9  | Les Simpson s'assoient sur le canapé et remarquent qu'ils sont dans l'émission de David Letterman The Late Show. | La Dernière Tentation d'Homer   | The Last Temptation of Homer            | La Dernière tentation d'Homer | 1F07 |
| 10 | En voulant s'asseoir sur le canapé, les Simpson se cassent en morceaux. Petit Papa Noël observe les restes. | L'Enfer du jeu                  | $pringfield                             | L'Enfer du jeu                | 1F08 |
| 11 | En s'asseyant, les Simpson se rentrent dedans et provoquent une explosion. | Erreur sur la ville             | Homer the Vigilante                     | Erreur sur la ville           | 1F09 |
| 12 | En s'asseyant, les Simpson se rentrent dedans et se mélangent pour ne former qu'un morceau avec 5 têtes et des parties humaines un peu n'importe où. | Bart devient célèbre            | Bart Gets Famous                        | Bart devient célèbre          | 1F11 |
| 13 | Alors que les Simpson se cachent derrière le canapé, la tête de Maggie apparaît au milieu de ce dernier. | Le Blues d'Apu                  | Homer and Apu                           | Le blues d'Apu                | 1F10 |
| 14 | Comme le gag du 1F02 | Lisa s'en va-t-en guerre        | Lisa vs. Malibu Stacy                   | Lisa s'en va-t-en guerre      | 1F12 |
| 15 | Comme le gag du 1F05 | Homer dans l'espace             | Deep Space Homer                        | Homer dans l'espace           | 1F13 |
| 16 | Les Simpson voient deux canapés dans leur salon. Ils se coupent alors en deux et chaque partie va sur un des deux canapés. | Homer aime Flanders             | Homer Loves Flanders                    | Homer aime Flanders           | 1F14 |
| 17 | Comme le gag du 1F06 | Mon pote l'éléphant             | Bart Gets an Elephant                   | Mon pote l'éléphant           | 1F15 |
| 18 | Les personnages sont tous en forme de balle rebondissante. Elles rebondissent toute jusqu'au canapé avant de reprendre l'apparence de chacun des membres de la famille Simpson | L'Héritier de Burns             | Burns' Heir                             | L'héritier de Burns           | 1F16 |
| 19 | Les Simpson s'assoient. Homer se lève pour arracher le logo de la Fox qui apparaît à droite de l'écran, il le jette par terre puis le reste de la famille le rejoint pour le piétiner. Ensuite, ils retournent s'asseoir. | Un ennemi très cher             | Sweet Seymour Skinner's Baadasssss Song | Un ennemi très cher           | 1F18 |
| 20 | Comme le gag du 1F07 | Le Garçon qui en savait trop    | The Boy Who Knew Too Much               | Le Garçon qui en savait trop  | 1F19 |
| 21 | Comme le gag du 1F08 | L'Amoureux de Grand-Mère        | Lady Bouvier's Lover                    | L'Amant de Grand-Mère         | 1F21 |
| 22 | Comme le gag du 1F09 | Les Secrets d'un mariage réussi | Secrets of a Successful Marriage        | Les Secrets du mariage réussi | 1F20 |

## Saison 6 (1994-1995)
| #  | Gag du canapé | Titre français                           | Titre original               | Titre québécois                              | Code |
| -- | --- | ---------------------------------------- | ---------------------------- | -------------------------------------------- | ---- |
| 1  | La famille s'assied dans le vide comme pour constituer le canapé. Leur canapé s'assemble alors au-dessus d'eux et les écrase.                                                                                           | Bart des ténèbres                        | Bart of Darkness             | Bart des ténèbres                            | 1F22 |
| 2  | Le sol du salon est remplacé par de l'eau. Les Simpson arrivent donc vers leur canapé en nageant, Bart ayant un masque et un tuba. Ils s’asseyent alors normalement.                                                    | La Rivale de Lisa                        | Lisa's Rival                 | La Rivale de Lisa                            | 1F17 |
| 3  | Comme le gag du 1F02 | L'Amour à la Simpson                     | Another Simpsons Clip Show   | Histoire d'amour                             | 2F33 |
| 4  | Les Simpson apparaissent sur le canapé par téléportation. | Itchy et Scratchy Land                   | Itchy & Scratchy Land        | Le Monde de Itchy et Scratchy                | 2F01 |
| 5  | 1. Comme le gag du 1F06 (première diffusion) 2. Comme le gag du 1F01 (diffusion suivante) 3. / (sur le DVD) | Le maire est amer                        | Sideshow Bob Roberts         | Le retour de Sideshow Bob                    | 2F02 |
| 6  | Les Simpson arrivent sur le canapé sous forme de cadavres recomposés avec les têtes et membres sur les mauvais corps. Une fois assis, ils échangent leurs têtes.                                                        | Simpson Horror Show V                    | Treehouse of Horror V        | Spécial d'Halloween V                        | 2F03 |
| 7  | Comme le gag du 1F06 | La Petite Amie de Bart                   | Bart's Girlfriend            | La petite amie de Bart                       | 2F04 |
| 8  | Lorsque les Simpson s'assoient sur le canapé, ils rebondissent et encastrent leur tête dans le plafond. | Le Hockey qui tue                        | Lisa on Ice                  | Lisa gardien de but                          | 2F05 |
| 9  | Lorsque les Simpson veulent s’asseoir sur le canapé, celui-ci s’éloigne de plus en plus vers le fond de l’image, créant ainsi une perspective plus large du salon.                                                      | Pervers Homer                            | Homer: Badman                | Méchant, méchant                             | 2F06 |
| 10 | Les Simpson courent le long de leur salon, en passant sans cesse devant le canapé, sans jamais s'arrêter. | La Potion magique                        | Grampa vs. Sexual Inadequacy | Le tonique                                   | 2F07 |
| 11 | Comme le gag du 9F08 | La Peur de l'avion                       | Fear of Flying               | La peur de voler                             | 2F08 |
| 12 | Les Simpson se dirigent vers leur canapé en arrivant chacun d'une pièce différente dont les portes sont situées sur les murs, le sol ou le plafond, ces pièces étant sens dessus dessous, et où la gravité n'agit plus. | Homer le grand                           | Homer the Great              | Homer le grand                               | 2F09 |
| 13 | Homer arrive dans le salon à la manière d'une Séquence gun barrel de la saga James Bond | Et avec Maggie ça fait trois             | And Maggie Makes Three       | Et de trois pour Maggie                      | 2F10 |
| 14 | Les Simpson dansent devant leur canapé, en noir et blanc, à la manière d'un dessin animé de Mickey des années 1930. | La Comète de Bart                        | Bart's Comet                 | La Comète de Bart                            | 2F11 |
| 15 | Comme le gag du 1F22 | Homer le clown                           | Homie the Clown              | Homer le clown                               | 2F12 |
| 16 | Comme le gag du 1F17 | Bart contre l'Australie                  | Bart vs. Australia           | Bart se rend en Australie                    | 2F13 |
| 17 | Comme le gag du 2F01 | Mes sorcières détestées                  | Homer vs. Patty & Selma      | Homer contre Patty & Selma                   | 2F14 |
| 18 | La famille arrive sur le canapé normalement mais chaque membre a une taille inversement proportionnelle à sa taille normale.                                                                                            | Burns fait son cinéma                    | A Star is Burns              | Le Festival du film                          | 2F31 |
| 19 | Comme le gag du 2F05 | Le Mariage de Lisa                       | Lisa's Wedding               | Le mariage de Lisa                           | 2F15 |
| 20 | Comme le gag du 2F06 | Une portée qui rapporte                  | Two Dozen and One Greyhounds | Deux douzaines de plus                       | 2F18 |
| 21 | Comme le gag du 2F09 | Il faut Bart le fer tant qu'il est chaud | The PTA Disbands             | Le dispersement de l'association des parents | 2F19 |
| 22 | Comme le gag du 2F31 | Salut l'artiste                          | Round Springfield            | Le saxophoniste                              | 2F32 |
| 23 | Comme le gag du 2F10 | La Springfield connection                | The Springfield Connection   | La filière Springfield                       | 2F21 |
| 24 | Comme le gag du 2F11 | Le Citron de la discorde                 | Lemon of Troy                | Le citronnier                                | 2F22 |
| 25 | Comme le gag du 2F07 | Qui a tiré sur M. Burns ? (Partie 1)     | Who Shot Mr. Burns? - Part 1 | Qui a tiré sur M. Burns? (Partie 1)          | 2F16 |

## Saison 7 (1995-1996)
| #  | Gag du canapé | Titre français                         | Titre original                                                                      | Titre québécois                              | Code |
| -- | --- | -------------------------------------- | ----------------------------------------------------------------------------------- | -------------------------------------------- | ---- |
| 1  | Alors que les Simpson courent s'asseoir sur le canapé, celui-ci est remplacé par une feuille graduée (pour mesurer la taille) devant laquelle ils se tiennent debout et de face, comme des personnes arrêtées dans un commissariat. | Qui a tiré sur M. Burns ? (Partie 2)   | Who Shot Mr. Burns? - Part 2                                                        | Qui a tiré sur M. Burns? (Partie 2)          | 2F20 |
| 2  | Le canapé est transformé en fax. Il reçoit un dessin de la famille Simpson qui finit sous le canapé après sa réception. | Radioactive Man                        | Radioactive Man                                                                     | L'homme radioactif                           | 2F17 |
| 3  | Un Split-screen divise l'écran en 9 avec au milieu le canapé et autour les 8 membres de la famille : les Simpson, le chien, le chat et Abraham. Tous rejoignent le canapé sauf Abraham qui continue à dormir. | Le Foyer de la révolte                 | Home Sweet Homediddly-Dum- Doodily                                                  | Les enfants Flanders                         | 3F01 |
| 4  | Les Simpson arrivent dans des karts et klaxonnent en même temps après s'être mis face à la télévision. | Bart vend son âme                      | Bart Sells His Soul                                                                 | Bart vend son âme                            | 3F02 |
| 5  | Les Simpson sont en monochrome. Ils s'installent sur le canapé et des aérographes les peignent aux bonnes couleurs | Lisa la végétarienne                   | Lisa the Vegetarian                                                                 | Lisa la végétarienne                         | 3F03 |
| 6  | Les Simpson tombent du haut de l'écran, une corde au cou. | Simpson Horror Show VI                 | Treehouse of Horror VI                                                              | Spécial d'Halloween VI                       | 3F04 |
| 7  | Les Simpson sont des poupées mécaniques qui se dirigent vers le canapé pour s'asseoir. Cependant, Homer s'écroule au sol et Bart tourne en rond pendant que Marge, Lisa et Maggie sont sur le canapé. | Un super big Homer                     | King-Size Homer                                                                     | Le gros Homer                                | 3F05 |
| 8  | Une machine à quilles pousse Boule de Neige II qui était devant le canapé et y installe la famille Simpson. | La Mère d'Homer                        | Mother Simpson                                                                      | Maman Simpson                                | 3F06 |
| 9  | Les Simpson sont des artémias qui nagent jusqu'au canapé-coquillage pour découvrir un trésor à la place de la télévision. | Bombinette Bob                         | Sideshow Bob's Last Gleaming                                                        | Le dernier exploit de Sideshow Bob           | 3F08 |
| 10 | Pour cet épisode spécial, douze anciens gags ont été rediffusés : 1. Les Simpson s’assoient sur le canapé, mais ce dernier se transforme en monstre et les avale (8F18). 2. Les Simpson se précipitent tellement vite vers le canapé qu’ils sortent de la pellicule, sauf Maggie. Le reste de la famille fait alors demi-tour et s’assoie sur le canapé (9F02). 3. Les Simpson s'assoient sur le canapé puis sont rejoints par d'autres personnages de la série cachant ainsi la famille (9F10). 4. Les Simpson sont minuscules et escaladent le canapé pour s’asseoir (9F09). 5. Petit Papa Noël est couché sur le canapé. Les Simpson veulent s’y asseoir, mais il se met à grogner et tous reculent (8F09). 6. Les Simpson arrivent sur le canapé et sont écrasés par un pied géant (tiré de la série Monty Python's Flying Circus) (1F02). 7. La famille arrive sur le canapé normalement mais chaque membre a une taille inversement proportionnelle à sa taille réelle (2F31). 8. Les Simpson se dirigent vers leur canapé en arrivant chacun d'une pièce différente dont les portes sont situées sur les murs, le sol ou le plafond, ces pièces étant sens dessus dessous, et où la gravité n'agit plus (2F09). 9. Lorsque les Simpson veulent s’asseoir sur le canapé, celui-ci s’éloigne de plus en plus vers le fond de l’image, créant ainsi une perspective plus large du salon (2F06). 10. Le sol du salon est remplacé par de l'eau. Les Simpson arrivent donc vers leur canapé en nageant, Bart ayant un masque et un tuba. Ils s’asseyent alors normalement (1F17). 11. Les Simpson dansent devant leur canapé, en noir et blanc, à la manière d'un dessin animé de Mickey des années 1930 (2F11). 12. Les Simpson dansent le french cancan. Ils sont ensuite rejoints par des danseuses puis un jongleur à monocycle. Le salon se transforme alors en scène avec des dompteurs, des éléphants et des trapézistes (9F08). | 138e épisode, du jamais vu !           | The Simpsons 138th Episode Spectacular                                              | Le Gala du 138e épisode                      | 3F31 |
| 11 | Après s'être assis, Homer tire un bouche bouchon de baignoire se trouvant dans le salon. Toute la famille et l'ensemble des meubles sont alors aspirés. | Marge et son petit voleur              | Marge Be Not Proud                                                                  | Bart et son jeu vidéo                        | 3F07 |
| 12 | Les Simpson s'assoient normalement sur le canapé. La caméra zoome alors dans le trou de souris qui se trouve à droite du canapé. On y découvre une famille de souris, semblable aux Simpson, qui s'assied normalement sur leur canapé devant une télévision. | Une partie Homérique                   | Team Homer                                                                          | Homer et son équipe                          | 3F10 |
| 13 | Un chasseur est assis sur le canapé. Homer est allongé au sol comme une peau d'animal et le reste de la famille est exposée en trophée de chasse au-dessus du canapé. | Deux mauvais voisins                   | Two Bad Neighbors                                                                   | Deux mauvais voisins                         | 3F09 |
| 14 | Les Simpson sont plongés dans une lumière qui les fait apparaître fluorescents, jusqu'au moment où Homer allume la lumière. | Premier Pas dans le grand monde        | Scenes from the Class Struggle in Springfield                                       | Scènes de la lutte des classes à Springfield | 3F11 |
| 15 | Comme le gag du 2F17 | Krusty « le retour »                   | Bart the Fink                                                                       | Bart le mouchard                             | 3F12 |
| 16 | Comme le gag du 3F01 | Le Vrai Faux Héros                     | Lisa the Iconoclast                                                                 | Lisa l'iconoclaste                           | 3F13 |
| 17 | Comme le gag du 3F02 | Homer fait son Smithers                | Homer the Smithers                                                                  | Homer le substitut                           | 3F14 |
| 18 | Comme le gag du 3F03 | Le Jour où la violence s'est éteinte   | The Day the Violence Died                                                           | Le jour où la violence est morte             | 3F16 |
| 19 | Comme le gag du 3F05 | Un poisson nommé Selma                 | A Fish Called Selma                                                                 | Un poisson appelé Selma                      | 3F15 |
| 20 | Comme le gag du 3F06 | Faux permis, vrais ennuis              | Bart on the Road                                                                    | Bart sur les routes                          | 3F17 |
| 21 | Comme le gag du 3F08 | 22 courts-métrages sur Springfield     | 22 Short Films About Springfield                                                    | 22 courts métrages sur Springfield           | 3F18 |
| 22 | Comme le gag du 3F07 | Grand-Père Simpson et le trésor maudit | Raging Abe Simpson and His Grumbling Grandson in "The Curse of the Flying Hellfish" | Abe Simpson et son petit                     | 3F19 |
| 23 | Comme le gag du 3F09 | J'y suis, j'y reste                    | Much Apu About Nothing                                                              | Beaucoup de bruit pour rien                  | 3F20 |
| 24 | Comme le gag du 3F11 | Homer le rocker                        | Homerpalooza                                                                        | Homer super cool                             | 3F21 |
| 25 | Comme le gag du 2F17 | La Bande à Lisa                        | Summer of 4 Ft. 2                                                                   | Les vacances de Lisa                         | 3F22 |

## Saison 8 (1996-1997)
| #  | Gag du canapé | Titre français                    | Titre original                                    | Titre québécois                        | Code |
| -- | --- | --------------------------------- | ------------------------------------------------- | -------------------------------------- | ---- |
| 1  | La faucheuse est sur le canapé et les Simpson s'effondrent un à un en arrivant près d'elle. | Simpson Horror Show VII           | Treehouse of Horror VII                           | Spécial d'Halloween VII                | 4F02 |
| 2  | Les Simpson atterrissent en parachute sur leur canapé, sauf Homer qui s'écrase sur le sol. | Un monde trop parfait             | You Only Move Twice                               | On ne déménage que deux fois           | 3F23 |
| 3  | Les Simpson, en tenue de cow-boy, s'installent dans leur canapé, qui se met à faire du rodéo dans un décor de Far West. | Le Roi du ring                    | The Homer They Fall                               | Le roi du ring                         | 4F03 |
| 4  | Les Simpson, sous forme de bulles de savon, s'installent sur le canapé avant d'exploser. | Le Fils indigne de M. Burns       | Burns, Baby Burns                                 | Le fils indigne de M. Burns            | 4F05 |
| 5  | Les Simpson, avec plusieurs membres de Springfield, reconstituent la pochette de l'album Sgt. Pepper's Lonely Hearts Club Band des Beatles. | Bart chez les dames               | Bart After Dark                                   | Bart chez les dames                    | 4F06 |
| 6  | Les Simpson s'asseyent sur le canapé alors que Bart est vert. Lorsque Homer change de chaîne, ce dernier devient rouge. Homer lui tape alors sur la tête et Bart redevient normal.                                                                     | Un Milhouse pour deux             | A Milhouse Divided                                | Un Milhouse pour deux                  | 4F04 |
| 7  | L'image est inversée et les Simpson s'assoient à l'envers, sur le canapé qui est au plafond. Ils finissent malgré tout par tomber par terre. | Le Gros Petit Ami de Lisa         | Lisa's Date with Density                          | Le gros petit ami de Lisa              | 4F01 |
| 8  | Il y a un distributeur de canapé, sur le mur, à la place du canapé. Homer met alors une pièce mais, comme rien ne se passe, il tape dessus. Un canapé lui tombe alors dessus.                                                                          | Une crise de Ned                  | Hurricane Neddy                                   | Une crise de Ned                       | 4F07 |
| 9  | Comme le gag du 3F23 | Le Mystérieux Voyage d'Homer      | El Viaje Misterioso de Nuestro Jomer              | Le voyage mystérieux d'Homer           | 3F24 |
| 10 | Les Simpson s'installent sur le canapé en jet-pack. | Aux frontières du réel            | The Springfield Files                             | Aux frontières du réel, Homer continue | 3G01 |
| 11 | Les Simpson sortent leur tête de trous disposés dans le sol et le canapé, alors qu'un maillet essaye de les assommer comme dans le jeu de la taupe. À la fin, Homer est touché.                                                                        | Pour quelques bretzels de plus    | The Twisted World of Marge Simpson                | Pour quelques bretzels de plus         | 4F08 |
| 12 | Abraham dort sur le canapé déplié. Les Simpson arrivent, replient le canapé et s'assoient dessus. | La Montagne en folie              | Mountain of Madness                               | La montagne en folie                   | 4F10 |
| 13 | Le canapé est vide car Homer n'arrive pas à ouvrir la porte d'entrée de la maison qui est coincée. | Shary Bobbins                     | Simpsoncalifragilisticexpiala(Annoyed Grunt)cious | Shary Bobbins                          | 3G03 |
| 14 | Comme le gag du 8F24 | Itchy, Scratchy et Poochie        | The Itchy & Scratchy & Poochie Show               | Itchy & Scratchy et Poochie            | 4F12 |
| 15 | L'image du canapé vide est téléchargée comme sur un ordinateur. Une fenêtre s'ouvre et il y a une icône « Load Family » sur laquelle un curseur clique. Le chargeur étant trop long, la souris se déplace sur « Exit » qui ne fonctionne pas non plus. | La Phobie d'Homer                 | Homer’s Phobia                                    | La phobie d'Homer                      | 4F11 |
| 16 | Comme le gag du 4F01 | Les Frères ennemis                | Brother From Another Series                       | Les frères ennemis                     | 4F14 |
| 17 | Les Simpson, sur un bateau qui tangue, s'assoient sur le canapé qui bouge. Peu après, une vague, arrivant de derrière le canapé, les submerge. | À bas la baby-sitter !            | My Sister, My Sitter                              | À bas les baby-sitters!                | 4F13 |
| 18 | Comme le gag du 4F03 | Homer, le baron de la bière       | Homer vs. the Eighteenth Amendment                | Homer le baron de la bière             | 4F15 |
| 19 | Comme le gag du 4F05 | L'Amour pédagogique               | Grade School Confidential                         | L'amour pédagogique!                   | 4F09 |
| 20 | Comme le gag du 4F10 | Un chien de ma chienne            | The Canine Mutiny                                 | Un chien de ma chienne                 | 4F16 |
| 21 | Comme le gag du 4F08 | Le Vieil Homme et Lisa            | The Old Man and the Lisa                          | Le Vieil HTomme et Lisa                | 4F17 |
| 22 | Comme le gag du 4F07 | Je crois en Marge                 | In Marge We Trust                                 | Je crois en Marge                      | 4F18 |
| 23 | Comme le gag du 4F04 | L'Ennemi d'Homer                  | Homer's Enemy                                     | L'ennemi d'Homer                       | 4F19 |
| 24 | / | Les Vrais-Faux Simpson            | The Simpsons Spin-Off Showcase                    | Les vrais-faux Simpson                 | 4F20 |
| 25 | Comme le gag du 4F01 | La Guerre secrète de Lisa Simpson | The Secret War of Lisa Simpson                    | La guerre secrète de Lisa Simpson      | 4F21 |

## Saison 9 (1997-1998)
| #  | Gag du canapé | Titre français                  | Titre original                         | Titre québécois                 | Code |
| -- | --- | ------------------------------- | -------------------------------------- | ------------------------------- | ---- |
| 1  | Les Simpson sont habillés dans la tenue de l'équipe de basket-ball des Globetrotters de Harlem et se font des passes en s'asseyant sur le canapé. Lorsque Maggie reçoit le ballon, elle le met dans le panier situé au-dessus d'elle.                                 | Homer contre New York           | The City of New York vs. Homer Simpson | Homer contre New York           | 4F22 |
| 2  | Les Simpson, habillés en astronautes, s'assoient sur le canapé qui décolle comme une fusée. | Le Principal principal          | The Principal and the Pauper           | Le principal principal          | 4F23 |
| 3  | Homer est debout devant le canapé. Il s'ouvre comme une poupée russe. À l'intérieur d'Homer, il y a Marge, Bart, Lisa et Maggie. Tous les bustes des poupées vont s'asseoir sur le canapé à l'exception de celui de Maggie qui reste sur le bas de la poupée d'Homer. | Le Saxe de Lisa                 | Lisa's Sax                             | Le sax de Lisa                  | 3G02 |
| 4  | Le canapé est transformé en chaise électrique et les Simpson sont électrocutés. | Simpson Horror Show VIII        | Treehouse of Horror VIII               | Spécial d'Halloween VIII        | 5F02 |
| 5  | Les Simpson, qui ont les fesses en feu, se précipitent dans le salon et s'assoient sur le canapé rempli d'eau. | Le Papa flingueur               | The Cartridge Family                   | Le papa flingueur               | 5F01 |
| 6  | La famille, assise sur le canapé, est compressée en gros cube, telle une carcasse de voiture. | Fou de foot                     | Bart Star                              | Fou de foot                     | 5F03 |
| 7  | Sur un mur sur lequel se trouve le salon des Simpson, Bart tague une image de la famille assise sur le canapé tout en signant "El Barto". | Mère hindoue, fils indigne      | The Two Mrs. Nahasapeemapetilons       | Mère indoue, fils indigne       | 5F04 |
| 8  | Trois vieux hommes vêtus d'une serviette utilisent le canapé transformé en sauna. Les Simpson, également vêtus d'une serviette, entrent dans le salon et, voyant que le canapé est occupé, s'en vont.                                                                 | Les Ailes du délire             | Lisa the Skeptic                       | Les ailes du délire             | 5F05 |
| 9  | Alors que les Simpson s'assoient, une main apparaît et tourne l'image. Cela projette les couleurs vers les contours de l'image. | Marge Business                  | Realty Bites                           | Marge business                  | 5F06 |
| 10 | Quelqu'un secoue une boule à neige qui contient la famille assise sur le canapé. | Un Noël d'enfer                 | Miracle on Evergreen Terrace           | Noël d'enfer                    | 5F07 |
| 11 | Le sol du salon est un tapis roulant. Toute la famille gagne le canapé sans encombre à l'exception d'Homer qui tombe et passe sous le canapé en criant « Marge, fais quelque chose ! ».                                                                               | Simpsonnerie chantante          | All Singing, All Dancing               | Simpsonnerie chantante          | 5F24 |
| 12 | Alors que la famille allait s'asseoir sur le canapé, celui-ci recule, et les Simpson tombent par terre. Nelson apparaît alors de derrière le canapé et lance son habituel « Ha-Ha ».                                                                                  | Un drôle de manège              | Bart Carny                             | Un drôle de manège              | 5F08 |
| 13 | Les Simpson sont de tout petits personnages qui se font la courte échelle pour grimper sur le canapé. Le chien, Petit Papa Noël, arrive et saisit Homer dans sa gueule avant de quitter le salon.                                                                     | Un coup de pied aux cultes      | The Joy of Sect                        | Un coups de pied aux cultes     | 5F23 |
| 14 | Les Simpson, transformés en grenouilles, sont installés sur une large feuille de nénuphar qui remplace le canapé, flottant au milieu du salon transformé en mare. Homer change la chaîne de la télévision avec sa langue.                                             | Les Petits Sauvages             | Das Bus                                | Les petits sauvages             | 5F11 |
| 15 | Comme le gag du 5F01 | La Dernière Tentation de Krusty | The Last Temptation of Krust           | La dernière tentation de Krusty | 5F10 |
| 16 | Comme le gag du 5F03 | Pour l'amour de Moe             | Dumbbell Indemnity                     | Pour l'amour de Moe             | 5F12 |
| 17 | Un arbre pousse dans le salon et les Simpson apparaissent en fruits. | La Malédiction des Simpson      | Lisa the Simpson                       | La malédiction des Simpson      | 4F24 |
| 18 | Comme le gag du 5F04 | La Clé magique                  | This Little Wiggy                      | La Clé magique                  | 5F13 |
| 19 | Après que la famille soit tombée d'une falaise sur laquelle se trouvait le canapé, elle sort du sol telle des fleurs. | Un Homer à la mer               | Simpson Tide                           | Un Homer à la mer               | 3G04 |
| 20 | Comme le gag du 5F05 | Pour quelques milliards de plus | The Trouble With Trillions             | Pour quelques milliards de plus | 5F14 |
| 21 | Comme le gag du 5F06 | Le Journal de Lisa Simpson      | Girlie Edition                         | Le Journal de Lisa Simpson      | 5F15 |
| 22 | Les Simpson entrent dans une classe où Bart est en train d'écrire sur le tableau noir « Je ne toucherai pas au générique ». | Vive les éboueurs               | Trash of the Titans                    | Vive les éboueurs               | 5F09 |
| 23 | Comme le gag du 5F07 | L'Abominable Homer des neiges   | King of the Hill                       | L'Abominable homme des neiges   | 5F16 |
| 24 | Comme le gag du 5F08 | Le Bus fatal                    | Lost Our Lisa                          | Le bus fatal                    | 5F17 |
| 25 | Comme le gag du 5F11 | Chéri, fais-moi peur            | Natural Born Kissers                   | Chéri, fais-moi peur            | 5F18 |

## Saison 10 (1998-1999)
| #  | Gag du canapé | Titre français                    | Titre original                               | Titre québécois                      | Code   |
| -- | --- | --------------------------------- | -------------------------------------------- | ------------------------------------ | ------ |
| 1  | Comme le gag du 5F08 | La Graisse antique                | Lard of the Dance                            | La danse du saintdoux                | 5F20   |
| 2  | Le salon des Simpson est une salle de cinéma remplie. Les Simpson essaient de prendre place sans déranger. Ils s'asseyent alors sur leur canapé puis Homer vole des pop-corn au vendeur de BD. | La Dernière Invention d'Homer     | The Wizard of Evergreen Terrace              | Le génie de la terrasse Evergreen    | 5F21   |
| 3  | Deux pompiers soulèvent le canapé alors que toute la famille tombe sur ce dernier, sauf Homer qui traverse le sol. | Lézards populaires                | Bart the Mother                              | Bart : mère couveuse                 | 5F22   |
| 4  | Il y a deux personnages de fiction assis sur le canapé, Freddy Krueger et Jason. Freddy dit alors : « Je pige pas, ils devraient être là. Qu'est-ce qu'ils fichent ? » et Jason : « Ah, qu'est-ce que tu peux y faire ? ». En effet, les Simpson se sont tués eux-mêmes.                                                  | Simpson Horror Show IX            | Treehouse of Horror IX                       | Spécial d'Halloween IX               | AABF01 |
| 5  | Marge arrive avec un panier à linge et étend le reste de la famille qui est en forme de linge mouillé. | Homer fait son cinéma             | When You Dish Upon a Star                    | Ragots de vedettes                   | 5F19   |
| 6  | Les Simpson s'assoient normalement, une barre se met à la hauteur de leurs bas-ventre et le canapé fait comme un wagon des montagnes russes. | Hippie Hip Hourra !               | D'oh-in' in the Wind                         | D’oh-maire-tas                       | AABF02 |
| 7  | Lorsque les Simpson s'assoient sur le canapé, des casques de coiffeur se positionnent sur leur tête. Lorsque les casques se retirent, Homer se retrouve avec la coupe de cheveux de Maggie, Marge de Bart, Bart de Lisa, Lisa d'Homer et Maggie de Marge. Le poids de la chevelure de Marge fait tomber Maggie par terre. | Lisa a la meilleure note          | Lisa Gets an "A"                             | La bonne note de Lisa                | AABF03 |
| 8  | Comme le gag du 5F11 | Touche pas à mon rein             | Homer Simpson in: "Kidney Trouble"           | Homer Simpson dans «un tour rein»    | AABF04 |
| 9  | Comme le gag du 5F03 | Homer, garde du corps             | Mayored to the Mob                           | Mairie à la pègre                    | AABF05 |
| 10 | Comme le gag du 5F06 | Fiesta à Las Vegas                | Viva Ned Flanders                            | Vive Ned Flanders                    | AABF06 |
| 11 | Les Simpson montent sur le dos du canapé en brandissant des chapeaux de cow-boys et sont lâchés d'un avion en criant « Youhou » (parodie d'une scène de Docteur Folamour). | Sbartacus                         | Wild Barts Can't Be Broken                   | On n'enferme pas les Bart sauvages   | AABF07 |
| 12 | Le salon est inondé. Un iceberg passe et percute le canapé, le faisant couler avec la famille. Seule Maggie remonte à la surface, la télécommande à la main. | Les Prisonniers du stade          | Sunday, Cruddy Sunday                        | Un beau dimanche pourri              | AABF08 |
| 13 | Comme le gag du 5F19 | Max Simpson                       | Homer to the Max                             | Homer au max                         | AABF09 |
| 14 | Comme le gag du AABF03 | L'Amour au curry                  | I'm With Cupid                               | Massacre de la Saint-Valentin        | AABF11 |
| 15 | Comme le gag du AABF02 | La Femme au volant                | Marge Simpson in: "Screaming Yellow Honkers" | Prenez le violent                    | AABF10 |
| 16 | Comme le gag du 5F22 | C'est dur la culture              | Make Room For Lisa                           | Une place pour Lisa                  | AABF12 |
| 17 | Le rôle entre adultes et enfants est inversé : Bart et Lisa sont adultes alors qu'Homer et Marge sont enfants (Maggie est une petite poupée dans les bras d'Homer). Homer essaie de prendre la télécommande, mais Lisa la lui prend des mains.                                                                            | Beau comme un camion              | Maximum Homerdrive                           | Homer au Volant                      | AABF13 |
| 18 | Les Simpson glissent sur des peaux de banane et atterrissent sur le canapé, à l'exception de Maggie qui atterrit dans les bras de Marge. | Les Simpson dans la Bible         | Simpsons Bible Stories                       | Histoires bibliques                  | AABF14 |
| 19 | Comme le gag du AABF07 | Le Chef-d'œuvre d'Homer           | Mom and Pop Art                              | Le raté global                       | AABF15 |
| 20 | Comme le gag du 5F21 | Les vieux sont tombés sur la tête | The Old Man and the "C" Student              | Le jeune homme et la mer             | AABF16 |
| 21 | Comme le gag du 9F08 | L'amour ne s'achète pas           | Monty Can't Buy Me Love                      | Le monde aime mieux Montgomery Burns | AABF17 |
| 22 | Comme le gag du AABF08 | Les Gros Q.I.                     | They Saved Lisa's Brain                      | La Bande des Q.I.                    | AABF18 |
| 23 | Alors que les Simpson s'assoient sur le canapé, ils sont avalés par ce dernier qui réagit comme un destructeur de papiers et ressortent donc en lanières de papier. | Le Pire du Soleil-Levant          | 30 Minutes Over Tokyo                        | D'oh-gun                             | AABF20 |

## Saison 11 (1999-2000)
| #  | Gag du canapé | Titre français                            | Titre original                         | Titre québécois                         | Code   |
| -- | --- | ----------------------------------------- | -------------------------------------- | --------------------------------------- | ------ |
| 1  | En arrivant dans leur salon, les Simpson voient assis sur leur canapé leurs doubles tels qu'ils étaient représentés lors des courts métrages diffusés dans l'émission The Tracey Ullman Show. Les deux familles Simpson sont alors effrayées.                          | Mel Gibson les cloches                    | Beyond Blunderdome                     | Mad Homer: Au-delà du d'Oh de tonnerre  | AABF23 |
| 2  | Les Simpson, représentés en surfaces blanches numérotées, s'assoient sur le canapé. Une équipe d'animateurs asiatiques arrive alors et peint les personnages. | La Pilule qui rend sage                   | Brother's Little Helper                | Le Croqueur de pilules                  | AABF22 |
| 3  | Après que les Simpson se soient assis sur le canapé, Marge remarque la signature de Matt Groening sur le sol du salon et décide donc de l'effacer. Cependant, ce dernier revient pour la réécrire, troublant alors Marge.                                              | La Critique du lard                       | Guess Who's Coming to Criticize Dinner | Devine qui vient critiquer le dîner     | AABF21 |
| 4  | Les Simpson apparaissent comme dans un précédent épisode des Simpson Horror Show, tout en regardant Kang et Kodos à la télévision. Mais alors que Lisa dit que les aliens n'ont rien à voir avec Halloween, Maggie, sous forme de bébé de ces derniers, la désintègre. | Simpson Horror Show X                     | Treehouse of Horror X                  | Spécial d’Halloween X                   | BABF01 |
| 5  | Le canapé des Simpson se trouve dans un espace VIP gardé par un videur. Seuls Marge, Bart, Lisa et Maggie sont autorisés à passer et à s'asseoir sur le canapé, Homer étant refusé à l'entrée.                                                                         | Une récolte d'enfer                       | E-I-E-I-(Annoyed Grunt)                | EIEI : Les Arpents Bruns                | AABF19 |
| 6  | Un camion-toupie coule du ciment sur le canapé afin de former des statues à l'effigie des Simpson. Cependant, la statue d'Homer se fend en deux au niveau du torse. | Homer perd la boule                       | Hello Gutter, Hello Fadder             | En roulant ma boule                     | BABF02 |
| 7  | Lorsque les Simpson s'assoient sur le canapé, le mur pivote et la famille se retrouve dans une autre pièce. On aperçoit alors sur le mur qui apparaît Ned Flanders, attaché la tête en bas, avec un savant fou debout près de lui.                                     | Huit d'un coup                            | Eight Misbehavin'                      | Dix moutons, neuf moutons, huit marmots | BABF03 |
| 8  | Comme le gag du AABF20 | Homer et sa bande                         | Take My Wife, Sleaze                   | Vieux Motard que jamais                 | BABF05 |
| 9  | Marge, Lisa, Bart et Maggie descendent du plafond par une barre de pompiers et s'asseyent sur le canapé, à l'exception d'Homer qui reste coincé dans le trou du plafond.                                                                                               | Un jouet qui tue                          | Grift of the Magi                      | Le Père Noël est un escroc              | BABF07 |
| 10 | Les Simpson s'asseyent sur le canapé déguisés en mannequin de crash-test automobile. Le canapé avance alors d'un coup pour s'écraser contre la télé, avant de revenir à sa place initiale. L'impact fait qu'Homer perd sa tête.                                        | Big Mama Lisa                             | Little Big Mom                         | Bonne mère malgré tout                  | BABF04 |
| 11 | Homer s'étend sur le canapé en disant « Docteur, je suis fou » en pleurant à un psychologue ressemblant à Sigmund Freud. | Il était une « foi »                      | Faith Off                              | Si la vie éternelle vous intéresse      | BABF06 |
| 12 | Comme le gag du AABF13 | La Grande Vie                             | The Mansion Family                     | Les Simpson déménagent                  | BABF08 |
| 13 | Les Simpson sont des karatékas et détruisent le canapé. | Courses épiques                           | Saddlesore Galactica                   | La Soirée du jockey                     | BABF09 |
| 14 | Les Simpson sont dans des auto-tamponneuses et s'en prennent à Homer coincé contre un mur. | Adieu Maude                               | Alone Again Natura-Diddily             | Vivre à un                              | BABF10 |
| 15 | Le canapé est dans une station de métro. Assis sur le canapé, les Simpson se lèvent à l'arrivée d'une rame et montent dedans, laissant le canapé vide. | Missionnaire impossible                   | Missionary Impossible                  | Missionnaire : Impossible               | BABF11 |
| 16 | Comme le gag du AABF21 | Bière qui coule amasse mousse             | Pygmoelian                             | Pygmoelion                              | BABF12 |
| 17 | Comme le gag du AABF19 | Les Simpson dans 30 ans                   | Bart to the Future                     | Enfants de l'avenir                     | BABF13 |
| 18 | Comme le gag du AABF23 | Sobre Barney « Alcooliques Non Anonymes » | Days of Wine and D'Oh'ses              | Arrête de boire                         | BABF14 |
| 19 | Les Simpson marchent sur des charbons ardents pour atteindre le canapé. | Folie homérique                           | Kill the Alligator and Run             | Prends l'alligator et tire-toi          | BABF16 |
| 20 | Les Simpson s'asseyent sur leur canapé à l'aide de lianes, façon Tarzan. Cependant, Homer finit dans un mur. | Tais-toi et danse !                       | Last Tap Dance in Springfield          | Le Dernier Continental à Springfield    | BABF15 |
| 21 | Comme le gag du AABF22 | Marge Folies                              | It's a Mad, Mad, Mad, Mad Marge        | Une Marge folle folle folle             | BABF18 |
| 22 | Après que les Simpson se soient assis sur le canapé, Bart insert une pièce dans une machine à sous faisant ainsi vibrer le canapé. Ce dernier se met alors à bouger dans la pièce.                                                                                     | Derrière les rires                        | Behind the Laughter                    | Biographies : Les Simpson               | BABF19 |

## Saison 12 (2000-2001)
| #  | Gag du canapé | Titre français                   | Titre original                 | Titre québécois                      | Code   |
| -- | --- | -------------------------------- | ------------------------------ | ------------------------------------ | ------ |
| 1  | / | Simpson Horror Show XI           | Treehouse of Horror XI         | Spécial d’Halloween XI               | BABF21 |
| 2  | Avant le gag du canapé, Bart place un coussin péteur sous la place d'Homer. Ainsi, quand la famille s'assoit, le bruit retentit et, alors que Bart rigole, Marge, Lisa et Maggie regardent Homer, gêné.                                             | La Bataille des deux Springfield | A Tale of Two Springfields     | Un code, une ville                   | BABF20 |
| 3  | Les Simpson arrivent dans le salon à la façon du bullet time de Matrix, en étant stoppés dans les airs, avant de s'asseoir sur leur canapé. | Une fille de clown               | Insane Clown Poppy             | La fille du clown est triste         | BABF17 |
| 4  | Homer, Marge, Bart et Lisa arrivent sur le canapé en Télétubbies, alors que Maggie est déjà assise. | Touche pas à ma forêt            | Lisa the Treehugger            | Lisa sauve la planète                | CABF01 |
| 5  | La famille arrive les uns après les autres sur le canapé en planche à roulettes, en faisant un saut sur une rampe. Cependant, Homer tombe au sol et se prend son skateboard sur la tête.                                                            | La Dignité d'Homer               | Homer vs. Dignity              | Le Fou du roi                        | CABF04 |
| 6  | Alors que les Simpson sont absents, Petit Papa Noël danse comme Snoopy. Cependant, il arrête de danser lorsqu'ils arrivent. | Le Site inter (pas) net d'Homer  | The Computer Wore Menace Shoes | Homer et son site Internet           | CABF02 |
| 7  | Les Simpson, dans un aquarium, s'asseyent sur le canapé avec masque et tuba. | Les Escrocs                      | The Great Money Caper          | L'Arnaque 2 : une affaire de famille | CABF03 |
| 8  | Les Simpson jouent au football américain et Maggie marque le point. | À bas le sergent Skinner         | Skinner's Sense of Snow        | La Tempête du siècle                 | CABF06 |
| 9  | Les Simpson sont déposés sur le canapé par des tubes pneumatiques (comme dans Futurama). Fry, le personnage principal de Futurama, est malencontreusement déposé sur le canapé à la place de Bart avant d'être aspiré puis remplacé par ce dernier. | Le Cerveau                       | HOMR                           | Activité coloriage                   | BABF22 |
| 10 | Comme le gag du BABF03 | L'Orgueil du puma                | Pokey Mom                      | Marge et ses prisonniers             | CABF05 |
| 11 | Homer donne une carte à un voiturier et ce dernier ramène le canapé dans le salon. La famille s'assoit alors dessus. | Le Pire Épisode                  | Worst Episode Ever             | Pire Épisode de l'Histoire           | CABF08 |
| 12 | Les Simpson font du patin à glace sur le sol gelé du salon jusqu'au canapé. Mais lorsqu'Homer s'assoit, la glace se casse sous son poids et il coule avec une partie du canapé.                                                                     | Tennis la malice                 | Tennis the Menace              | Tennis la petite peste               | CABF07 |
| 13 | Comme le gag du BABF06 | La Vengeance du clown            | Day of the Jackanapes          | Dernier Tour de piste                | CABF10 |
| 14 | Les Simpson, en tenue de prisonniers, arrivent sous la terre vers leur canapé. Après s'être assis, la lumière d'un mirador les éclaire. | Bart et son boys band            | New Kids on the Blecch         | Les New Kids On The Bart             | CABF12 |
| 15 | Comme le gag du BABF09 | Homer fait la grève de la faim   | Hungry Hungry Homer            | Ventre plein n'a pas d'Homer         | CABF09 |
| 16 | Comme le gag du BABF10 | La Brute et les Surdoués         | Bye Bye Nerdy                  | La Classe de tous les dangers        | CABF11 |
| 17 | Comme le gag du BABF09 | Le Safari des Simpson            | Simpsons Safari                | Les Simpson au Congo                 | CABF13 |
| 18 | Comme le gag du CABF04 | Triple Erreur                    | Trilogy of Error               | Si tu donnes un pouce...             | CABF14 |
| 19 | Comme le gag du BABF02 | Le Miracle de Maude              | I'm Goin' to Praise Land       | Le seigneur est mon parc Belmont     | CABF15 |
| 20 | Comme le gag du BABF04 | La Garderie d'Homer              | Children of a Lesser Clod      | La Cave qui berce l'enfant           | CABF16 |
| 21 | Comme le gag du BABF11 | Histoires de clochard            | Simpsons Tall Tales            | La Légende du géant Homer            | CABF17 |

## Saison 13 (2001-2002)
| #  | Gag du canapé | Titre français                  | Titre original                | Titre québécois                       | Code   |
| -- | --- | ------------------------------- | ----------------------------- | ------------------------------------- | ------ |
| 1  | / | Simpson Horror Show XII         | Treehouse of Horror XII       | Spécial d’Halloween XII               | CABF19 |
| 2  | Les Simpson sont sur le bateau peint dans le tableau au-dessus du canapé. Ils sautent alors de l'eau, ce qui leur permet de sortir du tableau et de se retrouver assis sur le canapé. Le salon est éclaboussé. | Les parents trinquent           | The Parent Rap                | Outrage aux parents                   | CABF22 |
| 3  | Comme le gag du CABF06 | Les Maux de Moe                 | Homer the Moe                 | Homer à boire                         | CABF20 |
| 4  | Comme le gag du CABF12 | Aphrodite Burns                 | Hunka Hunka Burns in Love     | Burns l'aime, elle non plus           | CABF18 |
| 5  | Comme le gag du BABF17 | La Vieille Peur d'Homer         | The Blunder Years             | Les 400 D'oh                          | CABF21 |
| 6  | Une machine à sous remplace le canapé de la famille. Les figures des membres de la famille apparaissent alors, ce qui permet de gagner le "jackpot".                                                           | Sans foi ni toit                | She of Little Faith           | Femme de peu de foi                   | DABF02 |
| 7  | Un jardinier taille la famille assise sur le canapé dans un arbuste. | Un homme et deux femmes         | Brawl in the Family           | Quelle chicane de famille             | DABF01 |
| 8  | Après que les Simpson se soient assis sur le canapé, une pince géante attrape Homer par la tête et l'enlève du canapé vers le haut de l'écran. Homer crie alors : « Oh, mon cerveau ! ».                       | La Chasse au sucre              | Sweets and Sour Marge         | La méthode Marge-tignac               | DABF03 |
| 9  | Homer, déguisé en Charlie Chaplin, imite sa démarche. | Austère Homer                   | Jaws Wired Shut               | Le masque de fer blanc                | DABF05 |
| 10 | Alors que les Simpson arrivent, des déménageurs embarquent le canapé. Homer se met alors à pleurer, pendant que les enfants s'asseyent au sol pour regarder la télévision.                                     | Proposition à demi indécente    | Half-Decent Proposal          | Proposition impossible                | DABF04 |
| 11 | Comme le gag du 9F08 | La Passion selon Bart           | The Bart Wants What It Wants  | Le Bart a ses raisons                 | DABF06 |
| 12 | En arrivant devant le canapé, la famille aperçoit un couple assis sur ce dernier en train de s'embrasser dans le noir. Homer, en colère, allume alors la lumière et Marge est choquée.                         | Adieu cow-boy                   | The Lastest Gun in the West   | Le cowboy fait le tour de Springfield | DABF07 |
| 13 | Le Blue Man Group joue des percussions dans le salon des Simpson. | La Dernière Folie de grand-père | The Old Man and the Key       | Le vieil homme et la clé              | DABF09 |
| 14 | Une main humaine fait défiler les pages d'un folioscope dans lequel sont dessinés les Simpson en train de s'asseoir normalement sur le canapé.                                                                 | To Bart or not to Bart          | Tales from the Public Domain  | Contes du domaine public              | DABF08 |
| 15 | Les Simpson sont des pantins qui essaient d'atteindre le canapé mais qui s'emmêlent. La caméra monte vers le plafond pour nous faire découvrir que c'est Matt Groening lui-même qui les anime.                 | Aventures au Brésil             | Blame It on Lisa              | Lisa rêve à Rio                       | DABF10 |
| 16 | Comme le gag du DABF01 | L'Herbe médicinale              | Weekend at Burnsie's          | Stone, Homer est stone                | DABF11 |
| 17 | Comme le gag du DABF02 | Tout sur Homer                  | Gump Roast                    | Le déclin de l'empire Simpson         | DABF12 |
| 18 | Comme le gag du DABF03 | Papa furax                      | I Am Furious Yellow           | Su-Père Choqué                        | DABF13 |
| 19 | Comme le gag du DABF04 | Apu puni                        | The Sweetest Apu              | Apu de souffle                        | DABF14 |
| 20 | Comme le gag du DABF07 | La Double Vie de Lisa           | Little Girl in the Big Ten    | Bac et boule de neige                 | DABF15 |
| 21 | Comme le gag du DABF05 | Une chaise pour deux            | The Frying Game               | Chaise académie                       | DABF16 |
| 22 | Comme le gag du DABF09 | Flic de choc                    | Poppa's Got a Brand New Badge | Les enquêtes gros-bedon               | DABF17 |

## Saison 14 (2002-2003)
| #  | Gag du canapé | Titre français              | Titre original                   | Titre québécois                               | Code   |
| -- | --- | --------------------------- | -------------------------------- | --------------------------------------------- | ------ |
| 1  | / | Simpson Horror Show XIII    | Treehouse of Horror XIII         | Spécial d’Halloween XIII                      | DABF19 |
| 2  | Les Simpson arrivent sur le canapé en ski nautique après avoir sauté par-dessus un bassin de requins. Homer se fait cependant manger les deux jambes. | Homer Like a Rolling Stone  | How I Spent My Strummer Vacation | Homer revient toujours au Rock'n'Roll         | DABF22 |
| 3  | Homer arrive d'un ascenseur, traverse plusieurs portes blindées et atterrit dans son canapé via une cabine téléphonique (référence a la série télévisée Max la Menace). | Frère et Sœur ennemis       | Bart vs. Lisa vs. 3rd Grade      | L'Un redouble, l'autre pas                    | DABF20 |
| 4  | Le salon des Simpson avec la famille assise sur le canapé est dessiné sur une ardoise magique. | La Nouvelle Marge           | Large Marge                      | Y'a de la Marge au balcon                     | DABF18 |
| 5  | Les Simpson s'assoient sur le canapé puis un pointeur de souris clique sur Homer et le change de place, avant de changer le mur en vert et de transformer le tableau derrière eux en Joconde. Le tout est accompagné de sons caractéristiques d'un Macintosh.                     | Reality chaud               | Helter Shelter                   | Occupation Quintuple                          | DABF21 |
| 6  | Après s'être assis sur le canapé, Homer change de chaîne. Il se retrouve alors avec sa famille à l'époque préhistorique. En changeant à nouveau de chaîne, ils arrivent à l'époque romaine puis, en changeant une dernière fois de chaîne, ils se retrouvent à l'époque actuelle. | Qui veut tuer Homer ?       | The Great Louse Detective        | Qui veut la peau de Homer Simpson?            | EABF01 |
| 7  | Des aliments sous la forme des Simpson sont plongés dans une friteuse. Ils sont alors sortis puis posés sur le canapé, avant d'être salé. | Pour l'amour d'Edna         | Special Edna                     | L'Éruption de l'Edna                          | EABF02 |
| 8  | Les Simpson sont, en noir et blanc, assis sur une poutre en acier suspendue dans le vide et regardent la télé en mangeant (référence à la photo Lunch atop a Skyscraper) | Pour l'amour de Lisa        | The Dad Who Knew Too Little      | Le Père qui en savait trop peu                | EABF03 |
| 9  | Le canapé est remplacé par un panneau sur lequel est représenté le salon avec la famille assise sur le canapé, et où les têtes sont remplacées par des trous. Les Simpson passent alors leur tête dans un trou aléatoire pour faire une photo de famille.                         | Les Muscles de Marge        | Strong Arms of the Ma            | Quand elle me tient dans ses bras             | EABF04 |
| 10 | Les Simpson s'assoient normalement. Ils sont brusquement attrapés par un bébé géant qui les prend pour des jouets. | La Foi d'Homer              | Pray Anything                    | Ne priez rien avant juin de l'année prochaine | EABF06 |
| 11 | Les Simpson et leur maison sont des sucreries. Après s'être assis, Homer mange un bout de la tête de Bart. | Homer va le payer           | Barting Over                     | Chambre en Bart                               | EABF05 |
| 12 | Comme le gag du DABF05 | La Reine de l'orthographe   | I'm Spelling as Fast as I Can    | J'épèle au loin                               | EABF07 |
| 13 | Comme le gag du DABF10 | Le Péché de Ned             | A Star is Born Again             | La Conversion d'une star                      | EABF08 |
| 14 | Comme le gag du EABF01 | Le Député Krusty            | Mr. Spritz Goes to Washington    | À hauteur de clown                            | EABF09 |
| 15 | Comme le gag du DABF08 | Homer patron de la centrale | C. E. D'oh!                      | Le Beigne du businessman                      | EABF10 |
| 16 | Comme le gag du DABF22 | La Guerre pour les étoiles  | Scuse Me While I Miss the Sky    | La Guéguerre des étoiles                      | EABF11 |
| 17 | Comme le gag du EABF02 | Le Gay Pied                 | Three Gays of the Condo          | Le cœur brisé d'Homer                         | EABF12 |
| 18 | Les Simpson arrivent en mime puis s'assoient sur un canapé imaginaire. | Le Tube qui tue             | Dude, Where's My Ranch?          | Les Apprentis-gnochons                        | EABF13 |
| 19 | Comme le gag du EABF03 | Le Chien-chien à son Homer  | Old Yeller-Belly                 | Les Dents de la bière                         | EABF14 |
| 20 | Comme le gag du EABF04 | Marge, chauffeur de maître  | Brake My Wife, Please            | Zéro de conduite                              | EABF15 |
| 21 | Comme le gag du EABF06 | Et la cavalerie arriva      | The Bart of War                  | Les Tuques de la guerre                       | EABF16 |
| 22 | Comme le gag du EABF05 | Moe, le baby-sitter         | Moe Baby Blues                   | Prendre un enfant par le Moe                  | EABF17 |

## Saison 15 (2003-2004)
| #  | Gag du canapé | Titre français                            | Titre original                                                    | Titre québécois                            | Code   |
| -- | --- | ----------------------------------------- | ----------------------------------------------------------------- | ------------------------------------------ | ------ |
| 1  | / | Simpson Horror Show XIV                   | Treehouse of Horror XIV                                           | Spécial d’Halloween XIV                    | EABF21 |
| 2  | Les Simpson vieillissent de façon accélérée : ils se transforment en squelettes puis tombent en poussière. | Une mamie hors la loi                     | My Mother the Carjacker                                           | Jamais sans ma mère                        | EABF18 |
| 3  | Une photo instantanée se trouve sur le canapé. On la voit se développer et apparaître la famille Simpson assise sur le canapé. | Sois belle et tais-toi !                  | The President Wore Pearls                                         | En veillant su'l perron                    | EABF20 |
| 4  | Au-dessus du canapé des Simpson se trouve une machine à pâte à modeler dont les motifs sont les membres de la famille. Cette machine forme alors des tas de couleurs différentes prenant la forme des Simpson. | Homer rentre dans la reine                | The Regina Monologues                                             | Y'avait t'un prisonnier                    | EABF22 |
| 5  | Comme le gag du DABF20 | La Bête de la bête                        | The Fat and the Furriest                                          | L'obèse et la bête                         | EABF19 |
| 6  | À la place du canapé de la famille se trouvent des poteaux attitrés à chacun des membres. Ils se laissent alors glisser et arrivent dans une cave souterraine déguisés en personnages de l'univers de Batman : Homer est Batman, Marge est Catwoman, Lisa et Maggie sont Batgirl et Bart est Robin. | Enfin clown                               | Today, I am a Clown                                               | Un Krusty sur le toit                      | FABF01 |
| 7  | Les Simpson s'envolent habillés en personnages de séries télévisées japonaises : Bart en Astro, Homer en Ultraman, Lisa en Sailor Moon, Marge en princesse de La Bataille des planètes et Maggie en Pikachu. Ils atterrissent alors sur un banc où il est écrit シンプソンズ, ce qui signifie Les Simpson en japonais. | Père Noël sans frontières                 | 'Tis the Fifteenth Season                                         | Noël Jaune                                 | FABF02 |
| 8  | Les Simpson sont assis sur le canapé. Des couteaux sont lancés et se plantent dans le mur au-dessus de leur tête. Homer essaie d'attraper un bol de pop-corn posé à côté de lui mais un couteau l'arrête. | Allocutions familiales                    | Marge vs. Singles, Seniors, Childless Couples and Teens, and Gays | Bébérama                                   | FABF03 |
| 9  | Un gâteau géant est à la place du canapé. Une main fait sortir les Simpson d'une poche à douille et les dépose sur le gâteau. | Robotflop                                 | I, (Annoyed Grunt)-Bot                                            | Monsieur le robot                          | FABF04 |
| 10 | Il y a une part de tarte aux pommes géante à la place du canapé. Les Simpson sortent de la tarte et Homer croque dedans. | Tout un roman !                           | Diatribe of a Mad Housewife                                       | Le roman-savon de Marge                    | FABF05 |
| 11 | Un four à micro-ondes géant se trouve à la place du canapé de la famille. Une personne place alors un plateau sur lequel se trouvent des tas dessus dans ce dernier puis l'allume. Les Simpson apparaissent alors à la place de ses tas. | En Marge de l'histoire                    | Margical History Tour                                             | En Marge de l'histoire                     | FABF06 |
| 12 | Un jardinier dépose des graines dans un mini-jardin se trouvant à la place du canapé de la famille. Après l'avoir arrosé, les graines germent rapidement et les Simpson apparaissent. | Un gros soûl, des gros sous               | Milhouse Doesn’t Live Here Anymore                                | Cent heures de solitude                    | FABF07 |
| 13 | Le salon est une rampe de pressing sur laquelle sont suspendus les Simpson, enveloppés dans du plastique. | Quel gros Q.I. !                          | Smart and Smarter                                                 | Génie en herbe                             | FABF09 |
| 14 | La famille est assise sur le canapé. La caméra fait un zoom arrière en traversant le toit et en quittant successivement la rue, Springfield, les États-Unis, l'atmosphère, puis l'espace avec une vue sur la Terre ainsi que son positionnement dans le système solaire dans lequel on voit apparaître Kang et Kodos. Ensuite, le système solaire devient une partie de la galaxie, qui elle-même devient une partie de l'univers. Les galaxies dans l'univers se transforment en une partie d'un atome qui lui-même est une partie d'une molécule de l'ADN d'un cheveu d'Homer. La caméra se stoppe alors sur un plan de la famille sur le canapé, avec Homer qui dit : « Waahh ! ». | Coup de poker                             | The Ziff Who Came to Dinner                                       | Retour de flamme                           | FABF08 |
| 15 | Comme le gag du EABF18 | Boire et déboires                         | Co-Dependent's Day                                                | Un soûlon c'est bien mais deux c'est mieux | FABF10 |
| 16 | Comme le gag du EABF20 | Fugue pour menottes à quatre mains        | The Wandering Juvie                                               | La forte du pénitencier                    | FABF11 |
| 17 | Comme le gag du EABF22 | Klingon, j'arrive                         | My Big Fat Geek Wedding                                           | Le barbant de Séville                      | FABF12 |
| 18 | Comme le gag du FABF04 | Attrapez-nous si vous pouvez              | Catch 'em If You Can                                              | La course après du monde                   | FABF14 |
| 19 | Comme le gag du FABF01 | Tartman, le vengeur masqué                | Simple Simpson                                                    | J'aurais voulu être un tartiste            | FABF15 |
| 20 | Comme le gag du FABF03 | Ma plus belle histoire d'amour, c'est toi | The Way We Weren't                                                | Donne-moi ta bouche                        | FABF13 |
| 21 | Comme le gag du FABF06 | Le Drapeau... potin de Bart               | Bart-Mangled Banner                                               | L'amer drapeau                             | FABF17 |
| 22 | Comme le gag du FABF02 | Le Canard déchaîné                        | Fraudcast News                                                    | Convergence d'opinions                     | FABF18 |

## Saison 16 (2004-2005)
| #  | Gag du canapé | Titre français                        | Titre original                            | Titre québécois                           | Code   |
| -- | --- | ------------------------------------- | ----------------------------------------- | ----------------------------------------- | ------ |
| 1  | / | Simpson Horror Show XV                | Treehouse of Horror XV                    | Spécial d’Halloween XV                    | FABF23 |
| 2  | Le canapé est déposé à l'extrémité d'une catapulte. Lorsque les Simpson s'assoient sur ce dernier, la catapulte s'active et ils sont projetés par-delà une montagne. | Tous les goûts sont permis            | All's Fair in Oven War                    | Cuisiner c'est trop dur                   | FABF20 |
| 3  | En arrivant dans le salon, les Simpson remarquent que le canapé a disparu. Cependant, alors qu'ils le cherchent, ce dernier leur tombe dessus. | Coucher avec l'ennemi                 | Sleeping With The Enemy                   | La grande adoption                        | FABF19 |
| 4  | Toute la famille s'assied normalement sur le canapé, sauf que chacun des membres à la tête de Moe Szyslak. | Le Mal de mère                        | She Used to Be My Girl                    | Profession: Reporter (et baveuse)         | FABF19 |
| 5  | Le canapé où s'assoit la famille se révèle être l'extrémité de l'antenne d'un poisson-lanterne qui les avale. | Business Bart                         | Fat Man And Little Boy                    | Père moron, Fils manqué                   | FABF21 |
| 6  | La famille s'assoit normalement sur le canapé et Lisa dit « Quoi ? On peut pas s'asseoir sans qu'il se passe quelque chose de drôle ? ». Homer reçoit alors une lance dans le ventre.                                                                                          | Papy fait de la contrebande           | Midnight Rx                               | On trouve de tout, même un pays           | FABF16 |
| 7  | Le salon est entièrement en sable, et s'effondre quand la famille s'assoit sur le canapé, laissant apparaître un désert sous un soleil de plomb. | Maman de bar                          | Mommie Beerest                            | Tu es bière, et sur cette bière           | GABF01 |
| 8  | La famille forme un totem humain avec Maggie au sommet. | Déluge au stade                       | Homer And Ned's Hail Mary Pass            | La Passion du Football                    | GABF02 |
| 9  | Le sol du salon est un échiquier et les Simpson sont des pièces d'un jeu d'échecs : Homer est le roi, Marge est la reine, Bart est une tour, Lisa est un cavalier et Maggie est un pion.                                                                                       | Le Rap de Bart                        | Pranksta Rap                              | Le Rap du Rapt                            | GABF03 |
| 10 | Les Simpson ont des habits d'hockey sur glace et patinent autour du canapé. Maggie est sur la coupe Stanley qu'Homer tient. | Mariage à tout prix                   | There's Something About Marrying          | Le mariage a un je-ne-sais-quoi           | GABF04 |
| 11 | Comme le gag du FABF08 avec la phrase « Cool ! » | Qui s'y frotte s'y pique              | On A Clear Day I Can't See My Sister      | Cent pieds de solitude                    | GABF05 |
| 12 | La lumière du salon est éteinte mais on peut apercevoir un tas de paires d'yeux dans le noir. La lumière s'allume, tous les personnages de la série qui sont installés autour du canapé crient « Surprise » lorsqu'Homer arrive. Homer a une crise cardiaque et tombe à terre. | Bébé Nem                              | Goo Goo Gai Pan                           | Un numéro un pour emporter                | GABF06 |
| 13 | Une fois les Simpson assis sur le canapé, Homer retire sa peau et apparaît Tahiti Bob qui sort un couteau et poursuit Bart. | Mobile Homer                          | Mobile Homer                              | Marge de crédit                           | GABF07 |
| 14 | La famille s'assoit sur le canapé. Celui-ci se fait embrocher pendant que le plancher s'ouvre. Le feu jaillit du plancher et la broche se met à tourner pour faire cuire les Simpson. Les cheveux de Marge s'enflamment au contact du feu.                                     | Le Bon, les Brutes et la Balance      | The Seven-Beer Snitch                     | Le cinquième colon                        | GABF08 |
| 15 | Cinq véhicules miniatures se garent devant le canapé et se transforment en Simpson, à la manière des Transformers. | Future Drama                          | Future-Drama                              | Les enfants de l'avenir                   | GABF12 |
| 16 | La famille est un puzzle. La personne qui fait le puzzle se trompe et met la tête de Maggie à la place de celle d'Homer. Il échange alors les morceaux pour construire le puzzle comme il faut.                                                                                | Une grosse tuile pour un toit         | Don't Fear The Roofer                     | Un couvreur sur le toit                   | GABF10 |
| 17 | Comme le gag du FABF20 | La Grande Malbouffe                   | The Heartbroke Kid                        | Le p'tit gros des glosettes               | GABF11 |
| 18 | Comme le gag du DABF20 | Krusty chasseur de talents            | A Star Is Torn                            | L'idole des jaunes                        | GABF13 |
| 19 | Comme le gag du FABF19 | Le Jugement dernier                   | Thank God, It's Doomsday                  | La fin du monde devait être à sept heures | GABF14 |
| 20 | Comme le gag du FABF21 | Diablesses chez Ned.com               | Home Away From Homer                      | Je suis loin de toi moron                 | GABF15 |
| 21 | Les Simpson, sous la forme de ballons, volent vers le canapé un à un. Alors que Marge, Bart, Lisa et Maggie arrivent sur ce dernier, Homer percute Boule de Neige II qui, effrayé, lui donne un coup de griffe et le fait exploser.                                            | Le Père, le Fils et le Saint d'esprit | The Father, The Son & The Holy Guest Star | Le père, le fils et l'artiste invité      | GABF09 |

## Saison 17 (2005-2006)
| #  | Gag du canapé | Titre français                  | Titre original                     | Titre québécois                     | Code   |
| -- | --- | ------------------------------- | ---------------------------------- | ----------------------------------- | ------ |
| 1  | Les Simpson passent sous un détecteur de métaux avant de s'asseoir sur le canapé. Seul Homer fait sonner l'appareil. Il est donc obligé de se déshabiller et se retrouve en slip, avant que le gardien ne se rende compte que c'est son corps qui déclenche l'alarme. | Ma femme s'appelle reviens      | Bonfire of the Manatees            | La complainte des lamantins         | GABF18 |
| 2  | Six boules de pâte à modeler roulent jusqu'à se placer sur le canapé. Elles se transforment alors en Homer, Marge, Bart, Lisa, Maggie et Gumby. Les Simpson le regardent alors puis ce dernier les salue. | Voyage au bout de la peur       | The Girl Who Slept Too Little      | Madame et son fantôme               | GABF16 |
| 3  | Les Simpson s'assoient sur le canapé. Le menu d'un TiVo s'ouvre, proposant les options "enregistrement" ou "suppression". L'option "suppression" est choisie et l'écran devient noir. | Serial piégeurs                 | Milhouse of Sand and Fog           | Milhouse se fait du cinéma          | GABF19 |
| 4  | / | Simpson Horror Show XVI         | Treehouse of Horror XVI            | Spécial d’Halloween XVI             | GABF17 |
| 5  | Alors que les Simpson arrivent dans le salon, leur canapé prend vie et montre à la famille des crocs acérés. La famille s'enfuit alors hors de la maison, poursuivie par ce dernier, mais, dans la rue, toutes les assises attaquent leurs propriétaires. Ainsi, Sherri et Terri sont avalées par leur pouf ; Eddie et Lou, prisonniers de leur voiture, sont attaqués par trois canapés ; le professeur Frink est attaqué par son sofa futuriste ; Moe tire au fusil sur les banquettes et les tabourets de son bar et Homer trouve refuge dans un magasin de canapés où il est attaqué par une dizaine d'entre eux. | Le Fils à maman                 | Marge's Son Poisoning              | Prendre une tasse de thé, mon minou | GABF20 |
| 6  | Lorsque les Simpson s'assoient sur le canapé, un zoom arrière nous montre qu'ils sont en réalité enfermés dans une cage et observés par des aliens. | Homer maire !                   | See Homer Run                      | Si la tendance a pas de maintien    | GABF21 |
| 7  | Le canapé est un nid géant dans lequel sont assis les Simpson. Un grand oiseau arrive et nourrit Homer avec un ver. | Un casse sans casse             | The Last Of The Red Hat Mamas      | La dernière des tites mères rouges  | GABF22 |
| 8  | Une main lance des cartes à jouer sur lesquelles se trouvent les portraits des membres de la famille sur le canapé : Bart en valet, Marge en reine, Homer en roi, Lisa en as et Maggie en joker. Toutes les cartes étant à carreau, cela forme une Quinte Flush Royale. On entend alors le joueur crier « Woohoo! ». | Vendetta                        | The Italian Bob                    | Arrivederci Bob                     | HABF02 |
| 9  | Une photo du canapé des Simpson est à la une du journal The Springfield Shopper accompagnée du titre « Le gag du canapé enchante tout le pays ». | Histoires de Noël               | Simpsons Christmas Stories         | Il est jaune le divin enfant        | HABF01 |
| 10 | Les Simpson s'assoient sur le canapé. Un photographe prend une photo de la famille et une série de photos des Simpson dans le futur défile : 2006 et 2007 : la famille est inchangée ; 2008 : Homer est mort : 2009 : Marge s'est remariée avec Lenny : 2010 : Lenny s'est remarié avec Carl et ils s'occupent des enfants Simpson ; 2011 : Marge est de retour et elle mariée avec Jimbo ; 2012 : Homer est de retour dans la peau d'un robot ; 2013 : toute la famille est transformée en robots. | Les deux font le père           | Homer's Paternity Coot             | Voyage au fond du père              | HABF03 |
| 11 | Une carte de Springfield brûle en son centre laissant apparaître les Simpson à cheval, habillés en cow-boys (référence au générique de Bonanza). | L'Indomptable                   | We're on the Road to D'owhere      | Onze, jaune, le père et le manque   | HABF04 |
| 12 | Comme le gag du GABF16 | Willie le gentleman             | My Fair Laddy                      | La mélodie du concierge             | HABF05 |
| 13 | Le canapé arrive sur un tapis roulant. Lorsqu'il s'arrête, un bras articulé y dépose Homer, puis le canapé repart. | L'Histoire apparemment sans fin | The Seemingly Neverending Story    | La déprime en cinq temps            | HABF06 |
| 14 | Lorsque les Simpson arrivent dans le salon pour s’installer, des rayons laser entrecroisés barrent le passage. Ils parviennent tout de même à se faufiler, apparemment sans les toucher, mais lorsqu’ils sont assis, la tête d’Homer tombe par terre, coupée net. | Bart a deux mamans              | Bart Has Two Mommies               | Voyage au fond des mères            | HABF07 |
| 15 | Comme le gag du GABF08 | Échange d'épouses               | Homer Simpson, This Is Your Wife   | J'aime ta femme                     | HABF08 |
| 16 | Comme le gag du GABF19 | Million Dollar Papy             | Million Dollar Abie                | La complainte d'Abraham             | HABF09 |
| 17 | Comme le gag du HABF02 | Notre Homer qui êtes un dieu    | Kiss Kiss, Bang Bangalore          | Le temps d'une Inde                 | HABF10 |
| 18 | Comme le gag du GABF10 | Histoires d'eau                 | The Wettest Stories Ever Told      | Histoires d'eau                     | HABF11 |
| 19 | Comme le gag du GABF06 | Échec et math pour les filles   | Girls Just Want to Have Sums       | Comme un garçon                     | HABF12 |
| 20 | Comme le gag du GABF12 | À propos de Marge               | Regarding Margie                   | La mémoire dans la Marge            | HABF13 |
| 21 | Comme le gag du HABF03 | Le Vrai Descendant du singe     | The Monkey Suit                    | Genèse d'aujourd'hui                | HABF14 |
| 22 | Comme le gag du GABF20 | Les Experts ami-ami             | Marge and Homer Turn a Couple Play | Marge et Homer: L'Amour à coup sûr  | HABF16 |

## Saison 18 (2006-2007)
| #  | Gag du canapé | Titre français                                   | Titre original                                 | Titre québécois                                  | Code   |
| -- | --- | ------------------------------------------------ | ---------------------------------------------- | ------------------------------------------------ | ------ |
| 1  | Les Simpson jouent aux chaises musicales, et, lorsque la musique s'arrête, Homer est le seul à ne pas être assis. | Parrain par intérim                              | The Mook, the Chef, the Wife and Her Homer     | Pizza Nostra                                     | HABF15 |
| 2  | Tout le monde est assis sur le canapé, à l'exception d'Homer. Un singe géant ressemblant à ce dernier s'empare de Marge à travers la fenêtre et l'emporte au sommet de l'Empire State Building où des avions l'attaquent (référence au film King Kong). | Les Baguettes magiques                           | Jazzy and the Pussycats                        | Parle parle, jazz jazz                           | HABF18 |
| 3  | Le canapé est remplacé par un distributeur de figurines des personnages secondaires des Simpson. Ralph sélectionne C5 et fait tomber une figurine d'Homer, et s'en va après avoir croqué la tête. | C'est moi qui l'ai fait !                        | Please Homer, Don't Hammer 'Em                 | Swing la Marge dans l'fond d'la boîte à outils   | HABF20 |
| 4  | / | Simpson Horror Show XVII                         | Treehouse of Horror XVII                       | Spécial d’Halloween XVII                         | HABF17 |
| 5  | Les Simpson se retrouvent sur un tapis roulant où ils sont nettoyés comme dans un lave-auto : ils sont arrosés, shampouinés, brossés, rincés, séchés et passés au polish. | Homer s'engage                                   | G.I. (Annoyed Grunt)                           | G.I. d'oh !                                      | HABF21 |
| 6  | Dans une fenêtre sur un écran d'ordinateur, un individu place les Simpson sur le canapé. Lorsque l'ensemble de la famille est sur le canapé, la souris se saisit de ce dernier et le place dans la corbeille. La corbeille est alors vidée. | Moe nia Lisa                                     | Moe'n'a Lisa                                   | Moe'N'a-Lisa                                     | HABF19 |
| 7  | Les yeux des Simpson sont visibles dans le noir. Lorsque la lumière s'allume, on découvre que les membres de la famille, assis sur le canapé, ont des corps de cafards. Ils s'enfuient tous, à l'exception de Maggie qui se cache derrière le canapé. | Marge reste de glace                             | Ice Cream of Margie (with the Light Blue Hair) | Bar laitier                                      | HABF22 |
| 8  | Des mains découpent une feuille de papier en forme d'Homer, puis la déplient laissant apparaître une ribambelle représentant la famille Simpson. Homer s'écrit : « Whoo-hoo ! ». | Mon meilleur ennemi                              | The Haw-Hawed Couple                           | Les Simpson et le prisonnier de la cabane        | JABF02 |
| 9  | Lorsque les Simpson, vêtus de vêtements d'hiver, s'assoient sur le canapé, un zoom arrière révèle que la famille est à l'intérieur d'une boule accrochée à un sapin de Noël. | Kill Gill, volumes 1 et 2                        | Kill Gil, volumes I & II                       | Tuer Gil, parties 1 et 2                         | JABF01 |
| 10 | Un individu (à cinq doigts) épingle les silhouettes du canapé et des Simpson sur un tableau en liège. La silhouette de Maggie suce alors sa tétine. | Les Aqua-tics                                    | The Wife Aquatic                               | Homer, qu'on voit danser                         | JABF03 |
| 11 | Les Simpson sont des bébés qui rampent jusqu'au canapé et retrouvent leur forme originale dès qu'ils l'ont atteint. | La vengeance est un plat qui se mange trois fois | Revenge Is A Dish Best Served Three Times      | La vengeance est un plat qui se mange trois fois | JABF05 |
| 12 | Les Simpson sont des personnages en carton, se tenant debout, en sous-vêtements. Une paire de mains les habille, après quoi ils sourient et s'assoient sur le canapé. | Little Big Lisa                                  | Little Big Girl                                | Un gars, une fille                               | JABF04 |
| 13 | Comme le gag du HABF22 | Tous les huit ans                                | Springfield Up                                 | Springfield en cinq temps!                       | JABF07 |
| 14 | Comme le gag du HABF20 | La Chorale des péquenots                         | Yokel Chords                                   | Chanson des colons                               | JABF09 |
| 15 | Comme le gag du HABF04 | Mariage plus vieux, mariage heureux              | Rome-old and Juli-eh                           | La Guerre des tubes                              | JABF08 |
| 16 | On assiste à l'évolution de l’espèce humaine au travers d'Homer. Au départ, Homer, sous le stade de cellule, se démultiplie pour former une méduse. Cette méduse se transforme en poisson qui va nager jusqu'à la surface et se transformer en iguane pour aller sur la terre. Il prend ensuite l'apparence d'un dimétrodon puis d'un rat échappant aux dinosaures et à leur extinction dans un trou. En ressortant, il se transforme en singe avant d'aboutir à sa forme humaine. Alors qu'il s'apprête à traverser les époques, il rencontre un autre homme, sous l'apparence de Moe, qui régresse. Homer rentre alors à la maison et s'assoit sur le canapé, en soufflant, lorsque Marge lui demande « Pourquoi t'as été si long ? ». | Homerazzi                                        | Homerazzi                                      | Homerazzi                                        | JABF06 |
| 17 | Comme le gag du HABF01 | Marge piégée par le net                          | Marge Gamer                                    | Jeux interdits                                   | JABF10 |
| 18 | Comme le gag du HABF15 | L'Équipe des nuls                                | The Boys of Bummer                             | Mauvais perdants                                 | JABF11 |
| 19 | Comme le gag du HABF21 | Escroc à grande échelle                          | Crook and Ladder                               | L'Étoffe des zéros                               | JABF13 |
| 20 | La famille s'assoit sur le canapé. Une deuxième famille arrive et s'assoit également sur le canapé, puis de nouvelles familles arrivent jusqu'à remplir entièrement la maison, et la faire déborder de Simpson. Homer dit alors « Hé ! Poussez pas ! ». | Petit Papa Noël super flic                       | Stop, or My Dog Will Shoot!                    | Bon Chien, Bad Cop                               | JABF12 |
| 21 | / | 24 Minutes                                       | 24 Minutes                                     | 24 minutes chrono                                | JABF14 |
| 22 | / | Infos sans gros mot                              | You Kent Always Say What You Want              | L'affaire est dans le sacre                      | JABF15 |

## Saison 19 (2007-2008)
| #  | Gag du canapé | Titre français                 | Titre original                              | Titre québécois                                     | Code   |
| -- | --- | ------------------------------ | ------------------------------------------- | --------------------------------------------------- | ------ |
| 1  | La famille entre dans la maison, qui est en construction, et Spider Cochon est assis sur le canapé. Homer le prend et dit : « Mon amour de l'été ». | Privé de jet privé             | He Loves to Fly and He D’ohs                | Si j’avais les ailes d’un twit                      | JABF20 |
| 2  | Comme le gag du JABF06, on assiste à l'évolution de l’espèce humaine au travers d'Homer. Mais lorsque ce dernier s'assoit sur le canapé, en soufflant, Marge lui demande « Tu as rapporté du lait ? » au lieu de lui demander « Pourquoi t'as été si long ? ». | Le Barbier de Springfield      | The Homer of Seville                        | D'ohpéra de quatre sous                             | JABF18 |
| 3  | Le salon et les Simpson sont représentés en briques Lego. Homer est représenté avec beaucoup de cheveux alors il crie « Wou Hou » mais ces derniers sont remplacés par une plus petite pièce, ce qui le fait crier « D'oh ». | Le Cow-boy des rues            | Midnight Towboy                             | Roues de fortune                                    | JABF21 |
| 4  | Les Simpson s'assoient sur le canapé mais on ne voit pas Maggie. La caméra fait alors un zoom arrière et on découvre que les Simpson sont dans la maison de poupées de Maggie. Cette dernière prend alors Homer et le place dans sa bouche, en remplacement de sa tétine. | La Marge et le Prisonnier      | I Don't Wanna Know Why the Caged Bird Sings | Un après-midi de Marge                              | JABF19 |
| 5  | / | Simpson Horror Show XVIII      | Treehouse Of Horror XVIII                   | Spécial d’Halloween XVIII                           | JABF16 |
| 6  | Une couverture du magazine Le canapé farceur apparaît. On y lit « 10 farces sur canapé pour épicer à votre mariage ». | Millie le petit orphelin       | Little Orphan Millie                        | Milhouse l'enfant martyr                            | JABF22 |
| 7  | Un individu ouvre un livre animé The Simpsons posé sur un meuble à côté du canapé. On aperçoit alors en relief la famille sur le canapé, puis Maggie suce sa tétine. | Maris et larmes                | Husbands and knives                         | Problèmes de taille                                 | JABF17 |
| 8  | Un magicien pose un drap dans le salon vide pour faire apparaître un canapé. Il replace le drap sur le canapé et, cette fois-ci, quand il l'enlève, ce sont les Simpson qui apparaissent, assis dessus. | Funérailles pour un félon      | Funeral for a Fiend                         | Incinérations malveillantes                         | KABF01 |
| 9  | Comme le gag du FABF08 avec la phrase « Pinaiiiise ! » | Soupçons                       | Eternal Moonshine of the Simpson Mind       | Des Simpson plein la tête                           | KABF02 |
| 10 | Sur fond de musique médiévale, une tapisserie avec des dessins racontant une histoire défile. Dans l'histoire, la famille Flanders vole le canapé des Simpson. Ceux-ci vont en bateau chez les Flanders pour se battre et reprendre leur canapé. L'histoire se termine avec les Simpson sur leur canapé et Ned Flanders découpé en morceaux, devant eux. Le parchemin se poursuit jusqu'aux noms des producteurs (référence à la tapisserie de Bayeux). | Un pour tous, tous pour Wiggum | E Pluribus Wiggum                           | Le comfort et l'indiffé-Ralph                       | KABF03 |
| 11 | On aperçoit les Simpson sur le canapé avec pour inscription, sous eux, « Ceci n'est pas une couch gag » inscrite en franglais. Le plan s'élargit alors et devient un tableau encadré et exposé dans un musée sous le regard d'un homme et une femme aisés (référence à l'œuvre de Magritte). | Les Années 90                  | That 90's Show                              | Bac et Métal                                        | KABF04 |
| 12 | Un mobile pour bébé est accroché au plafond du salon des Simpson. Les membres de la famille s'accrochent alors dessus, mais, Homer étant trop lourd, le mobile penche. | L'Amour à la springfieldienne  | Love, Springfieldian Style                  | Un jaune, une fille                                 | KABF05 |
| 13 | Une main vient placer des diodes de différentes couleurs sur un panneau représentant la famille Simpson sur le canapé. Elle allume ensuite les lumières. | L'Infiltré                     | The Debarted                                | La revanche du directeur : La pire contre-attaque   | KABF06 |
| 14 | Des pilules sont entreposées sur le canapé des Simpson. Le professeur Frink dépose alors une goutte d'eau sur elles pour qu'elles prennent la forme de la famille. Mais, Homer n'ayant pas assez grandi, il lui jette un seau d'eau. | C comme crétin                 | Dial'n'for nerder                           | Un prince, deux meurtriers et beaucoup de papillons | KABF07 |
| 15 | Vil Coyote peint un canapé sur le mur et il part. Les Simpson courent et s'écrasent dessus, sauf Maggie qui fait alors une imitation de Bip-Bip. Les Simpson essaient à nouveau de s’asseoir sur le canapé, avec succès, sauf Homer qui passe à travers le mur. | Une histoire fumeuse           | Smoke on the Daughter                       | Les fumeurs de la danse                             | KABF08 |
| 16 | Un pinceau peint les Simpson sur le canapé. | Colonel Homer                  | Papa don't Leech                            | J'ai une chanteuse qui ne veut pas mourir           | KABF09 |
| 17 | Comme le gag du KABF03 | Tragédie bovine                | Apocalypse Cow                              | Histoires de veau                                   | KABF10 |
| 18 | Comme le gag du JABF17 | Lisa fait son festival         | Any Given Sundance                          | Et pourtant, elle tourne!                           | KABF11 |
| 19 | Comme le gag du JABF06 | Mona de l'au-delà              | Mona Leaves-a                               | Mal de mère                                         | KABF12 |
| 20 | Comme le gag du HABF19 | Tout sur Lisa                  | All about Lisa                              | Laissez dépasser                                    | KABF13 |

## Saison 20 (2008-2009)
| #  | Gag du canapé | Titre français                 | Titre original                      | Titre québécois                        | Code   |
| -- | --- | ------------------------------ | ----------------------------------- | -------------------------------------- | ------ |
| 1  | En s'asseyant sur le canapé, les Simpson se retrouvent piégés dans de la carbonite. Boba Fett arrive alors pour récupérer le bloc, et partir avec (référence à Star Wars). | Sexe, Mensonges et Gâteaux     | Sex, Pies and Idiot Srapes          | Crime-pâtissière                       | KABF17 |
| 2  | Les Simpson sont devant une statue géante gravée dans la pierre représentant la famille assise sur son canapé. Bart s'écrit alors « Aye Caramba ! » (référence au Mont Rushmore). | Fiston perdu                   | Lost Verizon                        | Fourgon cellulaire                     | KABF15 |
| 3  | Après s'être assis normalement sur le canapé, une tornade dévaste la maison des Simpson puis emporte le canapé avec la famille. Ils atterrissent alors, en noir et blanc, au milieu d'une ferme (référence à la scène d'ouverture du film Le Magicien d'Oz de 1939). | L'Échange                      | Double, Double, Boy in Trouble      | Quelles familles !                     | KABF14 |
| 4  | / | Simpson Horror Show XIX        | Treehouse of Horror XIX             | Spécial d’Halloween XIX                | KABF16 |
| 5  | À la place du canapé se trouvent cinq horloges à coucou accrochées au mur desquelles sortent les membres de famille. | Souvenirs dangereux            | Dangerous Curves                    | Le(s) plus beau(x) voyage(s)           | KABF18 |
| 6  | Les Simpson s'assoient sur un banc en pierre à Pompéi, en tenue romaine, quand le Vésuve entre en éruption et les statufie sous les cendres. | Échange de mots croisés        | Homer and Lisa Exchange Cross Words | Maux croisés                           | KABF19 |
| 7  | En arrivant dans le salon, Homer, Marge, Lisa et Maggie découvrent Bart en train d'écrire « Je n'emporterai pas le tableau noir chez moi » sur le tableau qu'il a emporté chez lui et mis à la place du canapé. | Les Apprentis Sorciers         | Mypods and Boomsticks               | La pomme de la colère                  | KABF20 |
| 8  | Comme le gag du JABF01 | Burns est piqué                | The Burns and The Bees              | L'arène des abeilles                   | KABF21 |
| 9  | Les Simpson s’assoient normalement sur le canapé, mais ce dernier se trouve dans une boîte estampillée "Gag du canapé n°429" et vendue par le vendeur de BD au prix de 19,99 $. Ce dernier dit alors « Le pire de tous les gags du canapé ». | Lisa la reine du drame         | Lisa the Drama Queen                | La seigneure des amis                  | KABF22 |
| 10 | En arrivant dans leur salon, les Simpson découvrent que leur canapé a disparu. Ils l’aperçoivent s’enfuir d’abord dans la rue, avant que le canapé les sème en se cachant derrière la statue de Jebediah Springfield. Cependant, les Simpson retrouvent sa trace autour d’un feu de camp dans la forêt. S’engage alors une course poursuite en voiture dans les rues de San Francisco, en gondole sur les canaux de Venise jusqu’en Inde où ils arrivent presque à coincer le canapé. Mais ce dernier s’enfuit à travers la fenêtre avant de partir s’isoler dans l’espace. Mais la famille ne tarde pas à le rejoindre et à le forcer à revenir sur terre, devant la télé. Enfin de retour dans le salon, tous un peu brûlés et avec leurs combinaisons d’astronautes, Homer allume l’écran. | Prenez ma vie, je vous en prie | Take My Life, Please                | Le choix du président                  | LABF01 |
| 11 | Les Simpson traversent les époques en empruntant les portes des lieux dans lesquels ils se trouvent. Ils parodient ainsi plusieurs séries emblématiques au cours de ses différentes décennies (The Honeymooners, The Dick Van Dyke Show, The Brady Bunch et Cheers), avant de revenir à l'époque actuelle et de s'installer sur leur canapé, soulagés. | La Conquête du test            | How the Test Was Won                | La conquête du test                    | LABF02 |
| 12 | Les Simpson arrivent dans le salon et voient que leur vieux canapé est abîmé. Ils l'enterrent alors et vont en acheter un autre dans un ranch à canapés. Ils l'essayent mais le canapé projette Homer. On les retrouve plus tard dans le salon, Homer couvert entièrement de pansements. | Le malheur est dans le prêt    | No Loan Again, Naturally            | Prêt pas prêt, j'y vas                 | LABF03 |
| 13 | Le canapé est une piñata. Ralph frappe dedans, et la famille tombe au sol. | Maggie s'éclipse               | Gone Maggie Gone                    | Et la sœur?                            | LABF04 |
| 14 | Les Simpson marchent comme des chiens et sont amenés par leurs "maîtres" comme dans un concours animal. Après s'être aligné, un jury offre le prix du concours à Bart mais, Homer étant jaloux, il s'énerve et ils se battent. | Au nom du grand-père           | In the Name of the Grandfather      | Au nom du pepère et du fils            | LABF11 |
| 15 | Le vendeur de BD mange au restaurant. Chacun de ses plats est à l'effigie d'un membre de la famille : la tête d'Homer sous une salade, la tête de Lisa dans une soupe, la tête de Marge en spaghettis, la tête de Bart en côte de bœuf et la tête de Maggie en bonbon. À la fin, il s'essuie avec sa serviette et le gras forme les Simpson sur leur canapé. | Mariage en sinistre            | Wedding for Disaster                | Le sacrament de mariage                | LABF05 |
| 16 | Une personne superpose successivement des celluloïds assemblant Homer (ses yeux et cerveau, puis son squelette, puis son ventre avec une bière, puis le reste de son corps), puis amenant le reste de la famille et le décor avec le canapé. Cependant, Homer étant nu, Marge tire un dernier celluloïd afin de l'habiller. | Mini Minette Maya Moe          | Eeny Teeny Maya, Moe                | Maya la belle                          | LABF06 |
| 17 | La famille se taille un chemin, dans une jungle, à coup de machette jusqu'au canapé. Cependant, ce dernier est occupé par leurs équivalents homme-singes qui les attaquent. | Le Bon, le Triste et la Camée  | The Good, the Sad and the Drugly    | Le bon, l'abrutie et l'achalant        | LABF07 |
| 18 | Une grande piscine se trouve dans le salon des Simpson, au bout de laquelle se trouve le canapé. Après le coup de feu, chacun des membres nage jusqu'au canapé, sauf Homer qui se noie dans la piscine. | Mon père avait tort            | Father Knows Worst                  | Les petites-filles modèles-réduits     | LABF08 |
| 19 | Les Simpson sont dans les tribunes d'un amphithéâtre romain, une tête de gladiateur vole dans le public et Bart l'attrape. | Une adresse chic               | Waverly Hills 9021-D'oh             | Chambre en haute ville                 | LABF10 |
| 20 | Un sculpteur est posé devant un bloc de pierre puis il sculpte la famille Simpson assise sur son canapé. Cependant, cela ne lui plait pas et il décide alors de détruire son œuvre pour la remplacer par une statue d'un militaire à cheval. | Manucure pour 4 femmes         | Four Great Women and a Manicure     | Maman et fifille sont chez le coiffeur | LABF09 |
| 21 | Comme le gag du LABF02 | Un prince à New-Orge           | Coming to Homerica                  | Faites le mur, pas la guerre           | LABF12 |

## Saison 21 (2009-2010)
| #  | Gag du canapé | Titre français                       | Titre original                  | Titre québécois                                | Code   |
| -- | --- | ------------------------------------ | ------------------------------- | ---------------------------------------------- | ------ |
| 1  | Les Simpson arrivent à une station de métro. Un métro arrive alors et, en s'ouvrant, dévoile leur salon. Ils s'assoient alors sur le canapé. | Super Homer                          | Homer the Whopper               | Gros jambon                                    | LABF13 |
| 2  | Les Simpson, déguisés en cow-boy, sont cachés derrière le canapé et sortent leur tête un à un pour tirer au pistolet. Maggie, quant à elle, sort sa tête d'un trou dans le mur caché derrière le tableau au-dessus du canapé et utilise un minigun pour tout détruire. | La Réponse de Bart                   | Bart gets a “Z”                 | L'ivresse au maître                            | LABF15 |
| 3  | Comme le gag du LABF01 | L'insurgée                           | The Great Wife Hope             | Les gants de vaisselle dorés                   | LABF16 |
| 4  | / | Simpson Horror Show XX               | Treehouse of Horror XX          | Spécial d’Halloween XX                         | LABF14 |
| 5  | Les Simpson, à l'époque préhistorique, s'assoient sur un tronc arbre qui s'enfonce dans une flaque de goudron. On revoit leurs squelettes exposés, plusieurs siècles plus tard, dans un musée (référence au site de La Brea Tar Pits). | Le diable s'habille en nada          | The Devil Wears Nada            | Le diable s'habille pas pantoute               | LABF17 |
| 6  | Les Simpson, en habits de choriste, parodient la chanson de Noël The Twelve Days of Christmas devant leur sapin de Noël. Les 12 versets sont alors chantés avec des personnages de la série : Abraham, Barney, Lenny, Carl, Moe, Selma, Ned, professeur Frink, quatre nuls (Martin, Wendell, Milhouse et Database), Blinky, Ralph et Maggie. Ils finissent par s'asseoir sur leur canapé en chantant le dernier verset. | Farces et agapes                     | Pranks and Greens               | Vers de contact                                | LABF18 |
| 7  | Les Simpson s'apprêtent à manger le repas de Thanksgiving avec Patty et Selma dans leur salle à manger. Ils se servent alors puis partent manger devant la télévision avec Homer, Marge, Patty et Selma sur le canapé et les enfants au sol. | Les Apprenties sorcières             | Rednecks and Broomsticks        | Alambics et vieille robine                     | LABF19 |
| 8  | Les objets du salon dansent et s'agitent ensemble jusqu'à l'arrivée des Simpson qui rétablissent l'ordre et s'installent dans le canapé. | Le Frère de Bart                     | O Brother, Where Bart Thou?     | Hey ! Petit frère ! Quand viendras-tu ?        | MABF01 |
| 9  | Homer est projeté dans un flipper représentant Springfield avec le canapé au centre. En entrant dans la taverne de Moe, la famille est libérée sur le flipper. Finalement, ils finissent tous par tomber en dessous du canapé chacun à leur tour. On aperçoit alors rapidement Maggie sauter pour apparaître au centre du canapé, avant de retomber.                                                                    | Une leçon de vie                     | Thursdays with Abie             | Une journée avec Abie, et une journée de folie | MABF02 |
| 10 | Le canapé est présenté dans un ovule, et la famille Simpson est, elle, présentée sous forme de spermatozoïdes qui tentent de rentrer dans ce dernier. Après avoir réussi la fécondation, l'ovule se divise et le fœtus qui en résulte est M. Burns, qui flotte en position fœtale, et prononce le mot « Excellent ! ».                                                                                                  | Il était une fois à Springfield      | Once Upon a Time in Springfield | Il était une fois, à Springfield               | LABF20 |
| 11 | Homer s'installe sur le canapé et sort son myPhone pour télécharger sa famille grâce à une application. Mais lorsqu'il reçoit un appel de M. Burns, il crie et avale le téléphone. | Million dollar ma biche              | Million Dollar Maybe            | Ça ne change pas                               | MABF03 |
| 12 | La famille est représentée sur des cartes de tarot qu'Abraham lit. Maggie représente la Mort. Grand-père la redonne à la tireuse de carte qui voit la Mort et s'effondre sur sa table. | La Reine du balai                    | Boy Meets Curl                  | Pierre qui glisse                              | MABF05 |
| 13 | Comme le gag du LABF08 | La Couleur jaune                     | The Color Yellow                | On voit tes racines                            | MABF06 |
| 14 | Comme le gag du LABF04 | Élémentaire, mon cher Simpson        | Postcards from the Wedge        | Diviser pour...                                | MABF04 |
| 15 | Le canapé est une courge qui pousse dans le jardin des Simpson. Arrivent alors Marge en tant que coccinelle, Bart en tant que chenille, Lisa en tant qu'abeille et Maggie en tant que mouche qui se posent sur cette courge. Homer, quant à lui également en chenille, sort de cette dernière. | Baiser volé                          | Stealing First Base             | En présence de mon avocate                     | MABF07 |
| 16 | Comme le gag du LABF11 | La Plus Grande Histoire jamais ratée | The Greatest Story Ever D'ohed  | En vérité, je vous...                          | MABF10 |
| 17 | Les Simpson s'assoient sur le canapé normalement, sauf que ce dernier est dans le jardin devant leur maison. Cependant, leur maison tombe par terre, comme un décor en carton. | À tyran, tyran et demi               | American History X-cellent      | La ligne jaune                                 | MABF08 |
| 18 | Comme le gag du LABF05 | Chef de cœur                         | Chief of Hearts                 | Ma nuit chez...                                | MABF09 |
| 19 | En arrivant dans leur salon, le canapé des Simpson se met à fuir. Ils se retrouvent alors en première page du journal Springfield Shopper. Ils parcourent alors les pages du journal dans le but de le rechercher, et ils se retrouvent à la page des petites annonces. Une nouvelle une apparaît alors avec la famille assise sur le canapé.                                                                           | Éolienne et cétacé                   | The Squirt and the Whale        | La gripette et la baleine                      | MABF14 |
| 20 | Le générique est remplacé par un lip dub des habitants de Springfield sur la chanson Tik Tok de Ke$ha. De nombreux lieux de la ville sont représentés tels que l'école de Springfield, le bus d'Otto, la taverne de Moe ou encore le Kwik-E-Mart. Le générique se termine avec les Simpson sur leur canapé, portés par les habitants de Springfield.                                                                    | L'Œil sur la ville                   | To Surveil With Love            | Caméra cachée café                             | MABF12 |
| 21 | Nelson assemble un modèle réduit des Simpson assis sur leur canapé, puis les peint en bonne et due forme. Il place alors un bâton de dynamite dans ce modèle pour le faire exploser, avant de conclure avec un « Ha-Ha ! ». | Le Mot de Moe                        | Moe Letter Blues                | Les Moe pour les...                            | MABF13 |
| 22 | Harold d'Harold et le crayon violet dessine le salon des Simpson, y compris le fameux canapé. La famille s'assoit alors dessus, puis Homer lui demande de lui dessiner une bière, ce qu'il fait bien sûr. | Mon voisin le Bob                    | The Bob Next Door               | Visage à deux...                               | MABF11 |
| 23 | Homer et Bart font un spectacle de poupée où ils se battent. La poupée de Bart bat celle d'Homer, ce qui cause la rage de ce dernier et étrangle le vrai Bart. | Moe, moche et méchant                | Judge Me Tender                 | Le jugement de sa...                           | MABF15 |

## Saison 22 (2010-2011)
| #  | Gag du canapé | Titre français                            | Titre original                            | Titre québécois                           | Code   |
| -- | --- | ----------------------------------------- | ----------------------------------------- | ----------------------------------------- | ------ |
| 1  | La famille est assise sur le canapé. Au-dessus d'eux se trouve une bannière sur laquelle il est écrit : "22 saisons, félicitations de la part de la FOX". Un représentant de la FOX invite alors Maggie à souffler les bougies du gâteau, puis il le mange lui-même et s'enfuit. La bannière retombe alors sur les Simpson. | Cours élémentaire musical                 | Elementary School Musical                 | Les jaunesses musicales                   | MABF21 |
| 2  | En s'asseyant sur leur canapé, la famille trouve un cadavre sur le sol du salon. Les voitures de la police se rapprochent toutes soudainement de la maison. Les Simpson tentent alors de fuir, Homer conduisant le canapé. Cependant, ils sont vite arrêtés. Ils sont alors identifiés comme étant les meurtriers et sont exécutés par électrocution, toujours sur le canapé. | Drôle d'héritage                          | Loan-a Lisa                               | Un sacré héritage                         | MABF17 |
| 3  | Ce gag montre les conditions de fabrication d'un épisode des Simpson ainsi que les dessous du merchandising. Il décrit une usine de la FOX, dotée de barbelées et de miradors, où des ouvriers, dont des enfants, travaillent à la chaîne dans un environnement grisâtre et toxique pour produire les images des épisodes. Dans cette usine, où de nombreux ouvriers meurent, ils tuent et maltraitent des animaux : on voit ainsi des chats tués pour le fourrage des poupées Bart, des têtes de dauphins utilisées pour fermer des boîtes, des pandas utilisés pour tirer des chariots ou des licornes utilisées pour percer le trou dans les DVD. Le tout est visionné dans la télévision des Simpson. La séquence est accompagnée d'une musique dramatique inspirée de La Liste de Schindler (gag réalisé par Banksy pour mettre en avant l'externalisation de l'animation de la série qui est faite en Corée du Sud). | Bart-ball                                 | MoneyBART                                 | Parties honteuses                         | MABF18 |
| 4  | / | Simpson Horror Show XXI                   | Treehouse of Horror XXI                   | Spécial d’Halloween XXI                   | MABF16 |
| 5  | Un homme à moto réalise une cascade en sautant par-dessus le canapé au moyen de deux rampes placées de part et d’autre de celui-ci. Il finit violemment sa course dans le jardin, son casque étant projeté juste devant le canapé. Marge cache alors les yeux de Maggie. | Pas comme ma mère                         | Lisa Simpson, This Isn't Your Life        | Personne ne touche à la vie de Lisa       | MABF20 |
| 6  | Les membres de la famille s'installent à l'intérieur de capsules blanches mises dans le salon. Après quelques difficultés à faire entrer Homer, leur corps est transporté dans leur équivalent Na'vi. Dans ce nouveau monde, ils partent à la recherche des canapés volants. C'est au sommet d'une montagne qu'ils apparaissent et Homer sera le premier à se jeter sur un. Une tentative qui sera vaine. Bart s'adonnera alors à la tâche et domptera un canapé sur lequel sa famille prendra place. Enfin assis devant la télé avec des lunettes 3D, Bart prend la tresse d'Homer et l'entre dans une prise pour électrocuter ce dernier (référence au film Avatar). | Ce fou d'Monty                            | The Fool Monty                            | Le Monty coune                            | NABF01 |
| 7  | En arrivant dans le salon, les Simpson découvrent le professeur Frink assis sur leur canapé qui les rétrécit. Abraham manque de les écraser mais ils échappent de peu. Homer trouve alors un Doritos dans le tapis qu’il grignote avant que Marge ne lui prenne. Ils veulent rejoindre le canapé, mais le chat tente de les dévorer. La famille est contrainte de se cacher dans un trou de souris dans le mur, où ils s’asseyent inconsciemment sur le fromage d’un piège à souris, piège qui se referme sur eux. | Combien pour cet oiseau dans la vitrine ? | How Munched is That Birdie in the Window? | Pigeon voyageur : Terminus                | NABF02 |
| 8  | / | La Bataille de Noël                       | The Fight Before Christmas                | Lard de la guerre                         | MABF22 |
| 9  | Un calendrier de l'avent, avec l'image de la maison des Simpson apparaît, chaque jour présentant des images de Noël partout à Springfield. Le 24e jour représente les Simpson assis sur leur canapé avec le Père Noël portant Maggie sur ses genoux. Le tout est joué sur le thème musical de Carol of the Bells. | Gym Tony                                  | Donnie Fatso                              | Gros Merda                                | MABF19 |
| 10 | Le canapé se lève et se prépare pour sa journée de boulot. Après s'être rasé et avoir déjeuné avec sa famille, il prend le métro et pointe à la maison des Simpson. Il s’étire et s’installe dans le salon, prêt à recevoir la famille qui arrive et s'assoit. | Faux Amis                                 | Moms I'd Like to Forget                   | Maman et ces amis passe une belle journée | NABF03 |
| 11 | Le canapé est remplacé par deux bananes dans un bol. Une main ajoute les cinq personnages en glace par-dessus avant de rajouter du chocolat, de la chantilly et une cerise pour décorer le dessert. Petit Papa Noël vient dévorer la glace goulument et s’éloigne en rotant. | Moe n'en loupe pas une                    | Flaming Moe                               | Ho-Moe                                    | NABF04 |
| 12 | Comme le gag du MABF14 | Homer le père                             | Homer the Father                          | Émission polluante                        | NABF05 |
| 13 | Homer se blesse à la jambe en courant vers le canapé. M. Burns, agissant comme un coach dans une équipe de basket-ball, envoie Barney prendre la place d’Homer sur le canapé tandis que ce dernier est évacué par une équipe médicale sur une civière. | Le Bleu et le Gris                        | The Blue and the Gray                     | Le gris m'donne les bleus                 | NABF06 |
| 14 | Les Simpson arrivent en jouant au hockey, mais la partie tourne vite au chaos. Ils sont alors envoyés dans le coin des pénalités. | Papa furax : le film                      | Angry Dad: The Movie                      | Su-Père Choqué, le film                   | NABF07 |
| 15 | On aperçoit une personne jouer au jeu du gag du canapé. La personne choisit alors cinq joueurs, correspondant aux cinq membres de la famille Simpson, puis, en lançant la partie, le gag du canapé se joue normalement. La partie est alors stoppée par un game over. | Les Langues du scorpion                   | The Scorpion's Tale                       | Le bonheur est dans le pré                | NABF08 |
| 16 | Les Simpson s'assoient normalement sur le canapé mais des ressorts sous les coussins projettent la famille contre l'objectif de la caméra. Ils tombent alors au sol, Maggie étant la dernière à tomber, retenue par sa tétine. | Le Songe d'un ennui d'été                 | A Midsummer's Nice Dreams                 | Le monde est moins stone                  | NABF09 |
| 17 | Les Simpson sont dessinés uniquement avec des lettres et des caractères spéciaux du code informatique ASCII. Bart aligne les lettres « FATSO » sur le ventre d’Homer, et celui-ci émet un « D'oh! » silencieux. | L'Amour à couper le souffle               | Love is a Many-Strangled Thing            | L'étrangleur de Springfield               | NABF10 |
| 18 | / | La Grande Simpsina                        | The Great Simpsina                        | La grande Simpsina                        | NABF11 |
| 19 | Après s'être assis sur le canapé, on remarque que le gag du canapé est la couverture d'un DVD des Simpson exposé en vitrine d’un magasin de location de DVD qui a fait faillite. Une grue démolit alors le commerce. | La Vraie Femme de Gros Tony               | The Real Housewives of Fat Tony           | Maîtresse, décolle!                       | NABF12 |
| 20 | Le salon est exposé dans un musée Smithsonian. La famille alors entre par effraction par les toits du bâtiment, Marge traçant un trou dans le verre, avant de l'agrandir pour Homer. À l’intérieur, ils croisent de célèbres bijoux et traversent différentes salles tout en enfilant une tenue assortie au thème de la pièce. Après avoir évité deux gardes, ils arrivent enfin devant leur salon. Mais Lisa retient son père de justesse face à une barrière de rayons lasers. Fort heureusement, cinq silhouettes à leurs effigies sont dessinées dans ce mur, leur permettant alors de se glisser dans le salon convoité et de se jeter sur le canapé. | Homer aux mains d'argent                  | Homer Scissorhands                        | Le barbier de Springfield                 | NABF13 |
| 21 | Le salon est représenté par des mots. La famille s’installe sur le "couch". Un mot indique alors que Maggie "suck" sa tétine à deux reprises. | 500 clés                                  | 500 Keys                                  | Les 500 clés                              | NABF14 |
| 22 | / | La Pêche au Ned                           | The Ned-liest Catch                       | Edna, il l'a                              | NABF15 |

## Saison 23 (2011-2012)
| #  | Gag du canapé | Titre français                                  | Titre original                                    | Titre québécois                   | Code   |
| -- | --- | ----------------------------------------------- | ------------------------------------------------- | --------------------------------- | ------ |
| 1  | / | Mémoire effacée                                 | The Falcon and the D'ohman                        | Passé oublié                      | NABF16 |
| 2  | Les Simpson sont sur leur canapé et Homer crie pour obtenir une bière. Dans un style cartoonesque, Marge va alors lui en chercher une pendant que Bart, en petit démon, place un coussin péteur sous Homer. Sa colère lui fait alors perdre son cerveau (gag réalisé par John Kricfalusi). | L'important, c'est les Roosevelt                | Bart Stops to Smell the Roosevelts                | L'étoffe des Théo                 | NABF17 |
| 3  | / | Simpson Horror Show XXII                        | Treehouse of Horror XXII                          | Spécial d'Halloween XXII          | NABF19 |
| 4  | Comme le gag du NABF13 | Remplaçable                                     | Replaceable You                                   | Ouate de phoque                   | NABF21 |
| 5  | / | La Gourmète                                     | The Food Wife                                     | La clique sur un plateau d'argent | NABF20 |
| 6  | / | Le Coup du bouquin                              | The Book Job                                      | Plan fouéreux                     | NABF22 |
| 7  | / | Homer homme d'affaires                          | The Man in the Blue Flannel Pants                 | Mad Démène                        | PABF01 |
| 8  | Une épée est plantée dans le canapé à la façon d'Excalibur. Homer ne parvient pas à l'en extraire, mais Flanders arrive et la retire facilement. On s'aperçoit alors que la lame porte la mention "propriété de Ned Flanders". Flanders quitte ensuite la pièce et les Simpson s'assoient, Homer étant vexé. | La Solution à 10 %                              | The Ten-Per-Cent Solution                         | Son dix pour cent                 | PABF02 |
| 9  | Les Simpson, en pain d'épices, arrivent et se couchent dans une assiette. Un homme met alors une étiquette "Pour le Père Noël" tandis qu'Homer se mange un bras. | Le Futur passé                                  | Holidays of Future Passed                         | Noël vers le futur                | NABF18 |
| 10 | Les Simpson s'asseyent sur le canapé, habillés comme au XIXe siècle, dans un salon décoré comme à cette époque, une tasse de thé à la main. La lumière s'éteint alors puis un coup de feu retentit. Lorsque la lumière se rallume, Homer a été tué. Le Chef Wiggum et Lou arrivent pour enquêter. Wiggum observe la scène avec une loupe et arrête Bart. Cependant; Marge a un revolver fumant dans les cheveux, mais elle le cache, gênée devant Lisa et Maggie.                                                     | Politiquement inepte                            | Politically Inept, With Homer Simpson             | À droite, toute!                  | PABF03 |
| 11 | Les Simpson sont dans un taxi à New York, bloqués dans les bouchons. Ils décident alors de se déplacer à pied, Homer perdant par ailleurs de l'argent au bonneteau sur le chemin. Ils entrent alors dans un immeuble puis sur un plateau de télévision, après avoir assommé les gardes, pour finalement s'asseoir sur le canapé posé sur le plateau du Late Show with David Letterman. Un orchestre joue alors le générique, sous le regard perplexe de David Letterman.                                              | Le Rest'oh social                               | The D'oh-cial Network                             | Le réseau d'oh-cial               | PABF04 |
| 12 | Comme le gag du LABF02 | Ne mélangez pas les torchons et les essuie-bars | Moe Goes From Rags To Riches                      | Chique la guenille                | PABF05 |
| 13 | Les Simpson arrivent devant le canapé et voient Moe s'exclamer « Joyeux 500e épisode ! » avant que tous les Sprigfieldiens arrivent. Lisa regarde alors un guide des épisodes avant d'annoncer que ce n'est que le 499e. | Premier amour                                   | The Daughter Also Rises                           | La jeune fille et la mère         | PABF06 |
| 14 | Pour fêter le 500e épisode, on aperçoit une photo des 292 gags du canapé diffusés jusqu'à présent. Les Simpson s'assoient alors normalement sur le canapé, avant qu'un zoom arrière forme une photomosaïque du nombre "500" avec l'ensemble des gags. On voit ensuite Homer étrangler Bart, tous deux vêtus d'un smoking. | Enfin la liberté                                | At Long Last Leave                                | Enfin, ils partent                | PABF07 |
| 15 | Le gag reprend le thème du générique de Game of Thrones. On observe ainsi la construction du quartier d'Evergreen Terrace, et en particulier de la maison des Simpson. Marge, Lisa et Maggie sortent alors de la maison alors qu'Homer sort du sol, sur son hamac, bière à la main. Bart, quant à lui, sort en skateboard de sa cabane, dont l'arbre porte le visage d'Abraham. On observe plus généralement la construction de Springfield avant de finir avec Le canapé.                                            | Bart pose un lapin                              | Exit Through the Kwik-E-Mart                      | Festival de Cannes                | PABF09 |
| 16 | Au lieu de s'asseoir sur le canapé, la famille se couche sur une feuille d'algues au sol. Une main les roule alors puis les coupe pour former des sushis. Seule Maggie en demeure indemne. | Problèmes gênants                               | How I Wet Your Mother                             | J'ai mouillé ta mère              | PABF08 |
| 17 | Les Simpson sont assis sur le canapé, en 1989, avec une bannière au-dessus où il est écrit « Amérique : pays le plus puissant du monde ». 23 ans passent alors en affichant à chaque fois une référence à la saison diffusée cette année-là. En 2010, Homer et Bart changent la bannière en « Trop gros pour échouer, nous espérons », avant que Maggie ne tienne un drapeau chinois en 2012. | Aïe, robot !                                    | Them, Robot                                       | Messieurs les robots              | PABF10 |
| 18 | On aperçoit Homer tomber amoureux de son canapé, alors qu'il fait du roller et que ce dernier le rattrape. Cette romance est interrompue lorsqu'Homer voit Marge, et que cette dernière le rattrape lorsqu'il tombe. Le canapé, triste, doit alors s'occuper de son enfant seul, Homer le reniant. Pour cela, il se prostitue mais il finit à la rue. Homer voyant alors son canapé essayer de mettre fin à ses jours, il l'accueille chez lui, le bébé servant de fauteuil à Maggie (gag réalisé par Bill Plympton). | Un enfant ça trompe énormément                  | Beware My Cheating Bart                           | Le d'oh-réat                      | PABF11 |
| 19 | Comme le gag du NABF14 | Un truc super à ne jamais refaire               | A Totally Fun Thing That Bart Will Never Do Again | La croisière s'abuse              | PABF12 |
| 20 | Tout le public du stade de Springfield, à l'exception de Homer qui est en train de manger, réalise un tifo géant pour former l'image des Simpson assis sur leur canapé. Homer finit tout de même par tendre son image, formant ainsi un tifo complet. | L'Espion qui m'aidait                           | The Spy Who Learned Me                            | Bons baisers de Springfield       | PABF13 |
| 21 | Comme le gag du NABF01 | Les Ned et Edna unis                            | Ned 'N Edna's Blend                               | Un mariage et deux ajustements    | PABF15 |
| 22 | Les Simpson jouent à la Zii de Funtendo. Les mii des Simpson sont sur le canapé, mais Homer ne réussit pas à s'asseoir. Il jette alors sa manette pour tenter de s'asseoir en réalité, sans parvenir, et tomber comme dans le jeu. | Lisa devient Gaga                               | Lisa Goes Gaga                                    | Lisa vire Gaga                    | PABF14 |

## Saison 24 (2012-2013)
| #  | Gag du canapé | Titre français                    | Titre original                  | Titre québécois                 | Code   |
| -- | --- | --------------------------------- | ------------------------------- | ------------------------------- | ------ |
| 1  | Quatre chrysalides sont sur le canapé des Simpson. On aperçoit alors Homer, Marge, Bart et Lisa éclore en papillons. Cependant, ce canapé est dans une maison de poupées posée dans une crèche et Bébé Gérald tente de les écraser avec un maillet. Les papillons réussissent alors à fuir, grâce à Maggie qui a bloqué la porte avec sa tétine (gag inspiré du court-métrage Dure journée pour Maggie). | À la recherche de l'ex            | Moonshine River                 | Zirconias cubiques sur canapé   | PABF21 |
| 2  | / | Simpson Horror Show XXIII         | Treehouse of Horror XXIII       | Spécial d'Halloween XXIII       | PABF17 |
| 3  | / | Naître ou ne pas naître           | Adventures in Baby-Getting      | Bisous de famille               | PABF18 |
| 4  | Les Simpson s'assoient sur leur canapé avant de se lancer dans une course à travers Springfield, tous les canapés agissant comme des bolides. Les Simpson sont premiers mais un énorme carambolage permet à Abraham de remporter la course (gag inspiré des Fous du volant). | Gone Papi Gone                    | Gone Abie Gone                  | Le mari de la chanteuse         | PABF19 |
| 5  | Marge se fait faire dans le bas du dos un tatouage des Simpson assis sur le canapé. Elle remonte alors immédiatement sa robe lorsque le tatouage est fini. | Dan le bouclier                   | Penny Wiseguys                  | Vire-capo                       | PABF16 |
| 6  | Marge et les enfants s’assoient normalement sur le canapé. Homer surgit alors avec une hache et un masque de Jason , l'image constituant par la suite la couverture du magazine Contes du divan. | L'Arbre miraculeux                | A Tree Grows in Springfield     | L'arbre qui plantait des hommes | PABF20 |
| 7  | / | La Cool Attitude                  | The Day the Earth Stood Cool    | Parents biologiques             | PABF22 |
| 8  | / | Nom d'un chien                    | To Cur with Love                | Un après-midi de chien          | RABF01 |
| 9  | Les Simpson s'assoient sur le canapé en récompenses de célèbres cérémonies : Homer est un Oscar, Marge est un Emmy Award, Lisa est un Grammy Award, Maggie est la coupe Stanley et Bart est un Kids' Choice Awards. Cependant, le canapé les compresse en un cube tagué "Le plus génial grand-père du monde", Abraham soulevant alors cette récompense. | Homer entre en prépa              | Homer Goes to Prep School       | Apocalypse t'à l'heure          | RABF02 |
| 10 | Le gag est un trailer d'un film intitulé Le Canapé. La caméra fait un zoom de la Terre vers le canapé des Simpson, en présentant ces derniers comme des héros appelés à « entreprendre la plus dangereuse quête de leur vie », à savoir de s'asseoir sur le canapé. La famille réussit alors à s'asseoir, mais une météorite détruit leur maison. | Un test avant d'essayer           | A Test Before Trying            | Monsieur Lhabart                | RABF03 |
| 11 | Les Simpson s'assoient sur le canapé qui est en fait un dunk tank. Nelson touche alors la cible et les fait tomber dans l'eau. Cependant, Homer se noie et on voit son cadavre remonter à la surface. | À tuteur-tuteur ennemi            | The Changing of the Guardian    | La relève de la garde           | RABF04 |
| 12 | Toute la famille s'assied normalement sur le canapé, sauf que chacun des membres à la tête de Moe Szyslak, ainsi que la même taille. Ils disent alors en cœur Les Szyslak, sur le thème original de la série. Cependant, la série est annulée et bébé Moe reste seul assis sur le canapé, triste. | Les Aléas de l'amour              | Love Is a Many-Splintered Thing | L'amour est dans le champ       | RABF05 |
| 13 | La famille s'assoit sur le canapé alors qu'un chevalier en armure surgit et coupe la tête d'Homer et les cheveux de Marge. Marge et Bart regardent le corps sans tête et les filles fixent les cheveux par terre, le tout sur une musique de la série Game of Thrones. | Adulte une fois                   | Hardly Kirk-ing                 | Capitaine Mini-Kirk             | RABF06 |
| 14 | Les Simpson sont assis sur le canapé, en faisant diverses activités, tandis que Maggie danse sur le dossier de ce dernier avec un casque. La famille fait alors un Harlem shake, sur une musique parodique Do the Homer shake : Homer est en slip, Marge fait des pompes, Bart est en Bartman et Lisa a une tête géante d'elle-même. Ils sont rapidement rejoints par d'autres habitants de Springfield. | Charmeur grand-père               | Gorgeous Grampa                 | Grand-p'pa le magnifique        | RABF07 |
| 15 | L'ambiance fait penser à des films noirs : Homer est un détective blasé, Marge est sa secrétaire, Bart est un homme de main et Lisa est une joueuse de saxophone, tous tenant des objets que le manque de lumière laisse croire à des armes. Maggie allume alors la lumière, les armes devenant des choses banales et les Simpson reprenant une apparence banale. Ils s'assoient tous sur le canapé et Maggie tire une salve avec sa mitraillette, choquant le reste de la famille (gag réalisé par Bill Plympton). | Au beurre noir                    | Black-Eyed, Please              | Un poing c'est tout             | RABF08 |
| 16 | Une personne pose 4 œufs de Pâques sur le canapé, chacun étant à l'effigie de Marge, Bart, Lisa et Maggie. Homer s'assoit alors sur le canapé et les écrase. | Super Zéro                        | Dark Knight Court               | Le chevalier gris               | RABF09 |
| 17 | Le générique est remplacé par une séquence rendant hommage à la série Breaking Bad, accompagnée par le morceau Crystal Blue Persuasion. Marge, alors sur le canapé, se rend à la cuisine pour réaliser des cupcakes qu'elle dispose dans une mallette pour Bart. On aperçoit alors Homer dormir sur le canapé avec un chapeau, sentant les cupcakes. Il espionne par la suite Marge vendre ces derniers à l'église. Marge finit par former des liasses avec l'argent accumulé, sous le regard de Walter White et Jesse Pinkman assis sur un canapé regardant la séquence.                                                                                   | Ce que veulent les femmes animées | What Animated Women Want        | Ce que femme de BD veut         | RABF10 |
| 18 | Les Simpson sautent en parachute. Cependant, celui d'Homer se déchire et il entraîne les autres dans sa chute. Ils tombent alors sur leur canapé qui se casse, avec les ressorts qui sortent. Ce gag permet par ailleurs de lancer l'intrigue de l'épisode. | Pinaise fiction                   | Pulpit Friction                 | Prêtre, pas prêtre, j'y vais    | RABF11 |
| 19 | Un bloc de glace se trouve à la place du canapé. Des sculpteurs sur glace arrivent alors et sculptent les Simpson assis sur leur canapé dans le bloc. Cependant, Abraham arrive, frissonnant, et augmente le chauffage. Le bloc fond alors, inondant par la même occasion le salon. | Whisky Bizness                    | Whiskey Business                | L'habit fait pas le Moe         | RABF13 |
| 20 | Après qu'Homer se soit fait renverser par Marge dans le garage, il a été projeté dans le jardin. Lorsqu'il se réveille, il est sous la forme d'un jouet Playmobil. Il lance alors son poing contre Ned Flanders qui tombe de son toit et explose. Il se balade par la suite dans Springfield sous la forme d'un donut et va chez Moe. Il fait alors une course en voiture avec Otto, mais ce dernier s'écrase avec son bus contre une falaise. À la fin, ils rentrent à la maison, percutent leur garage et s’éjectent dans leur canapé, ou un des Robot Chicken les attend et change de chaîne (gag réalisé en stop motion par l'équipe de Robot Chicken). | Un talent caché                   | The Fabulous Faker Boy          | La leçon de pia-d'oh            | RABF12 |
| 21 | Les Simpson sont des poissons qui s’assoient sur un canapé en corail au fond de l'océan. Cependant, ils se font avaler par Blinky. | La Saga de Carl                   | The Saga of Carl                | La saga de Carl                 | RABF14 |
| 22 | Les Simpson débarquent dans le salon et trouvent un joueur hockey sur glace, un castor, une oie et John A. Macdonald, le tout premier ministre canadien. Ils s'assoient alors sur le canapé, poussant l'oie à se mettre sur le dossier et le castor à aller au sol, ce dernier mangeant la crosse du joueur d'hockey. Maggie remplace sa tétine par la télécommande. | Les Dangers du train              | Dangers on a Train              | On prend toujours un train      | RABF17 |

## Saison 25 (2013-2014)
| #  | Gag du canapé | Titre français                   | Titre original                        | Titre québécois                       | Code   |
| -- | --- | -------------------------------- | ------------------------------------- | ------------------------------------- | ------ |
| 1  | Le canapé des Simpson se trouve dans un espace VIP gardé par un videur, au-dessus duquel se trouve une banderole "Les Simpson - 25e saison". Seuls Marge, Bart, Lisa et Maggie sont autorisés à passer, Homer étant refusé à l'entrée. Il tente alors de forcer le passage mais le videur lui assène un coup de matraque sur le crâne. | Homerland                        | Homerland                             | Homerland                             | RABF20 |
| 2  | La famille s'assieds sur le canapé, Bart, Lisa et Maggie étant normaux, Homer étant un zombie gothique et Marge une mante religieuse bleue. Lisa tombe alors dans un trou à travers le canapé pour se retrouver dans le thème d'Alice au pays des merveilles, avec le crapaud hypnotique de Futurama. Elle finit dans le thème du film Le Labyrinthe de Pan (gag réalisé par Guillermo del Toro). | Simpson Horror Show XXIV         | Treehouse of Horror XXIV              | Spécial d'Halloween XXIV              | RABF16 |
| 3  | On aperçoit une carte présentant le domaine autour du canapé. Les Simpson, en personnages parodiant Le Hobbit, partent à la recherche de ce dernier. Le gag est alors présenté en six parties où les Simpson voyagent à travers le pays. On voit également Moe donner l'anneau unique à une femme qui disparaît immédiatement, des monstres géants qui deviennent pierre à la lumière du jour, ou encore M. Burns en dragon protégeant son or. En arrivant au but, Homer se couche de fatigue sur le canapé, laissant aucune place aux autres, leur disant alors « Trouvez un autre canapé ! ». | Quatre regrets et un enterrement | Four Regrettings and a Funeral        | Quatre regrets et un enterrement      | RABF18 |
| 4  | Maggie s'assoit sur le canapé alors que le reste de la famille est soumis à la gravité sur les murs ou le plafond. Marge, Bart et Lisa réussissent alors à s'asseoir sur le canapé, en se maintenant aux accoudoirs ou au dossier mais Homer, en essayant de se placer sur le canapé, est violemment attirer vers le plafond et s'envole vers le ciel, en faisant des trous dans la maison. | On ne vit qu'une fois            | YOLO                                  | Homme de peu de fois                  | RABF22 |
| 5  | Les Simpson sont des pèlerins qui fuient leur pays à bord du Mayflower. Arrivés à destination, au lieu de s’asseoir sur un canapé en pierres, ils participent à un repas de Thanksgiving. | L'Instinct paternel              | Labor Pains                           | Poupons, Poupounes et pompons         | RABF19 |
| 6  | / | Belle Lisa ou Isabelle           | The Kid is All Right                  | Élections Douloureuse                 | SABF02 |
| 7  | Le canapé est dans un centre de canapés usagés en vente. Les Simpson sont modélisés sous forme de ballons gonflables et Bart utilise des ciseaux pour couper Homer, qui se fait alors électrocuter par des câbles électriques. | Bart se fait avoir               | Yellow Subterfuge                     | Vain Skinner sous les mers            | SABF04 |
| 8  | Les Simpson arrivent en lutin vers le canapé puis prennent la pose pour une carte de Noël affichant : Gag du canapé avant Noël. | Noël blanc                       | White Christmas Blues                 | Le blues du Noël blanc                | SABF01 |
| 9  | / | Piratez cet épisode              | Steal This Episode                    | Piratez cet épisode                   | SABF05 |
| 10 | Les Simpson sont assis sur le canapé et Maggie change ce qui les entoure à chaque fois qu'elle change de chaîne, changeant en boucle le paysage en crescendo. Quand ça revient au salon normal, elle lance la télécommande sur la TV pour l'allumer, ce qui lance alors le thème d'ouverture de la série (gag réalisé par Bill Plympton). | Le Mariage du blob               | Married to the Blob                   | Le taon, la brute et le croulant      | SABF03 |
| 11 | Alors qu'Homer mange sur le canapé devant le Super Bowl XLVIII, Bart jette ses bières sur un fil électrique. Homer se précipite pour les chercher mais, en voulant les prendre, il se fait électrocuter, coupant ainsi par intermittence l’électricité de Springfield, jusqu'à que toute la ville soit privée d'électricité et qu'il puisse boire. | Vu à la télé                     | Specs and the City                    | Tigre et gnochon                      | SABF06 |
| 12 | Alors que la lumière saute, Marge se lève pour changer le fusible. Quand la lumière se rallume, on découvre les personnages dessinés dans le style de Les Triplettes de Belleville. Bart tente de faire du foie-gras avec une oie, Lisa joue de l'accordéon et Marge cherche Maggie pendant qu'Homer mange des escargots. En voyant un escargot sur la télé, il se lève pour le manger. On découvre alors Maggie coincée entre ses fesses (gag réalisé par Sylvain Chomet). | Diggs                            | Diggs                                 | Mon ami Diggs                         | SABF08 |
| 13 | Les Simpson sont les continents de la Terre qui se séparent. Un astéroïde arrive alors pour pulvériser la planète qui se transforme en planète de pierre modélisée par Moe. | L'Homme qui en voulait trop      | The Man Who Grew Too Much             | L'homme qui plantait des gènes        | SABF07 |
| 14 | Homer est représenté en jeu Docteur Maboul. Le joueur sort la pièce Casse-bonbons représenté par la tête de Bart qui se déplie pour faire rentrer en contact la pince et le jeu. | Un hiver de rêve                 | The Winter of His Content             | L'âge de raison                       | SABF09 |
| 15 | / | La Guerre de l'art               | The War of Art                        | Lard de la guerre                     | SABF10 |
| 16 | Les Simpson sont poursuivis par des canapés taureau dans les rues de Pampelune. Ils arrivent alors chez eux et s'asseyent sur leur canapé, par un canapé taureau projette Homer en traversant le mur et s'assied à sa place. | Joue pas les arbitres            | You Don't Have to Live Like a Referee | Mon père, ce héros au sifflet si doux | SABF11 |
| 17 | Le générique est remplacé par une parodie de Minecraft. Alors que les Simpson s'assoient sur le canapé, un Moe en forme de Creeper explose et détruit le canapé. | Luca$                            | Luca$                                 | Luca$                                 | SABF12 |
| 18 | Le sol du salon des Simpson ainsi que leur canapé est recouvert de papier bulle qu'ils s'amusent à éclater avant de s'asseoir. | Le Futur Avenir                  | Days of Future Future                 | Les lendemains de l'avenir            | SABF13 |
| 19 | En étant percuté par Marge, Homer se retrouve projeter dans son propre organisme, où il retrouve sa famille. Ils voyagent alors dans l'organisme d'Homer jusqu'à atteindre son cerveau. On observe alors que cette scène se passait dans la tête d'Homer, alors que ce dernier était déjà assis sur le canapé avec sa famille. | Bart fait des bébés              | What to Expect When Bart's Expecting  | Fertilisation in verrat               | SABF14 |
| 20 | / | Embrique-moi                     | Brick Like Me                         | Une autre brique dans le mur          | RABF21 |
| 21 | Homer est un pion du jeu de société Le jeu de la vie, se déplaçant en voiture sur le plateau. Ce jeu retrace l'ensemble de sa vie : pas de fac, mariage (arrive alors Marge), grossesse imprévue (arrive alors Bart), grossesse imprévue (arrive alors Lisa), grossesse imprévue (arrive alors Maggie), mauvais boulot, perte des cheveux, prise de poids, plongée dans l'alcoolisme, seconde hypothèque, troisième crise cardiaque et saisie de la voiture. Les pions s'installent alors sur le canapé, Homer demandant « Et maintenant ? ». On voit alors un pion représentant la Mort.       | La Fête de quartier / Pay Pal    | Pay Pal                               | Guerre et pais                        | SABF15 |
| 22 | Les Simpson participent, avec Matt Groening à la Comic Con de San Diego où le vendeur de BD demande s'il y aura un autre film. L'ensemble des personnages, sauf Maggie, fuient. | Le Prix de la lâcheté            | The Yellow Badge of Cowardge          | L'opéra d'un pissou                   | SABF18 |

## Saison 26 (2014-2015)
| #  | Gag du canapé | Titre français                      | Titre original                | Titre québécois                | Code   |
| -- | --- | ----------------------------------- | ----------------------------- | ------------------------------ | ------ |
| 1  | Homer s'assied seul sur le canapé et utilise une télécommande spéciale pour contrôler sa télévision. Cependant, cette télécommande le fait revenir dans le passé, à la date du 19 avril 1987, date de création des Simpson, avec l'apparence qu'il avait à cette époque. Après plusieurs manipulations, le temps défile rapidement vers un futur lointain où Homer subit finalement les effets du temps. Dans ce futur, les Simpson ont alors une forme totalement différente, semblables à des microbes (gag réalisé par Don Hertzfeldt).                                                                                 | Le Cafard du clown                  | Clown in the Dumps            | Le clown est pouishe           | SABF20 |
| 2  | Itchy et Scratchy sont sur le canapé familial. Alors qu'Itchy est sur le point de tuer Scratchy à coup de hache, Homer le met dehors. Le chat partage alors la vie familiale sur le canapé des Simpson, au point d'aller trop loin. Sur conseil de Marge, Itchy est réintégré dans la maison et s'occupe de Scratchy. Le sang de ce dernier est projeté sur la télévision. | Le Naufrage des relations           | The Wreck of the Relationship | Le naufrage du Thérapeutitanic | SABF17 |
| 3  | Il s'agit d'une parodie de la couverture de l'album Tea for the Tillerman de Cat Stevens. La première chanson de l'album est jouée. | Super franchise-moi                 | Super Franchise Me            | En toute franchise             | SABF19 |
| 4  | / | Simpson Horror Show XXV             | Treehouse of Horror XXV       | Spécial d'Halloween XXV        | SABF21 |
| 5  | / | Fric-frack                          | Opposites A-Frack             | Fracture du cœur               | SABF22 |
| 6  | Les Simpson s’assoient normalement sur le canapé, mais ce dernier se transforme en robot Hedoniste de Futurama. Voyant cela, tous se retirent, sauf Homer, plus optimiste et détendu qui leur dit : « un canapé est un canapé ! ». Il s'y allonge et enlève son polo alors qu'Hedoniste commence à le masser, devant les yeux ébahis des autres Simpson. | Simpsorama                          | Simpsorama                    | Simpsorama                     | SABF16 |
| 7  | Les Simpson, en tenue hivernale, s'assoient sur le canapé qui est la nacelle d'un téléski. Lorsque cette dernière revient, les Simpson sont de retour, blessés, alors que Maggie est descendue seule, à ski, sans encombre. | Drôle de camping                    | Blazed and Confused           | Le bûcher des vérités          | TABF01 |
| 8  | Les Simpson jouent avec leurs smartphones en se dirigeant vers le canapé. Cependant, ils s'entrechoquent et tombent tous au sol. Au lieu de se relever, ils reprennent leurs téléphones et continuent à jouer. | Covercraft                          | Covercraft                    | Covercraft                     | TABF02 |
| 9  | Alors que Bart lance une boule de neige sur Lisa, déguisée en reine des neiges, elle construit un château de glace pour le punir. Homer, déguisé en Olaf, arrive alors et mange son nez-carotte... qu'il recrache. | Pas chez soi pour Noël              | I Won't Be Home for Christmas | D'où viens tu Homè-re          | TABF03 |
| 10 | Chaque membre de la famille est représenté sous forme d'un célèbre tableau. On voit alors que les vrais Simpson regardent les tableaux dans un musée. Homer utilise une télécommande pour changer les œuvres en télévisions. | L'Homme qui vint pour être le dîner | The Man Who Came to Be Dinner | La trouille du cosmos          | RABF15 |
| 11 | Les Simpson parodient le conte Boucles d'or et les Trois Ours. Alors que les trois ours Homer, Marge et Bart arrivent chez eux, ils découvrent leurs pots brisés, tout comme leurs canapés. Ils voient alors Lisa en Boucles d'or en train de dormir sur un canapé, et se battent avec elle. Homer meurt dans la bataille et il finit mangé par Marge, Bart et Lisa. On découvre alors que l'histoire était racontée par Homer à Maggie sur le canapé. | Le Nouvel Ami de Bart               | Bart's New Friend             | Dix ans fermes                 | TABF05 |
| 12 | / | Le Musk qui venait d'ailleurs       | The Musk Who Fell to Earth    | La tesla qui venait du ciel    | TABF04 |
| 13 | En s'asseyant sur leur canapé, les Simpson se transforment en sushis circulant dans une barque sur une rivière dans un restaurant. Homer évite alors de se faire manger mais tombe dans l'eau et se fait dévorer par un poisson. | Grand Fort                          | Walking Big & Tall            | Tailles et têtes fortes        | TABF06 |
| 14 | Le générique est remplacé par un générique en 8-bit. En s'asseyant sur le canapé, les Simpson ouvrent un trou noir les montrant avec des costumes des épisodes précédents. Il s'ensuit une montée vers le ciel avec diverses références à la série, puis Maggie sous la forme d'un ange intègre la télévision. | Taxi Girl                           | My Fare Lady                  | Sainte-uber express            | TABF07 |
| 15 | Les Simpson sortent d'un fax, imprimés sur une feuille de papier, mais ils subissent un bourrage papier. Ce terme, se disant paper jam en anglais et jam signifiant confiture, permet à Homer de penser à cela. | Le Baby-sitter                      | The Princess Guide            | La princesse et la grenouille  | TABF08 |
| 16 | / | Police du ciel                      | Sky Police                    | Cartes du ciel                 | TABF09 |
| 17 | Un vortex est présent au-dessus du canapé. À chaque fois que les Simpson s'assoient sur ce dernier, le vortex les aspire pour qu'il retournent au début. À la quatrième reprise, toute la famille s'assoit à nouveau, sauf Bart qui va désactiver le vortex à l'aide d'une télécommande. Les autres sont déjà aspirés alors que le vortex est éteint et ils ont disparu. Bart se trouve seul et se couche sur le canapé. Cependant, il a découvert la tête d'Homer décapité et crie : « Aye Carumba ! ». | Le Nouveau Duffman                  | Waiting for Duffman           | En attendant Duffman           | TABF10 |
| 18 | Les Simpson arrivent sur le canapé en grains de pop-corn. Ce dernier se met à chauffer, transformant alors les grains en les membres de la famille. Cependant, Homer met plus de temps à se transformer et fini brûlé. | Maman Bulldozer                     | Peeping Mom                   | Big Mother vous regarde        | TABF11 |
| 19 | Comme le gag du SABF15 avec la phrase « Quoi encore ? » et Abraham à la place de La Mort | Les enfants se battent bien         | The Kids Are All Fight        | Recherche et développement     | TABF12 |
| 20 | Marge, Bart, Lisa et Maggie, en pingouins, arrivent sur un canapé en glace flottant sur l'eau. Homer, en morse, saute alors sur le canapé pour projeter les pingouins dans sa bouche. | Les Vieux Coucous                   | Let's Go Fly a Coot           | Fête des pairs                 | TABF13 |
| 21 | Homer est gardien de but mais n'arrive à arrêter aucun ballon tiré par Maggie. Il finit enseveli sous ces derniers. | Brute de brute                      | Bull-E                        | Voyou donc!                    | TABF15 |
| 22 | Après que la famille se soit assise sur le canapé, le vaisseau spatial de Rick et Morty s'écrasent dans leur salon, tuant toute la famille. Rick prélève alors de l'ADN des Simpson ainsi qu'une photo d'eux pour que Morty les fasse cloner. Pendant ce temps, Rick visite la maison en volant des objets puis en gelant Ned Flanders avec un pistolet laser. Lorsque Morty arrive, Rick pose les œufs clonés sur le canapé et augmente le chauffage pour les faire éclore. Cependant, les Simpson ont l'apparence de Rick dû à la présence de sa salive dans les fioles d'ADN. En partant, Rick et Morty tuent Flanders. | Math elle aime                      | Mathlete's Feat               | Les Pieds de Mathlètes         | TABF16 |

## Saison 27 (2015-2016)
| #  | Gag du canapé | Titre français                             | Titre original                        | Titre québécois                               | Code   |
| -- | --- | ------------------------------------------ | ------------------------------------- | --------------------------------------------- | ------ |
| 1  | Les Simpson parodient cinq couvertures d'albums des Beatles : Meet the Beatles!, A Hard Day's Night, Rubber Soul, The Beatles (album) et Abbey Road. Ils se font par ailleurs écrasés par un bus sur le passage piéton de la dernière parodie. | Le Rêve de tout homme                      | Every Man's Dream                     | Le Rêve de tout homme jaune                   | TABF14 |
| 2  | / | Enquête fumeuse                            | Cue Detective                         | Bart-becue détective                          | TABF17 |
| 3  | Les Simpson, sous la forme de véhicule, se garent sur le canapé. Arrive alors Maggie en monster-truck qui les écrase tous. | Manque de taffe                            | Puffless                              | Les Fumistes                                  | TABF19 |
| 4  | / | Halloween d'horreur                        | Halloween of Horror                   | Terreur sur la personne                       | TABF22 |
| 5  | / | Simpson Horror Show XXVI                   | Treehouse of Horror XXVI              | Spécial d'Halloween XXVI                      | TABF18 |
| 6  | Sous la table de la cuisine des Simpson, Petit Papa Noël mange tout ce que la famille lui donne, ce qui le rend obèse. Il finit alors par mourir et, plutôt que de se rendre au paradis des chiens minces, il court vers l'enfer des chiens obèses, où se trouvent des pizzas gratuites. | Une amie précieuse                         | Friend with Benefit                   | Ami bénéficitaire                             | TABF21 |
| 7  | Les Simpson sont dans un vaisseau spatial donut et attaquent un canapé de l'espace. Cependant, une horde de canapés finit par les détruire. | Lisa avec un s                             | Lisa with an 'S'                      | Lisa avec un « S »                            | TABF20 |
| 8  | Les Simpson sont sur des dés de Yahtzee. Alors que tous les dés sont tombés sur les membres de la famille, celui d'Homer tombe sur M. Burns, lui faisant alors dire « D'oh! ». | Les Chemins de la gloire                   | Paths of Glory                        | Quinze minutes de gloire                      | VABF01 |
| 9  | Les Simpson sont représentés sous forme rotoscopée. Cependant, à la suite des plaintes de Bart et Homer, Lisa interrompt l'expérience avec la télécommande. | Enfantin                                   | Barthood                              | Jeunesse d'aujourd'hui                        | VABF02 |
| 10 | / | Code fille                                 | The Girl Code                         | Les Codes des femmes                          | VABF03 |
| 11 | Homer arrive seul sur le canapé puis descends dans une base secrète. On assiste alors à la séquence d'ouverture d'un show nommé La-Z Rider, hommage aux séries des années 1980. | Ados mutants à cause du lait               | Teenage Mutant Milk-Caused Hurdles    | Lait à faire peur                             | VABF04 |
| 12 | / | Beaucoup d'Apu pour un seul bien           | Much Apu About Something              | Apu de souffle                                | VABF05 |
| 13 | Alors que les Simpson rentrent, ils découvrent une lettre laissée par leur canapé qui s'est enfui. Ils partent alors à sa recherche mais Homer finit par se réveiller, couché sur son canapé. Il trouve alors une lettre, écrite par Marge, lui disant qu'il passe trop de temps sur le canapé. | L'amour est dans le N2-O2-Ar-CO2-Ne-He-CH4 | Love Is in the N2-O2-Ar-CO2-Ne-He-CH4 | Y'a de l'amour dans le N2-O2-Ar-CO2-Ne-He-CH4 | VABF07 |
| 14 | Les Simpson jouent au football américain. Homer marque alors un touchdown en posant Maggie sur le canapé. Il passe par ailleurs à travers le mur, ce qui lui permet de récupérer la télécommande. | Chagrin constant                           | Gal of Constant Sorrow                | Une guitare dans le garde-robe                | VABF06 |
| 15 | Il s'agit de la romance entre le canapé et la télévision des Simpson. La télévision rêve de se jeter sur le canapé et de jouer avec lui. Cependant, la télévision étant accrochée à la prise électrique, elle ne parvient pas à rejoindre le canapé. Ainsi, lorsqu'elle décide alors de se lancer vers ce dernier, elle tombe vitre la première et explose (gag réalisé par Bill Plympton). | Lisa vétérinaire                           | Lisa the Veterinarian                 | Lisa, apprentie vétérinaire                   | VABF08 |
| 16 | / | Les Chroniques Marge-iennes                | The Marge-ian Chronicles              | Les Chroniques Margi-ennes                    | VABF09 |
| 17 | Homer envoie un SMS à un destinataire inconnu dans lequel il inscrit des emojis de la famille ainsi qu'un emoji "canapé". Le destinataire lui répond qu'il ne comprend pas, puis on découvre alors deux SMS correspondant aux crédits de la série. | La Cage au fol                             | The Burns Cage                        | La Cage aux Burnes                            | VABF10 |
| 18 | Les Simpson sont en hibernation lors d'un voyage dans l'espace. À leur réveil, ils découvrent qu'Homer est mort et en décomposition. | Lisa retrouve Marge                        | How Lisa Got Her Marge Back           | Vivre dans la Marge                           | VABF11 |
| 19 | Alors que Maggie arrive vers le canapé, elle se transforme et on voit apparaître les différents personnages sous forme de personnages Disney, dans l'environnement associé : Maggie sous forme de Minnie Mouse des années 1920, Lisa en tant que Cendrillon dans son carrosse citrouille, Marge en tant que Blanche-Neige dans sa maison, Homer en tant que Baloo dans la jungle et Bart sous la forme de l'apprenti sorcier Mickey sur une tornade d'eau. Bart rend alors l'apparence normale à la famille (gag réalisé par Eric Goldberd, vétéran de Disney). | Fland canyon                               | Fland Canyon                          | T'es-tu comme une mule ?                      | VABF12 |
| 20 | Les Simpson courent vers leur canapé qui se révèle être une image sur papier. En le traversant, ils se retrouvent sur un terrain de football américain puis se font plaquer au sol. | Souvenirs de Paris                         | To Courier with Love                  | L'Homme à la valise                           | VABF14 |
| 21 | / | Simprovise                                 | Simprovised                           | Simprovisation                                | VABF13 |
| 22 | En se faisant percuter par Marge, Homer tient un manuel de montage Coüch, dans le style d'IKEA, permettant de monter un canapé en pièces détachées. Après avoir commandé le nécessaire au magasin Shøp, il tente de le construire, mais Bart ne veut pas l'aider et il ne comprend pas le manuel. Homer n'ayant pas réussi le montage, il fracture la maison de Flanders et vole son canapé, permettant alors à la famille Simpson de s'asseoir au bout de la 18e étape (gag réalisé par Michał Socha).                                                         | L'orange est le nouveau jaune              | Orange Is the New Yellow              | Unité Meuf                                    | VABF15 |

## Saison 28 (2016-2017)
| #  | Gag du canapé | Titre français                    | Titre original               | Titre québécois                    | Code   |
| -- | --- | --------------------------------- | ---------------------------- | ---------------------------------- | ------ |
| 1  | Le gag est une parodie du générique d'Adventure Time avec l'ensemble des personnages de la série ainsi qu'une grande majorité des lieux. Finn et Jake sont représentés par Bart et Homer et la série s'appelle alors Simpson Time avec Bart et Homer. Bart en garçon et Homer en chien finissent par rejoindre Marge, Lisa et Maggie sur le canapé, à la fin de la chanson, avant que Bart ne pousse Homer. | Souvenirs d'enfance               | Monty Burns' Fleeing Circus  | Revue cochonne                     | VABF20 |
| 2  | Homer est assis sur le canapé, Marge, Bart et Lisa sont debout et Maggie est sur le sol. Un joueur invisible tente de capturer les Simpson avec son téléphone en cliquant sur eux, dans le style de Pokémon Go, les faisant alors disparaître de la réalité pour les faire apparaître dans le téléphone. Cependant, Homer étant trop gros, il ne parvient ni à le capturer avec son téléphone, ni avec une tablette. Il lui assène alors un coup de maillet, ce qui finit par l'assommer. | Amis et Famille                   | Friends and Family           | Vie-rtuelle de famille             | VABF18 |
| 3  | / | La Ville                          | The Town                     | Boston, Crime, Bye                 | VABF17 |
| 4  | / | Simpson Horror Show XXVII         | Treehouse of Horror XXVII    | Spécial d'Halloween XXVII          | VABF16 |
| 5  | Marge et Lisa forcent Homer à entrer dans le musée d'art de Springfield où se tient une exposition. Il voit dans les œuvres sa femme et sa fille aînée et, en sortant, il visualise Bart et Petit Papa Noël en œuvre d'art moderne, tout comme le reste de Springfield. Il rentre alors chez lui, rejoindre Maggie sur le canapé, toujours dans le style d'art moderne. Cependant, Homer finit par se transformer en personnage dessiné avec les points Benday. La télévision avec les crédits est quant à elle dessinée dans le style d'art moderne. | Faites confiance mais clarifiez   | Trust But Clarify            | Poison-Clown                       | VABF21 |
| 6  | / | Amis mais pas trop                | There Will Be Buds           | Deux pères sans clic               | VABF22 |
| 7  | Homer, Marge, Bart et Maggie sont sur le canapé, habillés en tenue de dieux et déesses grecs, sur le Mont Olympe. Alors qu'ils se demandent où se trouve Lisa, cette dernière sort du crane d'Homer. Homer vole alors la tétine de Maggie pour combler le trou dans son crâne. | Week-end dingue à La Havane       | Havana Wild Weekend          | Havane de partir                   | VABF19 |
| 8  | Le générique nous fait assister à un retournement complet de situation où l'ensemble des Simpson meurent, sauf Bart. Homer meurt étouffé, Lisa meurt en se cognant et Marge et Maggie meurent noyés, alors que Bart se fait uniquement casser son skateboard par Barney. Ainsi, il se retrouve seul dans le salon des Simpson. Il remplace alors Homer, Marge, Lisa et Maggie par leurs portraits sur le canapé, lui permettant alors d'avoir accès à la télécommande. Ce gag, avec la télévision, permet par ailleurs de lancer l'intrigue de l'épisode. | La Paternité                      | Dad Behavior                 | Quel père, quel fils               | WABF01 |
| 9  | En arrivant dans leur salon, les Simpson ne voient pas leur canapé, et se font immédiatement mettre en joue par un bataillon de soldats. La scène se transforme alors dans le style du tableau Tres de mayo de Francisco de Goya. | Une journée particulière          | The Last Traction Hero       | Fractures impayées                 | WABF03 |
| 10 | Les Simpson s'asseyent sur le canapé, habillés en tenues tirées du conte Un chant de Noël : Homer est le fantôme du Noël présent, Marge est Mrs Cratchit, Bart est Tiny Tim, Lisa est Martha Cratchit et Maggie est le fantôme du Noël futur. Arrive alors M. Burns, déguisé en Ebenezer Scrooge, qui demande à Smithers de lâché les chiens de Noël. Ces derniers arrivent alors, avec des bois de rennes, et les chassent du canapé. | L'Étrange Noël de Krusty          | The Nightmare After Krustmas | L'Hébreu de Noël                   | WABF02 |
| 11 | Les Simpson s'assoient normalement sur le canapé. Ils se transforment alors en image sur un ensemble de jeu gag du canapé de la franchise Les Simpson, qui est vendu au milieu d'autres produits de la franchise, dans un supermarché, au prix de 1 $ les trois produits. On aperçoit d'ailleurs Bart vouloir prendre un produit, contre l'avis de Marge qui le tire loin du stand. | Cochon de Burns                   | Pork and Burns               | Porc d'attache                     | WABF06 |
| 12 | / | Phatsby le Magnifique (Partie 1)  | The Great Phatsby: Part One  | Gatsburns le magnifique (Partie 1) | WABF04 |
| 13 | / | Phatsby le Magnifique (Partie 2)  | The Great Phatsby: Part Two  | Gatsburns le magnifique (Partie 2) | WABF05 |
| 14 | Après que les Simpson se soient assis normalement sur le canapé, Marge remarque que Maggie n'est pas présente. Elle déplace alors le tableau au-dessus du canapé, révélant un coffre-fort dans lequel se trouvait Maggie, ainsi que des lingots d'or. Elle la pose alors sur le canapé, avant de se rasseoir. | Fastcarraldo                      | Fatzcarraldo                 | Fitzcarr'eul'gros                  | WABF07 |
| 15 | Après que les Simpson se soient assis normalement sur le canapé, Homer remarque que le tableau du voilier au-dessus du canapé a disparu. Marge et Lisa donnent alors leur ressenti au sujet de ce dernier, puis Bart suggère qu'une autre série télévisée a peut-être volé le tableau ou alors qu'il l'a vendu sur internet. Homer se lève alors brusquement du canapé, montrant le salon des Simpson en 2D dans un studio en 3D. Il se déplace alors dans les studios pour récupérer le tableau, en passant par les plateaux de South Park, The California Raisins et Robot Chicken. Homer trouve son tableau dans la dernière émission et retourne alors chez lui. Malheureusement, sa famille a déjà choisi un nouveau tableau pour remplacer l'ancien. | Le Chapeau magique                | The Cad and the Hat          | Chapeau cloche et tête à claques   | WABF08 |
| 16 | Les photos des cinq membres de la famille Simpson se trouvent au bas d'un pachinko. Alors que Lisa, Bart, Marge et Maggie voient leur espace rempli de billes, une seule tombe dans l'espace d'Homer. Au moment où il se plaint, une bille tombe dans sa bouche, et il s'étouffe. | Kamp Krusty                       | Kamp Krustier                | Le Krusty de camp                  | WABF09 |
| 17 | La famille, représentée de manière très amateurisme, s'assied un à un sur un canapé dans le même style. Un zoom arrière de la caméra permet alors de constater que ce gag du canapé est dessiné par Maggie qui est dessinée elle-même par Lisa, qui est dessinée par Bart, qui est dessiné par Marge, qui est dessinée par Homer. Ce dernier tient dans son autre main un donut et un crayon. Et, alors qu'il s'apprête à manger son donut, il s'enfonce le crayon dans son œil, projetant du sang partout (gag réalisé par Bill Plympton). | 22 pour 30                        | 22 for 30                    | Les Ti-counes du sport             | WABF10 |
| 18 | L'ensemble des animaux apparus dans la série, en lien avec les Simpson, est présent sur et autour du canapé de ces derniers. On retrouve ainsi Petit Papa Noël et ses huit chiots, Boule de Neige II, Spider Cochon, Lassi, Lourdeau, Jujube, Homard, Pokey, la chenille beuglante, Bille de clown et Bart Jr., Furious D ou encore Mojo le singe assistant. | La Montre paternelle              | A Father's Watch             | Le Vieil Homme et l'amer           | WABF11 |
| 19 | Les Simpson arrivent vers le canapé en parodiant les X-Men. Ainsi, Homer arrive en fauteuil roulant (Professeur X), Maggie griffe le canapé (Wolverine), Bart arrive en volant (Angel), Lisa arrive en volant grâce à l'électricité (Tornade) et Marge arrive sur le canapé en Krusty, avant de se transformer (Mystique). Apparaît alors Stan Lee qui dit qu'« il n'y a rien de trop court pour ne pas me montrer à la télé ! ». | Professeur Homer                  | Caper Chase                  | Le D'oh-ctorat                     | WABF12 |
| 20 | Pour fêter les 30 ans de la série, l'extrait avec Maggie de Good Night, premier court-métrage des Simpson, est diffusé. Il s'ensuit une parodie de la séquence d'ouverture de The Big Bang Theory où la frise chronologique est remplacée par le nombre d'épisodes et où la chanson relate les faits marquants de la série. Cela se termine avec la famille qui s'assoit sur son canapé avant qu'il disparaisse et qu'ils tombent au sol. | À la recherche de Mister Goodbart | Looking for Mr. Goodbart     | Bart cynique et Vieilles Dentelles | WABF13 |
| 21 | Les têtes des cinq membres de la famille sont posés sur une planche. Une personne vient alors les arroser, faisant pousser leurs cheveux, ainsi que la barbe pour Homer. | Le Blues de Moho                  | Moho House                   | Le Blues de Moho                   | WABF14 |
| 22 | La famille grimpe au sommet d'une montagne enneigée. Sur ordre d'Homer, les deux sherpas de l'épisode L'Abominable Homer des neiges amènent le canapé et la télévision. La famille s'assoit alors sur le canapé, tandis que Maggie est en train d'escalader la montagne. En les frappant avec son pic à glace, elle les détruit en mille morceaux, la famille étant gelée. | Une ville de chiens               | Dogtown                      | Une ville de chiens                | WABF15 |

## Saison 29 (2017-2018)
| #  | Gag du canapé | Titre français                         | Titre original                                   | Titre québécois                               | Code   |
| -- | --- | -------------------------------------- | ------------------------------------------------ | --------------------------------------------- | ------ |
| 1  | / | Les Serfson                            | The Serfsons                                     | Les Serfson                                   | WABF17 |
| 2  | / | Springfield Splendor                   | Springfield Splendor                             | Bonsoir tristesse                             | WABF22 |
| 3  | La famille Simpson représente chacun un objet du salon : Homer est le canapé, Bart et Lisa sont des lampes, Maggie est le tableau au-dessus du canapé et Marge est le décodeur de la télévision. Le canapé original ainsi que quatre autres canapés font alors leur entrée et s'assoient sur le canapé Homer. | Bébé siffleur                          | Whistler's Father                                | Travailler en sifflant                        | WABF16 |
| 4  | / | Simpson Horror Show XXVIII             | Treehouse of Horror XXVIII                       | Spécial d'Halloween XXVIII                    | WABF18 |
| 5  | On voit l'évolution de la famille Simpson à travers les différentes époques. Au départ, la famille Simpsonovich s'assoit sur le canapé pour éplucher des patates quand, d'un coup, ils fuient leur maison avec leur canapé à la suite de l'arrivée de soldats russes. Après un voyage en bateau, ils arrivent aux États-Unis avec leur canapé et deviennent les Simpson. Moe arrive en même temps et attrape des morceaux de papiers au sol pour se renommer Szyslak, mais il doit passer en quarantaine. Les Simpson intègrent alors une nouvelle maison dans laquelle Marge lave le canapé avant de l'étendre. Pendant ce temps, Homer coud, Lisa tricote et Bart joue au baseball. L'ambiance change alors et on retrouve Homer et Marge assis sur leur canapé dans un bar. Arrive alors l'instant où la famille est assise au complet sur le canapé au 742 Evergreen Terrace, mais leur maison commence à être inondée. Les Simpson fuient alors la Terre avec leur canapé, dans un vaisseau spatial, avec d'autres Springfieldiens. Lors de leur entrée sur le territoire rigellien, les Simpson se voient attribué un nom rigellien au nom Simpson, ce qui pousse Homer à dire « D'oh! ». | Grand-père, tu m'entends ?             | Grampy Can Ya Hear Me                            | À bon entendeur                               | WABF19 |
| 6  | Le gag du canapé est muet et en noir et blanc. Lisa désigne le canapé en disant « Regardez père, un canapé ! ». Marge lui fait alors remarquer : « Les jeunes filles bien élevées ne montrent pas du doigt ! ». Homer regarde sa montre à gousset et annonce : « Les enfants, il est 8 heures du matin, allez au travail ! ». Ils vont alors à la mine de charbon, via l'entrée pour enfin, avant que Marge ne les arrête pour leur dire : « Les enfants ! Les enfants ! Vous avez oublié votre sœur ! ». Elle confie donc Maggie à Lisa, puis ils descendent dans la mine. Or, ils arrivent en enfer et Lisa annonce « Oh, trop bas ! », pendant que Bart va danser avec les diables. Il dit alors « Bon, je reste ici ». Un carton final affiche « Un autre classique du gag du canapé. Filmé en Simpsorama. MCMXVII ». | La Maire est bleue                     | The Old Blue Mayor She Ain't What She Used To Be | Maire supérieur                               | WABF20 |
| 7  | Le générique est joué dans les fonds sous-marins. Les Simpson arrivent donc sur leur canapé de corail en tant que poissons. Ils sont ensuite attrapés par un pêcheur puis placés dans une cage avec des homards. | Chantons sur la piste                  | Singin' in the Lane                              | Grand Dalot et Petit Moe                      | WABF21 |
| 8  | La famille s'assoit normalement sur le canapé, puis ce dernier se transforme en statue exposée au Lincoln Memorial avec la devise "Aux gags du canapé nous croyons". On aperçoit alors la famille sur son canapé sur un penny tenu par M. Burns et sur lequel est écrit "Va te faire shampouiner !". Il montre alors cette pièce à Homer en lui disant que c'est son augmentation. | L'Opus de Lisa                         | Mr. Lisa's Opus                                  | L'Opus de Monsieur Lisa                       | XABF01 |
| 9  | Les Simpson, habillés en lutins de Noël, s'assoient sur un canapé qui se met à chauffer. Ils explosent alors comme des grains de maïs pour devenir du pop-corn qui va être embroché sur un fil servant de guirlande pour un sapin de Noël. | Porté disparu                          | Gone Boy                                         | Missile impossible                            | XABF02 |
| 10 | / | Ha-Ha Land                             | Haw-Haw Land                                     | Ha-Ha Land                                    | XABF03 |
| 11 | On assiste à la naissance du bébé du canapé des Simpson. Le Dr Hibbert pratique l'intervention dans le salon de la famille puis donne le bébé à Homer. Ce dernier dit alors qu'il sait comment tenir un bébé, mais il le fait tomber au sol. Maggie s'assoit ainsi sur le bébé canapé. | Professeur testeur                     | Frink Gets Testy                                 | Test in-Frink-tueux                           | XABF04 |
| 12 | / | Homer est là où n'est pas l'art        | Homer Is Where the Art Isn't                     | Enchères et en noces                          | XABF05 |
| 13 | Homer chante la chanson du court-métrage d'animation Your Face de Bill Plympton. Pendant sa prestation, les éléments de son visage (bouche, barbe, yeux et nez) bougent au rythme de la musique, changeant alors sans cesse la physionomie de la tête d'Homer, sa tête revenant toujours à la normale. La séquence se termine avec Homer et sa famille sur le canapé (gag réalisé par Bill Plympton). | Sans titre                             | 3 Scenes Plus a Tag from a Marriage              | Conseils de famille                           | XABF06 |
| 14 | Les Simpson courent dans le musée de la télévision. Ils passent devant les statues des personnages de diverses séries : Bonanza (431 épisodes), The Adventures of Ozzie and Harriet (435 épisodes), Lassie (547 épisodes) et Gunsmoke (635 épisodes). Ils s'assoient alors sur leur canapé à côté duquel est inscrit "636 épisodes", mais Lisa annonce qu'ils sont en avance de quatre épisodes. | La Peur du clown                       | Fears of a Clown                                 | L'Insoutenable Anxiété d'un clown             | XABF08 |
| 15 | Une main réalise un relier les points contenant 226 points. Le dessin représente alors le salon des Simpson avec la famille assise sur le canapé. Cependant, Homer est dessiné avec trois yeux, ce qui lui fait dire « D'oh! ». | Une bonne lecture ne reste pas impunie | No Good Read Goes Unpunished                     | L'Art de la guerre du lard                    | XABF07 |
| 16 | / | Punaise !                              | King Leer                                        | Sur le matelas                                | XABF10 |
| 17 | Pour fêter les 30 ans de la série, les deux premières parties de The Aquarium, court-métrage des Simpson, est diffusé. Il s'ensuit le générique où Lisa, après avoir été renvoyée du cours de musique de monsieur Largo, continue à jouer du saxophone à l'extérieur de l'école. Son professeur vient alors vers elle pour discuter, ce qui fait que le reste de la famille attend dans le salon pour réaliser un gag du canapé sur le thème des bûcherons, avec un rondin de bois et une tronçonneuse. Cependant, Lisa ne venant pas, ils sont contraints de l'annuler. | Lisa a le blues                        | Lisa Gets the Blues                              | Mes blues passent pus dans l'sax              | XABF11 |
| 18 | / | Pardon et Regret                       | Forgive and Regret                               | Non, je ne regrette pas grand-chose           | XABF10 |
| 19 | Alors que les Simpson s'assoient sur leur canapé, une barre de sécurité se ferme et le canapé se transforme en nacelle d'une grande roue. Lorsqu'il reviennent à leur position initiale, leur salon est entièrement détruit, mais Homer, Bart et Lisa disent que ça valait le coup. | Un gaucher gauche                      | Left Behind                                      | À Dieu, monsieur le professeur                | XABF12 |
| 20 | Les Simpson sortent chacun d'une imprimante différente, imprimés sur une feuille de papier. Alors que Marge et les enfants sont imprimés convenablement, Homer subit un bourrage papier. Ce terme, se disant paper jam en anglais et jam signifiant confiture, permet à Homer de penser à cela. | À la santé des Danois                  | Throw Grampa from the Dane                       | Quelque chose de jauni au Royaume du Danemark | XABF13 |
| 21 | Lorsque les Simpson arrivent dans leur salon, leur canapé n'est pas là. Marge agite alors une cloche pour signaler aux amishs de leur construire un nouveau canapé. Ces derniers arrivent alors et construisent un canapé en bois pour la famille. Les Simpson s'assoient donc et Homer essaye d'allumer la télévision avec la télécommande, mais un amish vient lui dire qu'il n'y a pas d'électricité. Homer répond alors « D'oh! ». | L'Échelle de Flanders                  | Flanders' Ladder                                 | Connexion inter-Ned                           | XABF14 |

## Saison 30 (2018-2019)
| #  | Gag du canapé | Titre français                                 | Titre original                     | Titre québécois                           | Code   |
| -- | --- | ---------------------------------------------- | ---------------------------------- | ----------------------------------------- | ------ |
| 1  | Des extra-terrestres ressemblant aux Simpson et se situant à 30 années-lumière de la Terre assistent à la diffusion de la première saison des Simpson. | Bart n'est pas mort                            | Bart's Not Dead                    | Bart n'est pas mort                       | XABF19 |
| 2  | / | Hôtel des cœurs brisés                         | Heartbreak Hotel                   | L'Hôtel des rêves brisés                  | XABF15 |
| 3  | Alors qu'Homer est percuté par la voiture de Marge, ce dernier est projeté dans le restaurant de la série télévisée d'animation Bob's Burgers. Le générique de cette série est alors joué, pendant que l'on aperçoit Homer subir les problèmes du restaurant de l'intérieur. La famille Belcher voit alors Homer, apeuré, à l'intérieur de leur restaurant.                                                                                                   | Autoroute pour le paradis                      | My Way or the Highway to Heaven    | Tout le monde veut aller au ciel          | XABF17 |
| 4  | / | Simpson Horror Show XXIX                       | Treehouse of Horror XXIX           | Spécial d'Halloween XXIX                  | XABF16 |
| 5  | Chaque membre de la famille fait du vélo elliptique. Chacun d'entre eux réussit alors à faire avancer son vélo, à l'exception d'Homer, qui est alors furieux. | Autonhomer                                     | Baby You Can't Drive My Car        | Les Deux Mains sur le volant              | XABF18 |
| 6  | Les Simpson sont modélisés par des tranches de pain de mie sortant d'un grille-pain en forme de canapé. Homer tente alors de bouger, mais il prend feu. | De Russie sans amour                           | From Russia Without Love           | Pas si bons baisers de Russie             | XABF20 |
| 7  | / | Maman travaille                                | Werking Mom                        | Queer chevelu                             | XABF21 |
| 8  | / | Krusty le clown                                | Krusty the Clown                   | Krusty complètement cirque                | XABF22 |
| 9  | Homer dort sur le canapé alors que la famille arrive. Il rêve du gag du canapé étant réalisé par la famille, en poisson sirène, sous l'eau. Dans ce même rêve, il rêve de la même scène mais cette fois-ci sous forme de dessin, puis sous forme d'atome. Il se réveille alors dans chacun de ses gags avant de se rendormir après avoir annoncé à sa famille qu'il n'y avait pas de place.                                                                   | Daddicus Finch                                 | Daddicus Finch                     | Pôpatticus Finch                          | YABF01 |
| 10 | Marge, Bart, Lisa et Maggie, en tenue hivernale, sont suspendus au plafond par les pieds. Un monstre des neiges semblable à Homer s'approche alors d'eux pour les attaquer mais Bart, grâce à la Force, attire un sabre laser disposé dans un panier au sol. Il coupe alors les liens de lui et sa famille puis coupe un bras au monstre. Cependant, le monstre remet en place son bras et enlace Marge, toute la famille souhaitant alors « Joyeux Noël ! ». | C'est la trentième saison !                    | 'Tis the 30th Season               | La 30e saison est venue ce soir           | YABF02 |
| 11 | Les Simpson, habillés en joueurs de football américain, s'assoient sur leur canapé qui est au bord du terrain, à côté des tribunes. Homer fait alors tourner Maggie, représentant le ballon, sur son doigt, avant de se faire féliciter par ses amis dans les gradins. | Le Petit Soldat de plomb                       | Mad About the Toy                  | Guerre, épais                             | YABF03 |
| 12 | Les Simpson sont devant leur canapé, occupé par Thanos. Maggie donne alors sa tétine à ce dernier, qui la place dans un trou au niveau de sa main. Il désintègre alors la famille, à l'exception de Maggie qui vient s'asseoir à côté de lui, alors que la tétine fait le bruit de succion. | La Fille dans le bus                           | The Girl on the Bus                | La Fille de l'autobus                     | YABF04 |
| 13 | En arrivant vers leur canapé, les Simpson sautent dans une boîte de chocolats en forme de cœur. M. Burns arrive alors et goûte Homer, mais il crache ce dernier avant de le jeter au sol et de partir. | Je sais danser en gros                         | I'm Dancing as Fat as I Can        | Danse ta vie, l'gros                      | YABF06 |
| 14 | / | Le clown reste sur la photo                    | The Clown Stays in the Picture     | Scènes de la vue conjugale                | YABF05 |
| 15 | Les Simpson arrivent sur leur canapé sous la forme d'un gobelet de soda. Un distributeur se place alors au-dessus d'eux pour les remplir de diverses boissons. Une fois rempli de bière Duff, le gobelet d'Homer tombe au sol et se renverse, avant qu'il demande de se faire remplir à nouveau. | 101 Réductions                                 | 101 Mitigations                    | Les feuilles mortes se ramassent en appel | YABF07 |
| 16 | Homer et Marge jouent à l’émission télévisée Pyramide. Homer doit alors trouver la phrase « Choses que dirait un canapé ». Marge l'aide avec les indices « Tu es assis sur moi, il y a une télécommande dans ma fente », « Je pourrais utiliser une housse » et « Tu ne m'as pas remplacé depuis 1989 ». | Je te veux (elle est si lourde)                | I Want You (She's So Heavy)        | Marge à planche                           | YABF08 |
| 17 | / | Sports d'E-quipe                               | E My Sports                        | L'homme vit d'ESports                     | YABF09 |
| 18 | / | Bart contre Itchy et Scratchy                  | Bart vs. Itchy & Scratchy          | Bart contre Itchy et Scratchy             | YABF10 |
| 19 | Marge et les enfants arrivent dans leur salon et s'assoient sur leur canapé, alors qu'ils ne sont pas colorés. Homer arrive alors, coloré en jaune, et crie un « D'oh! » en voyant sa famille différente. | Les Filles de l'orchestre                      | Girl's in the Band                 | La Passion de Lisa                        | YABF11 |
| 20 | On aperçoit le bas du corps de Bart, Lisa et Maggie qui interprètent les rôles principaux d'une série nommée "Mes trois enfants", parodie de Mes trois fils. Par-dessus ces images sont incrustés les crédits. | Je suis juste une fille qui peut pas dire T'oh | I'm Just a Girl Who Can't Say D'oh | Demain matin, Springfield m'attend        | YABF12 |
| 21 | Comme le gag du LABF02 | T'oh Canada                                    | D'oh Canada                        | D'oh Canada                               | YABF14 |
| 22 | / | Ki Ka Fé Ça                                    | Woo-Hoo Dunnit?                    | Vol au-dessus d'un nid de wou-hou         | YABF15 |
| 23 | Marge et les enfants courent vers le canapé pour s'asseoir, mais ils sont projetés au sol avant que Marge remarque que le canapé est peint sur le mur avec le salon. Homer arrive alors rapidement et passe au-travers du mur en tentant de s'asseoir. | Cristal Bleu Persuasion                        | Crystal Blue-Haired Persuasion     | Ma sorcière aux cheveux bleus             | YABF16 |

## Saison 31 (2019-2020)
| #  | Gag du canapé | Titre français                           | Titre original                           | Titre québécois                       | Code   |
| -- | --- | ---------------------------------------- | ---------------------------------------- | ------------------------------------- | ------ |
| 1  | Homer tente de réaliser un cygne en origami à l'aide d'une feuille de papier jaune. Cependant, l'origami se révèle être le canapé avec la famille assise dessus, Homer se demandant alors comment cela a pu arriver. | L'Hiver de nos contenus monétisés        | The Winter of Our Monetized Content      | 110 pour sang                         | YABF19 |
| 2  | / | Vise haut ou vise Homer                  | Go Big or Go Homer                       | Mentor, mentor                        | YABF21 |
| 3  | La famille caricature le groupe de musique Queen, Homer étant Freddie Mercury, Lisa étant John Deacon, Marge étant Brian May, Bart étant Roger Taylor et Maggie étant une cadreuse. Homer crie alors « Day-oh! », le public lui répondant, puis tente un grand écart, lui brisant alors son pantalon. | La Grosse Ligne bleue                    | The Fat Blue Line                        | Mise en portefeuille                  | YABF22 |
| 4  | / | Simpson Horror Show XXX                  | Treehouse of Horror XXX                  | Spécial d'Halloween XXX               | YABF18 |
| 5  | Les Simpson sont lancés tels des fléchettes sur une cible posée sur le canapé. Cependant, seul Homer n'atteint pas cette dernière et finit par se fracasser contre le mur. | Les Gorilles sur le mât                  | Gorillas on the Mast                     | Gorille à tribord                     | YABF20 |
| 6  | La famille s'assoie sur son canapé qui se révèle être le train d'une attraction pirate. Après la chute, le canapé s'écrase dans un lac, la famille gisant alors, sonnée par la chute, dans ce dernier ou à ses alentours. | Marge la bûcheronne                      | Marge the Lumberjill                     | Thérapie de coupe                     | ZABF02 |
| 7  | / | Vivre la pura vida                       | Livin La Pura Vida                       | Viva la pura vida                     | ZABF03 |
| 8  | / | Le Thanksgiving de l'horreur             | Thanksgiving of Horror                   | Un après-midi de dinde                | YABF17 |
| 9  | Le générique étant consacré à la famille Flanders, Ned et ses garçons arrivent dans le salon, mais le canapé a disparu. Ned annonce alors qu'il l'a donné aux pauvres, ses garçons esclaffant alors leur joie. | Todd, Todd, pourquoi m'as-tu abandonné ? | Todd, Todd, Why Hast Thou Forsaken Me?   | L'enfer, c'est eux autres             | ZABF04 |
| 10 | Dans le salon des Simpson, une personne accroche une boule de Noël ressemblant au canapé de la famille sur un sapin. Des boules ressemblant à Marge et Maggie, Bart et Lisa sont alors posées, avant que celle d'Homer fasse s'effondrer le sapin et casse le canapé. Ce dernier s'écrit alors « D'Oh Oh Oh ! ». | Bobby, il fait froid dehors              | Bobby, It's Cold Outside                 | Entre le Bob et l'âne gris            | ZABF01 |
| 11 | Après s'être assis sur leur canapé, les Simpson sont modélisés en pièce de monnaie détenue par Nelson. Ce dernier la pose alors sur un rail dans le but de faire dérailler un train, mais cela échoue. En ramassant la pièce, Nelson se fait renverser par un autre train. | Gloire aux dents                         | Hail to the Teeth                        | Broche, broche tes dents              | ZABF05 |
| 12 | / | La Malédiction de Lisa Simpson           | The Miseducation of Lisa Simpson         | Échec et maths                        | ZABF06 |
| 13 | Les Simpson, modélisés en chats sortant de la comédie musicale Cats, rencontrent la folle aux chats pour trouver refuge chez elle. Mais, la famille préfère se rendre dans leur maison familiale et l'ensemble des membres se retrouve sur le canapé, en train de lui asséner des coups de griffes. M. Burns apparaît alors pour lâcher ses chiens, forçant toute la famille, à l'exception d'Homer, à fuir.                                                                          | Frinkcoin                                | Frinkcoin                                | Chaîne de bolles                      | ZABF07 |
| 14 | / | Bart le méchant                          | Bart the Bad Guy                         | À Thor et à travers                   | ZABF08 |
| 15 | Lisa arrive seule sur le canapé et annonce : « Je suis la seule à m'être souvenue de l'heure d'été ? ». | Sans écran                               | Screenless                               | Capture d'écrans                      | ZABF09 |
| 16 | Un téléphone portable géolocalise les membres de la famille Simpson arrivant à leur maison, Homer et Marge dans leur voiture respective, Bart en skateboard et Lisa en vélo. Une fois tous arrivés, on les voit s'asseoir sur leur canapé. L'utilisateur du téléphone attribut alors une étoile à ce voyage, sans y donner de pourboire. | Mieux sans Ned                           | Better Off Ned                           | Odieux guide                          | ZABF11 |
| 17 | / | Droit au puits                           | Highway to Well                          | Ent'deux joints                       | ZABF10 |
| 18 | La famille, assise sur son canapé, joue à un simulateur de réalité virtuelle à l'aide de lunettes VR. Homer saute d'un avion en wingsuit, planant au-dessus de Springfield, avant de voler l'avion de Ned Flanders, Bart saute d'un hélicoptère pour faire du snowboard, Marge fait du surf, Maggie roule avec son tricycle dans Springfield et Lisa pratique de la plongée sous-marine. Cependant, Homer se crache et enlève ses lunettes en hurlant, avant d'allumer la télévision. | L'Incroyable Légèreté d'être un bébé     | The Incredible Lightness of Being a Baby | L'Insoutenable Légèreté de la suce    | YABF13 |
| 19 | Les vêtements de la famille courent s'asseoir dans le canapé, pendant que les Simpson tremblent de froid dans les coulisses. | Prêtres en guerre                        | Warrin' Priests                          | Prêtre, pas prête, j'y vas            | ZABF12 |
| 20 | Il s'agit d'une parodie de Succession. On voit la famille se tenir devant leur maison, Bart mettre son short de bain sur la tête d'Homer, Lisa avec un poney avant de retourner avec sa famille, Homer assis avec sa famille puis dans sa maison, annonçant qu'il n'y a rien à hériter, avant de se faire saisir ses vêtements. | Prêtres en guerre (Partie 2)             | Warrin' Priests Part 2                   | Prêtre, pas prête, j'y vas (Partie 2) | ZABF13 |
| 21 | / | Les Sales Huit ans                       | The Hateful Eight-Year-Olds              | Le dîner de Lisa                      | ZABF14 |
| 22 | / | À la façon du chien                      | The Way of the Dog                       | Renne du foyer                        | ZABF16 |

## Saison 32 (2020-2021)
| #  | Gag du canapé | Titre français                                              | Titre original                               | Titre québécois                                 | Code   |
| -- | --- | ----------------------------------------------------------- | -------------------------------------------- | ----------------------------------------------- | ------ |
| 1  | Alors que les Simpson courent pour s'asseoir sur leur canapé, ils glissent et tombent au sol. Nelson apparaît alors, criant « Ha-Ha », avant d'apercevoir que le canapé étant en réalité affiché sur un fond vert. | Burns infiltré                                              | Undercover Burns                             | Le milionnaire masqué                           | ZABF19 |
| 2  | / | Aïe, Carumbus                                               | I, Carumbus                                  | Aïe, Carumbus                                   | ZABF18 |
| 3  | Les ombres des Simpson sont assises sur le canapé familial. Une personne superpose alors successivement des celluloïds assemblant la famille (leurs squelettes, leurs organes, leurs crânes, leurs muscles puis leurs corps), tandis qu'Homer a eu le temps de prendre un donut de son estomac, et le mange. | Non, musée, ne fais pas ça                                  | Now Museum, Now You Don't                    | Histoire de lard                                | ZABF21 |
| 4  | / | Simpson Horror Show XXXI                                    | Treehouse of Horror XXXI                     | Spécial d'Halloween XXXI                        | ZABF17 |
| 5  | Sur la Lune, les Simpson s'assoient sur leur canapé en combinaison d'astronaute. Cependant, en s'asseyant, Homer rebondit et se retrouve propulsé dans l'espace en criant « D'oh ». | Sept Bières de réflexion                                    | The 7 Beer Itch                              | Pour le meilleur et pour la bière               | ZABF15 |
| 6  | / | Podcast News                                                | Podcast News                                 | Dans mon balado                                 | ZABF22 |
| 7  | En arrivant dans leur salon, les Simpson découvrent un dîner aux chandelles tout prêt disposé sur le tapis du salon. Cependant, du fait de leur retard, ils se font réprimander par leur canapé qui leur demande d'aller au lit, avant d'éteindre la bougie. | Trois rêves qui s'effondrent                                | Three Dreams Denied                          | Les joies du sax                                | QABF02 |
| 8  | / | La Route de Cincinnati                                      | The Road to Cincinnati                       | Cincinnati, nous voici !                        | ZABF20 |
| 9  | Les Simpson sont transformés en personnages de Pac-Man, Homer étant Pac-Man et Marge et les enfants les fantômes. Alors qu'Homer mange les différents membres de sa famille, Flanders arrive sous forme de fantôme et écrase Homer, ce dernier criant « Stupide Flanders ! » et mourant. | Pas d'excuse                                                | Sorry Not Sorry                              | Désœuvré, libéré                                | QABF01 |
| 10 | / | Un Noël d'été à Springfield                                 | A Springfield Summer Christmas for Christmas | Un beau Noël du campeur à Springfield pour Noël | QABF03 |
| 11 | / | Envie de paternité                                          | The Dad-Feelings Limited                     | Cœur de père                                    | QABF04 |
| 12 | Sur la planète Mars, un vaisseau spatial arrive et écrase le canapé. Marge sort alors de ce vaisseau, tandis qu'Homer et les enfants arrivent depuis différents coins de la planète. Cependant, Homer n'ayant pas de casque à oxygène, sa tête explose. | Reine du journal intime                                     | Diary Queen                                  | Journal indigne                                 | QABF05 |
| 13 | / | Objectif fric                                               | Wad Goals                                    | La grosse liasse                                | QABF06 |
| 14 | / | Yokel Hero                                                  | Yokel Hero                                   | Mille après mille je suis riche                 | QABF07 |
| 15 | / | Est-ce que les bots de pizza rêvent de guitare électrique ? | Do Pizza Bots Dream of Electric Guitars      | Quatre morceaux de robots                       | QABF08 |
| 16 | Partant d'un gros plan sur le visage d'Homer, les membres de sa famille émergent de ses différents organes. Alors qu'il perd ses cheveux, Maggie et Bart apparaissent de ses oreilles tandis que Lisa sort d'un de ses yeux. Ensuite, Marge alors de son nez tandis que le second œil représente Homer. Sa bouche se transforme alors en canapé sur lequel la famille s'assoit, avant qu'Homer change de position avec Marge (gag réalisé par Bill Plympton).             | Phénomènes paranormaux                                      | Manger Things                                | Le moron de Noël                                | QABF09 |
| 17 | / | Femmes à l'état brut                                        | Uncut Femmes                                 | Une Marge sous influence                        | QABF10 |
| 18 | Sur un fond sonore suisse, une personne sculpte les portraits de la famille dans des pommes de terre à l'aide d'un couteau suisse. Après avoir trempé les patates dans de la peinture noire, les portraits sont tamponnés sur une feuille de papier. Le couteau suisse tombe alors sur le canapé de la famille, les différentes lames étant remplacées par les têtes des Simpson. Mais en se dépliant, Marge casse la lame d'Homer qui finit par s'encastrer dans le mur. | Les Rois du burger                                          | Burger Kings                                 | Effet Bœuf                                      | QABF11 |
| 19 | / | Panique dans les rues de Springfield                        | Panic on the Streets of Springfield          | Mistral grano                                   | QABF12 |
| 20 | Le canapé est remplacé un nid dans lequel se trouvent trois œufs. Marge, en pigeon, arrive alors pour les couver. Cependant, en rentrant dans le nid, Homer écrase les œufs, provoquant la colère de Marge. | Retrouvailles mère-fille                                    | Mother and Child Reunion                     | Un tarot de lousse                              | QABF14 |
| 21 | / | Code G.R.A.N.D.-P.È.R.E.                                    | The Man from G.R.A.M.P.A.                    | Bons baisers de Springfield                     | QABF13 |
| 22 | / | Le Dernier Combattant de bar                                | The Last Barfighter                          | Le goût de l'eau                                | QABF15 |

## Saison 33 (2021-2022)
| #  | Gag du canapé | Titre français                    | Titre original                | Titre québécois              | Code   |
| -- | --- | --------------------------------- | ----------------------------- | ---------------------------- | ------ |
| 1  | | La Star des coulisses             | The Star of the Backstage     | La Star des coulisses        | QABF17 |
| 2  | | Bart est en prison                | Bart's in Jail!               | Bart est en prison           | QABF18 |
| 3  | | Simpson Horror Show XXXII         | Treehouse of Horror XXXII     | Spécial d'Halloween XXXII    | QABF16 |
| 4  | Maggie joue sur son téléphone, quand Grand-Père attrape son téléphone et lui donne un château Maggie commence à imaginer sa vie dans le château. | Comment nous étions               | The Wayz We Were              | Problème de circulation      | QABF19 |
| 5  | | Le Ventre de Lisa                 | Lisa's Belly                  | Le Ventre de Lisa            | QABF20 |
| 6  | | Un sérieux Flanders               | A Serious Flanders (Part One) | Un Flanders sérieux          | QABF21 |
| 7  | | Un sérieux Flanders               | A Serious Flanders (Part Two) | Un Flanders sérieux          | QABF22 |
| 8  | Sur un fond sonore suisse, une personne sculpte les portraits de la famille dans des pommes de terre à l'aide d'un couteau suisse. Après avoir trempé les patates dans de la peinture noire, les portraits sont tamponnés sur une feuille de papier. | Portrait du jeune homme en feu    | Portrait of a Lackey on Fire  | Portrait d'un laquais en feu | UABF01 |
| 9  | La famille Simpson est placée tous ensemble sous la forme du canapé, avec des grognements, ils se séparent et sortent de la pièce. | Les Mères et les Autres Étrangers | Mothers and Other Strangers   | Mères et Autres Étrangers    | UABF02 |
| 10 | | Maggie et les Gangsters           | A Made Maggie                 | Le Parrain de Maggie         | UABF03 |